# 日本における衛星放送
日本における衛星放送（にほんにおけるえいせいほうそう）では、日本の衛星放送について解説する。放送法に基づく放送のうち、基幹放送（同法に規定する衛星基幹放送）および一般放送（放送法施行規則に規定する衛星一般放送）がある。
衛星放送の目的は、試験放送開始前（ゆり2号aの打ち上げ時）、離島・山間部といった、人口希薄な地域における難視聴地域の解消（いわゆるサイマル放送）を掲げていたが、その後方針を転換し、地上波放送ではできないような専門性の高い番組を提供するなど、チャンネルを増やす目的の放送となった。
日本放送協会（NHK）のNHK-BSは、別途NHK受信料による衛星契約（申告制）が必要で、地上契約（旧：カラー契約）にBS受信料を加えることとなる。2019年度末現在、NHK衛星契約者数は約2,223万件である。

## 種類

### 制度上の区分
従来は、使用する人工衛星により放送衛星（BS）を使用するBS放送と、通信衛星（CS）を使用するCS放送に制度上も分かれていた（人工衛星による区分参照）が、2002年に放送開始された東経110度CSデジタル放送は、アンテナ・受信機（チューナー）ともBSデジタル放送と共用可能なものがほとんどであることから、2009年2月に、放送法施行規則が改正され、BSデジタル放送と東経110度CSデジタル放送を特別衛星放送として統合、普及政策が一本化された。また、それ以外の衛星放送は一般衛星放送と位置づけられた。
2011年6月には、放送法令改正により、特別衛星放送は衛星基幹放送へ、一般衛星放送は衛星一般放送へと移行した。
衛星基幹放送
- アナログテレビジョン放送
  - BSアナログ放送（1989年6月 - 2011年7月。地上アナログ放送と共に終了）[4]
- デジタルテレビジョン放送 
  - 東経110度BSデジタル放送 - 放送衛星システム（2000年12月 - ）
  - 東経110度CSデジタル放送 - スカパー!（旧：スカパー!e2、2002年3月 - ）

衛星一般放送
- CSアナログ放送（東経154度・162度CSアナログ放送、旧：CSバーン系 1992年6月 - 1998年3月、旧：スカイポート系 1992年4月 - 1998年9月《いずれも現：スカパー!プレミアムサービスへ移行》）
- スカパー!プレミアムサービス（東経124度・128度CSデジタル放送、旧：スカパー!HD・スカパー!SD、1996年6月 - ）
- ミュージックバード（東経154度CS-PCM放送、1992年8月 - 2011年7月）
- SPACE DiVA（東経154度CSデジタル放送、2005年4月 - 2024年2月）
- SOUND PLANET、music AirBee!（東経144度CSデジタル放送、2001年5月 - ）
- AccessTV（東経144度CSデジタル放送、2005年2月 - 2012年?）
- HOP TV（東経144度CSデジタル放送、2007年12月 - 2013年）

#### 事業者による区分
認定基幹放送事業者
- 総務大臣の認定を要する。

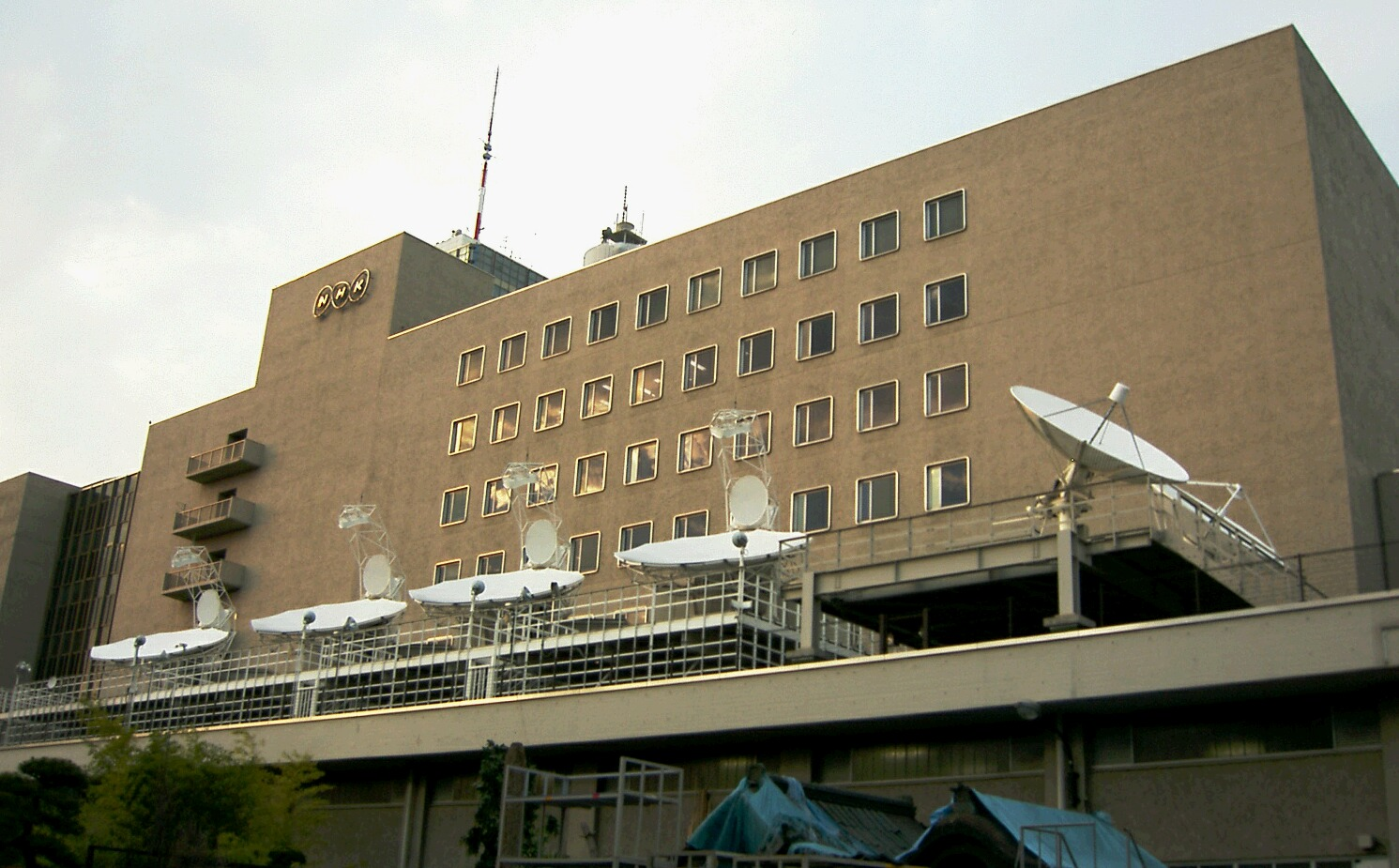
NHK放送センター西口側にあるBSアナログ衛星放送用アップリンク設備

  - 日本放送協会（NHK）および放送大学学園がこれに含まれる。
  - 民間事業者（NHKおよび放送大学学園以外の事業者）数の推移は、基幹放送事業者#民間事業者数の推移を参照。

衛星一般放送事業者
- 総務大臣の登録を要する。
  - 民間事業者（同上）数の推移は、一般放送事業者#登録民間事業者数の推移を参照。

基幹放送局提供事業者
- 放送事業者ではないが、放送法の規制を受ける。
  - 衛星基幹放送（2社） - 放送衛星システム、スカパーJSAT

2011年6月30日に放送法改正の経過措置[5]により、旧受託放送事業者から移行。

有料放送管理事業者（プラットフォーム事業者）
- 放送事業者ではないが、放送法の規制を受ける。
  - 衛星基幹放送（1社） - スカパーJSAT（スカパー!）
  - 衛星一般放送（1社） - スカパーJSAT（スカパー!プレミアムサービス）

2008年6月27日の総務大臣への届出による。

### 人工衛星による区分
用いられる人工衛星によって、放送衛星（Broadcasting Satellite）を使用するBS放送と通信衛星（Communications Satellite）を使用するCS放送に分けられる。
BSは国際的に「放送衛星業務」に優先的に割り当てられている周波数を用いるもので、全ての国が一定数の物理チャンネルを使用できるように、国際電気通信連合（ITU）において衛星の軌道位置と周波数の割当が国際プランとしてあらかじめ定められている。このため、衛星の打ち上げにあたって関係諸国との間で軌道位置や周波数の調整は基本的に不要であるが、一方で、割当数を増やすことは国際プランの変更が必要となるため容易ではない。日本を含む地域では、12GHz帯については11.7 - 12.2GHzが「放送衛星業務」に優先的に割り当てられている周波数であり、国際プランによって、東経110度での右旋円偏波の12の物理チャンネル（1 - 23チャンネルのうちの奇数のチャンネル）が日本に割り当てられている。
一方、CSは国際的に「放送衛星業務」に優先的に割り当てられている周波数以外の周波数を用いるものであり、基本的には先着順で衛星の軌道位置と周波数の割当が受けられる。このため、衛星の打ち上げにあたって関係諸国との軌道位置および周波数の調整が必要で、調整の結果によっては使用できる周波数や出力に制限を受けることもあるが、割当を増やすことはBSに比べれば容易である。日本を含む地域では12GHz帯については11.7 - 12.2GHz以外の周波数を用いることになるが、日本のCS放送では12.2 - 12.75GHzを用いている。
もともとは広範囲な一般視聴者向けの放送を行うBSに対し、CSは特定の受信者（主に企業や業者。業者の場合、一般にはケーブルテレビや集合住宅=マンション・アパートなど）の利用を想定していた。
1989年にはCSを利用して番組配信を行うことを目的としてスカイポートセンターが設立されたが、郵政省（当時）から「放送にあたるおそれがある」の指摘を受け個人向け番組配信については認められなかった。同年の放送法改正により委託放送事業者および受託放送事業者の規定が盛り込まれ、1992年にスカイポートTVおよびCSバーンによりCSによる「放送」が開始された。
なお1990年代前半からスターTV（現：STAR）など海外の衛星を利用して日本向けに番組配信を行う動きがあったが、これも郵政省が無線通信の傍受・窃用にあたるとしてケーブルテレビ等への配信が認められなかった（これについては1994年の放送法改正により外国の通信衛星を利用した不特定多数向けの音声・映像配信サービスを「「放送」に該当すると確認されたサービス」と定義し、確認されたチャンネルについては受信・再送信が解禁された）。
BSは、より広範囲への放送を行う目的で設計されているため、衛星に搭載されているトランスポンダの電波の空中線電力が、当初から高く（100W程度）設定されていた。一方CSは、前述の様に特定の受信者向けの放送を想定しており、トランスポンダの出力はBSより低く（当初は30W程度）設定されていた。またBSは円偏波なのに対して、CSは受信アンテナが簡素になる直線偏波（N-SAT-110およびその予備衛星はBSと同じく円偏波）のため受信側の設備もBSとCSでは異なっていた。
その後の放送法の改定などの影響もあり、現在の日本においてはBS放送、CS放送ともに実質的な違いは少ない。提供されているサービス面ではCS放送のほうがチャンネル数が多く、各分野に特化した番組（いわゆる専門チャンネル）が多数放送されている。
ケーブルテレビ局がおこなう放送サービスにおいては、BS放送が提供している放送番組とCS放送が提供している放送番組では次のような違いがある。BSもCSも衛星から送信される放送とケーブルを介しての放送とは同時送信（サーバ型放送による再送信以外は同時送信となる）であるが、BS放送では「再送信」という解釈になり、放送の内容を改変することは一切禁止されている。一方、CS放送の場合は放送法の中での解釈としてはCATV業者による「自主放送」という扱いとなり、CATV業者の都合や事情などにより一部の番組やCMの差替え・送信中止、複数チャンネルの組み合わせによるパートタイム編成（複数チャンネル間で放送番組を選択して組みあわせて1つのチャンネルとして提供する）などが可能になっている。番組中にCATV業者が地震速報テロップなどを挿入することも可能である。

#### 衛星の種類
衛星の名称とトランスポンダの利用割り当て状況（2010年9月現在）は以下の通り（それぞれの利用内容についての詳細は後述の各当該節を参照のこと）。

##### 放送衛星（BS）
- BSAT-3b（東経110度）：BSデジタル放送（BS-1, 3, 13, 15ch ※1）
- BSAT-3c（東経110度）※2：BSデジタル放送（BS-5, 7, 9, 11, 17, 19, 21, 23ch ※1）BSAT-3c/JCSAT-110RのBS機能。
- BSAT-3a（東経110度）：予備衛星。

※1：表記のBSch番号（物理チャンネル）については後述の物理チャンネル（BSデジタル放送）を参照。

##### 通信衛星（CS）
- N-SAT-110（東経110度）※3：スカパー!（CS1/CS2ネットワーク）、i-HITS（CATV向け番組配給通信）、放送以外のサービス（通信サービスなど）
- JCSAT-110R（東経110度）※2：BSAT-3c/JCSAT-110RのCS機能。N-SAT-110の予備衛星。
- JCSAT-2A（東経154度）：SPACE DiVA
- JCSAT-3A（東経128度）：スカパー!プレミアムサービス（パーフェクTV!サービス）、放送以外のサービス（通信サービスなど）
- JCSAT-4B（東経124度）：スカパー!プレミアムサービス（スカイサービス）、放送以外のサービス（通信サービスなど）
- JCSAT-RA：予備衛星。原則として東経126度で待機し、経度±2度にあるスカパー!使用衛星付近の軌道へ遷移しやすくしている。
- SUPERBIRD-C2（東経144度）：SOUND PLANET、その他の放送サービス、i-HITS、放送以外のサービス（通信サービスなど）

※2：正式名称はBSAT-3c/JCSAT-110R。普段はBSAT-3cとしてBS機能のみを使用し、JCSAT-110RとしてのCS機能は使用せず。
※3：SUPERBIRD-D／JCSAT-110の別称を持つ。

## アナログによる衛星放送

### BS放送
使用衛星：東経110度（BSAT-3a）（BSAT-1a）（BSAT-1b）（BS-3N）
1984年5月12日、NHKによる世界初の一般視聴者向けの営業放送へ向けた試験放送を開始。当初は「ゆり2号a」を使い、BS-11（衛星第1放送）、BS-15（衛星第2放送）での試験放送を予定したが、衛星のトラブル・故障が発生したため急遽BS-15を「衛星第1放送」として1chのみでの放送開始。その後補完衛星として打ち上げられた「ゆり2号b」の打ち上げ成功により1986年12月25日よりBS-11で「衛星第2放送」を開始。本来の2チャンネル体制での試験放送が行われた。1987年7月4日までは原則第1放送は総合テレビ（2チャンネル分割前は総合・教育混合）、第2放送は教育テレビの同時・または時差再配信で山間部や離島等の難視聴地域対策が主な目的であったが、1987年7月5日以後、第1放送は完全自主編成、第2放送は地上波の難視聴対策放送を継続した。

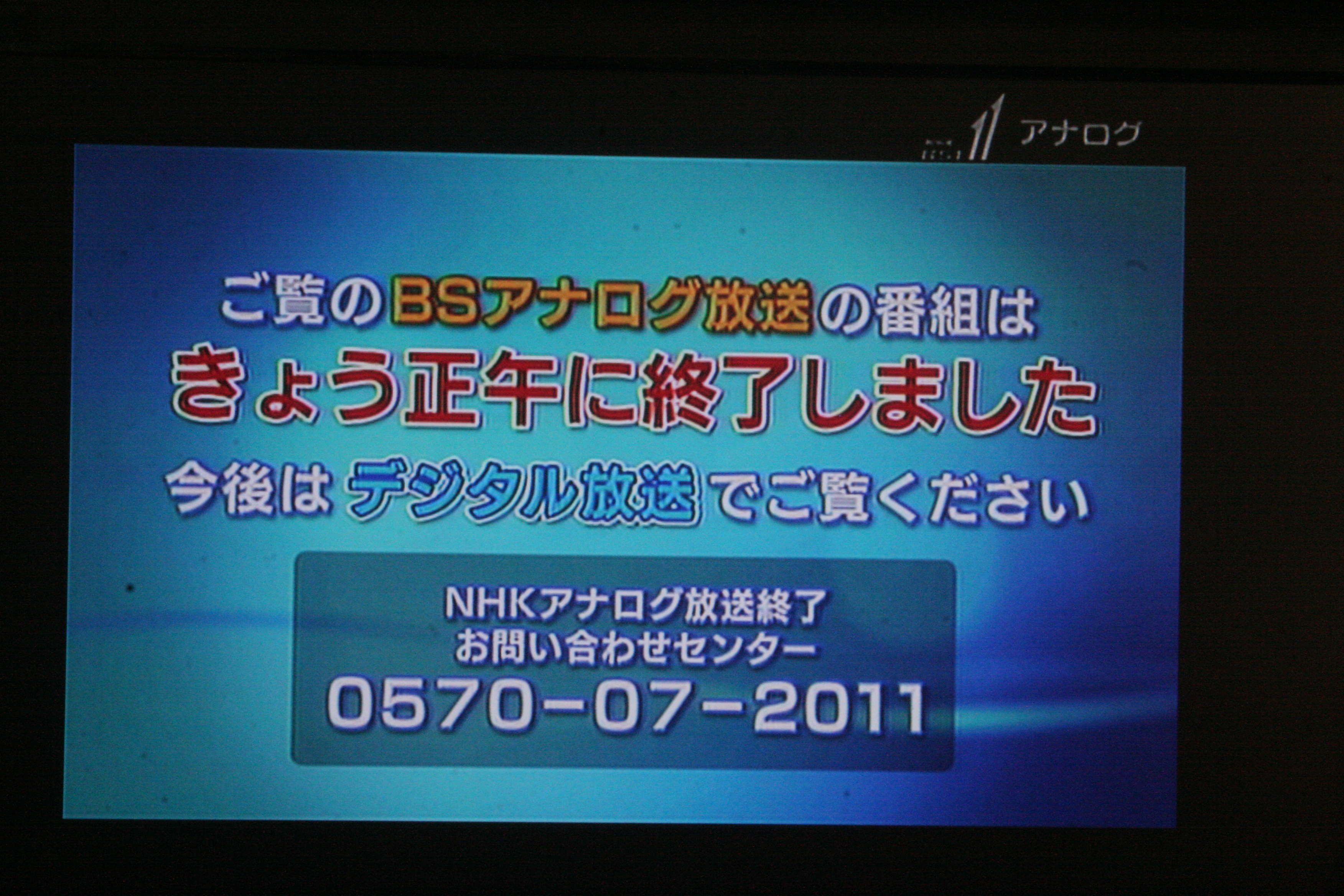
BSアナログ放送終了後に表示されたテレビジョン画面

1989年6月1日にNHKがKuバンド（14/12GHz帯）放送衛星「ゆり2号a」および「ゆり2号b」を用いて本放送を開始した。当初、第2放送は地上波の再送信のみで衛星受信料は徴収していなかったが、本放送への移行に当たり、第1放送はニュース・スポーツを中心に終日独自編成、第2放送は映画・演劇・ドラマなどのエンターテインメントを軸とした独自の総合編成と、地上波の難視聴対策の放送を並列して行うことになった。BS-3N以前、地球や月の食のために放送休止があった（詳しくは後述を参照）。以後、日本の直接衛星放送はデジタル方式を含めもっぱらKuバンドを用いて行われている。ごく普通のNTSC映像と副搬送波をDQPSK変調したデジタル音声データをFM変調して送出されていた。更に高精細度テレビジョン放送であるハイビジョンの実験放送・試験放送をMUSE圧縮を利用して開始したが、これは2007年9月30日で終了している。
1991年4月1日には日本衛星放送（現：WOWOW）が民間で初の衛星放送を開始、またWOWOWと同じチャンネルのPCM音声のみを使用してラジオ放送を行う衛星デジタル音楽放送（St.GIGA。2003年にワイヤービーが合併、同年にWINJに営業譲渡、2007年に委託放送事業者認定取消処分）も同時開局している。NHK、WOWOWともに有料であるが、NHKがノンスクランブル方式だった（受信契約義務こそ発生するが、契約しなくても視聴できた）のに対して、WOWOWは一部の番組や日時を除いてスクランブル放送方式としていた。
BSアナログ放送は地上波アナログ放送とともに2011年7月24日に終了した（ただし、岩手県、宮城県、福島県は、同年に発生した東日本大震災に被災したことの関係により、2012年3月31日に延期して終了した）。なお、アナログ終了後のBS-5chはWOWOWが、デジタルハイビジョン放送拡張のために使用する。

#### 日食による放送休止
太陽の光で発電される放送衛星が、春分点と秋分点を挟んだ各1ヵ月半には、地球または月の陰に入る（衛星から見て地球や月による日食）現象のため、深夜放送を休止していた時期が1997年春まであった（ただし、放送に支障がない限り、休止中の時間帯でも災害報道は放送を続けていた）。
月による日食の放送休止は、日中の時間帯にあった（10分程度。深夜の休止時は0:30から4時間）が、1997年に運用開始したBSAT-1a以降の放送衛星は大容量のバッテリーを搭載し、太陽光発電される電力を二次電池へ蓄えることができるようになったため、地球や月による日食でも放送できるようになり、放送休止は年数回のメンテナンス（機器保守）時期程度となった。
2000年のBSデジタル放送開始以降、NHKではBSアナログ放送での放送休止は2006年の放送設備更新時、2007年と2011年に数回、そして2010年11月1日未明にあっただけである。2008年、2009年はアナログ・デジタルとも放送休止は1度もなかった（送出を2系統化しているためメンテナンスがあっても完全無休で放送。なお、WOWOWは不定期でメンテナンスのための放送休止あり）。
これとは別に、春分と秋分を挟んだ各時期の昼間、もしくは午前の時間帯に最長で15分程度、映像・音声に乱れが生じる太陽雑音という現象も発生する（主に通信衛星で起きやすいが、衛星の種類により異なる）。

#### チャンネル
チャンネルは1・3・5・7・9・11・13・15と計8チャンネルあったが、実際放送で使用されたのは以下の通りだった。
- BS-5ch WOWOW[注釈 4]
  - BS-5ch独立音声（2005年3月31日終了。衛星デジタル音楽放送（St.GIGA）→ワイヤービー（Club COSMO）→World Independent Networks Japan（WINJ））
- BS-9ch MUSEアナログハイビジョン（2007年9月30日終了）
  - ハイビジョン実験放送→ハイビジョン試験放送→ハイビジョン実用化試験放送→デジタル開始と同時に「NHKハイビジョン」になる。
- BS-7ch NHK衛星第1テレビジョン[注釈 5]→NHK BS1
- BS-11ch NHK衛星第2テレビジョン→NHK BSプレミアム

BSデジタルにおいても同一の番組が放送されているが、WOWOWは放送法附則第20項に基づく届出をしなかったため、放送法上ではサイマル放送ではない。WOWOWのサイマル放送スロットはスター・チャンネルBS（現・BS10スターチャンネル）に割り当てられた。その後、スター・チャンネルのハイビジョン移行により、このスロットはNHKの帯域拡大に使用されている。
NHKについてはアナログ放送終了の関係で、後述のチャンネル再編が行われたため、2011年4月1日に上記の変更が行われている。トランスポンダ故障時に、NHKはBS-13ch、BS-15chを使用して放送を行ったこともあった。

### CS放送
CS通信による専門チャンネルの配信は、集合住宅やケーブルテレビ向けに行なわれていた。1989年の放送法改正以後は、個人宅向けの直接放送ができるようになった。これを受けて1992年に通信扱いの一部のチャンネルが放送扱いとなる。CS通信・放送（アナログ）の受信機は、ほぼBS兼用となっていた。
主に日本衛星通信（現：スカパーJSAT）のJCSAT衛星を用いる「CSバーン」（CS BAAN）および、宇宙通信のSUPERBIRD衛星を用いる「スカイポートTV」の2つのプラットフォームに別れ、両者で限定受信方式が異なっていた（COATEC方式とスカイポート方式）。1998年、スカイポートTVはディレクTVへ、CSバーンはパーフェクTV!（現：スカパー!プレミアムサービス）へ無償で移行され、CSアナログ放送は停波した。
ミュージックバードは、デジタルによる音声放送（PCM音声放送）であるが、放送法によりアナログ放送に分類される。2002年6月1日に電気通信役務利用放送へ移行した。2011年6月30日、電気通信役務利用放送法が放送法へ統合されたため、再び放送（衛星一般放送）となった。ミュージックバードは、2011年7月31日をもって、音声放送を停止および終了した。
チャンネルについてはスカイポート、CS BAANを参照。

### 通常画質の送出方式
- 映像はアナログ
  - 4.5MHzに帯域制限されたNTSC[10]
  - スクランブルの有無は音声データに多重される
  - 15Hzのエネルギー拡散信号を多重
  - FM変調後の周波数偏移は17MHz
  - 基本的に地上アナログ放送と同じく文字放送対応、字幕放送対応なども行っていた（NHK衛星第2テレビのみ実施）。
- 音声はデジタル
  - 通常音質4チャンネルないしは高音質2チャンネル
    - Aモード：32kHz14/10bit準瞬時圧伸×4ch（テレビ音声放送2ch+独立音声放送2ch）、最低480ビット毎フレームのデータ放送
    - Aモードの音声品質はDATの長時間モード時の音声、もしくはスーパーファミコンに搭載されたPCM音源の音声、FM放送の音声とほぼ同等の品質とされる
    - Bモード：48kHz16bitリニアPCM×2ch、最低224ビット毎フレームのデータ放送[注釈 6]
    - Bモードの音声品質はCDやBSデジタル放送より（理論上）高音質でなおかつDAT、およびDVDの標準モード時の音声と同等の品質である

  - 音声フレームの空き領域を使ってデータ放送が行われる
    - データ放送がパケット形式で提供された場合288バイト/パケットとなる[11]
    - 斜め走査を行い、9フレーム（1スーパーフレーム）で1パケットが送信される

  - 副搬送波5.7272MHzによるDQPSK 2048kbps
  - 1フレームあたり2048ビット、1ミリ秒
  - 音声データは（63, 56）BCH符号および32ビットインターリーブによって伝送エラーから保護される
- 映像と、副搬送波によるDQPSK変調した音声データを混合してFM変調
  - 映像は信号を周波数変調しているため地上アナログ放送の振幅変調（VSB-AM）より高画質、高解像度
  - 主搬送波周波数帯域27MHz（スカイポートは衛星の都合上36MHz）
- CS通信・放送ではクローズド・キャプションによる英語字幕放送も行なわれていた。
- 音声のみデジタルのため、豪雨などにより受信電波が減衰すると地上アナログ放送と違い音声のみ無音となる（映像はノイズが入るもののある程度の減衰までは画像を識別できる）という現象が起こる。なお、停波時には砂嵐の映像となる。

#### スクランブル
- M方式
  - パナソニックが開発。松下電器産業の頭文字に由来。ホテル向けアダルト番組や企業内通信サービスで使用していた
  - 正極同期方式、正極同期と極性反転、走査線転移方式を併用。M方式デコーダと接続しスクランブル解除されていない状態では、音声は雑音としてしか聞こえず、画面上に同期の取れない白黒画面なノイズとなって映し出される
  - 松下電器産業よりM方式デコーダ内蔵BS/CS通信チューナ（M-IRD）「TU-CSM100」。外付けM方式デコーダ「TZ-CSD610」が市販されていた
- NTT方式
  - 日本電信電話（NTT）が開発
  - JC-SATのNTT通信サービスで使用
- コアテック方式
  - コンディショナル ・アクセス ・テクノロジー研究所が開発。走査線内で入れ替え（ラインローテーション）
  - WOWOWやCS BAANで使用されていた方式。CS-PCM放送ミュージックバードでも利用していたがPCM音声専用方式のためデコーダは流用できない
  - 走査線内で不連続点が発生するため、伝送特性によっては画質に影響を与える
  - 運用は財団法人放送セキュリティーセンター（現：一般財団法人放送セキュリティセンター）が行っていた
  - COATECデコーダはWOWOW/St.GIGA契約と同時に契約者へ供給（JSBデコーダ/WOWOWデコーダ/St.GIGAデコーダ）され、BSチューナ/BS内蔵TV/BS内蔵VTRと外付け接続して使用
  - BS-PCM放送用St.GIGAデコーダはSt.GIGA音声放送専用であり、映像出力を持たないためWOWOWやCS BAAN用と共用する事は不可能だった。CS-PCM放送との共用も出来なかった
  - 各社よりCOATECデコーダ内蔵BS/CSチューナ、CS-PCM放送用COATEC方式デコーダ内蔵チューナが発売され、内蔵型COATECデコーダカセットも市販された
- スカイポート方式
  - 走査線の順番を入れ替え（ラインパーミテーション）
  - ソニーが開発。スカイポート通信・放送で使用されていた方式。コアテック方式よりも高画質であると言われる
  - 各社よりSkyPortデコーダ内蔵BS/CSチューナ（IRD）や外付けSkyPortデコーダや内蔵型SkyPortデコーダカセットも市販された
- ソニー方式
  - ソニーが開発。当時、郵政省（現：総務省）やミサワホームが主に使用していた。スカイポート方式と酷似している方式
- B-MAC方式
  - 企業内通信サービスで使用
- ビデオサイファ方式 
  - 海外では比較的主流な方式であったが、日本国内での活用は1990年代早期に収束
  - 東芝よりVideoCipherPlus方式デコーダ内蔵BS/CS通信チューナ（IRD）「CSR-302VF」が市販されていた

厳密にはスクランブルではないが、イベント中継や企業内通信に於いてMUSE方式アナログハイビジョンの利用もあった。MUSE方式を受信するためには高価なアナログハイビジョンテレビが必要であり、一般のNTSC方式テレビでは正常に受信できない。画面上に同期の取れないノイズが再現されるだけで一定のスクランブル効果もあった。

## BSデジタル放送
使用衛星：東経110度（BSAT-3a）（BSAT-3b）（BSAT-3c）
BSデジタル放送はBSアナログ放送のデジタル版ともいえる。先述したとおり、2011年7月24日にBSアナログ放送は終了した。

### 概要
2000年12月1日11:00、NHKおよび民間放送キー局の関連会社などがBSAT-1b（のちにBSAT-2a）を用いて放送開始した、ISDB-S方式による衛星デジタル放送。
テレビジョン放送、超短波放送（BSデジタル音声放送、いわゆるBSデジタルラジオ。ここでは「BSラジオ」と記載）およびデータ放送を同一の放送方式で送出するためデジタル受信機が対応していれば1つの受信機で各種放送が受信可能である。
2018年12月1日には、ISDB-S3方式による新4K8K衛星放送が開始した。

### 特徴
- 日本国内のほぼ全域[注釈 7]で、高画質・高音質の迫力あるハイビジョン映像が楽しめる（映像は4K・8KはH.265圧縮で2KはMPEG2圧縮、音声はAAC圧縮）。なお16:9サイズで放送される場合、従来の4:3サイズの受信機で見る（NTSC受信機を外部端子につなげる）場合はレターボックス状態となる。BSデジタル放送開始を機にデジタルハイビジョン規格での番組制作が始まっているため、地上デジタル放送が開始された2003年以前の番組にもハイビジョン制作のものが存在している。
- テレビジョン放送では標準画質に解像度を落とすことで1チャンネルにつき3チャンネル分の分割放送（マルチチャンネル放送）ができ、かつてのデジタルWOWOWや地上波デジタル放送のNHK教育、放送大学（2011年10月放送開始のBSデジタルでも実施）と同様、同じ時間帯で異なる内容の放送ができる。またNHK BS（旧：BS1）では101chはハイビジョン画質のまま通常放送（但し、伝送レートは低め）を行い、102chではスポーツ中継延長時、注目のスポーツ中継が2番組で重なるとき時などに限り標準画質で放送を行う2チャンネル分の分割放送を随時行っている[注釈 8]。この形式は2000年12月に開局[12]・2011年3月閉局のNHKデジタル衛星ハイビジョンの放送が行われていた時から続いている。
  - WOWOWを除いたキー局資本の民放5局ではマルチ編成での放送はBSデジタル放送の開局以来、試験的な放送に留まり実質的にはメインチャンネルのサイマル放送となっている。2007年12月1日から本格的なマルチチャンネル放送を開始予定[注釈 9]としていたが、キー局資本の民放5局の中でマルチチャンネルを実際に運用開始した局はなかった。デジタルWOWOWではBSデジタル放送の開始以来、マルチチャンネル放送を行っていたが2011年10月にハイビジョン3チャンネル体制による放送を開始した。以前は、定時にマルチ編成放送を行っているのは放送大学[注釈 10]のみであったが、2014年からBS日テレではスポーツ中継（特に読売ジャイアンツ主管試合）を中心にマルチチャンネル放送を多用しており[注釈 11]、2021年度以降は、キー局系の民放局でも定時のマルチ編成が増加している。
- 番組表をテレビ画面で手軽に確認できるEPG（電子番組表）を標準規格化し、随時更新して放送。
- 番組に連動した情報やニュース、生活情報などがリアルタイムで引き出せるデータ放送が放送可能。
- 番組に連動してクイズやショッピングに参加できる双方向放送が可能。
  - 双方向放送に参加する場合、チューナーを電話回線に接続する必要がある。NHKの双方向番組ではインターネット接続のLAN端子搭載の機種でも対応している（BS、地上波を問わず。2011年4月以降は電話回線による送信ができなくなり、LAN端子のみの対応となった）。また、ウェザーニュースはLANのみの対応だった。
- 音声の放送形式（フォーマット）にMPEG-2 AACを使用しているため、5.1chサラウンド音声が放送可能。対応機材を揃えれば5.1ch音声モードの番組を迫力ある臨場感で楽しむことができるがビットレートが抑えられているため、しばしば破綻気味の音になることがある。4K8K放送では最大22.2chの音声に対応した。
- 映像信号とは別にニュース速報などの字幕スーパーの信号を放送にのせ、映像と合成して視聴者に見せることが可能。受信機によっては、これは録画されない。2016年2月からNHK-BSで使用されており、また2016年10月まではBSジャパン（現：BSテレ東）でも使用されていた。

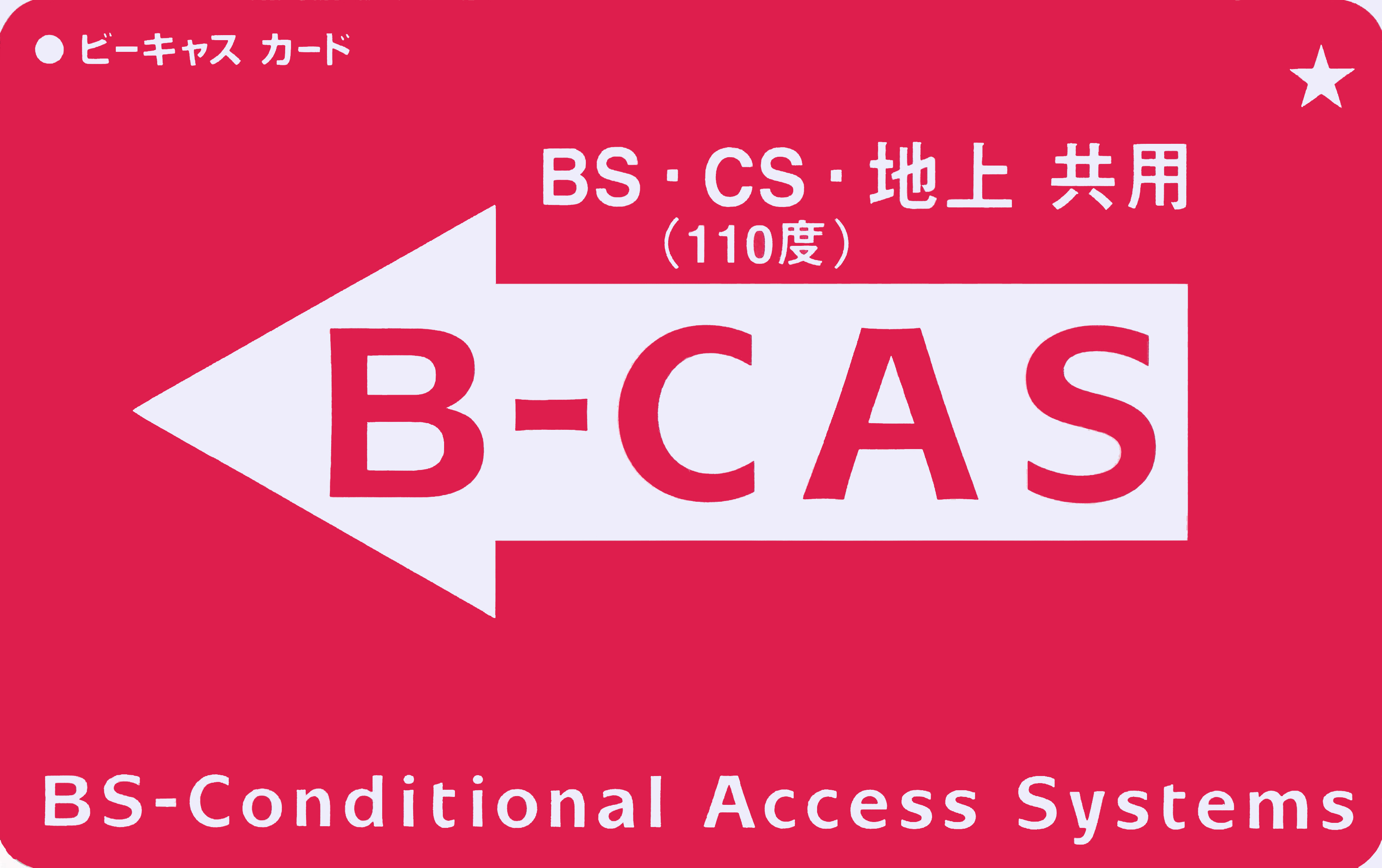
BS 110度CS 地上デジタル共用B-CASカード

- 番組の録画/コピー禁止・可能を放送局側で制御可能。
  - 2004年4月5日からB-CASカードを利用したコピー制御（コピーワンス）が開始され、B-CASカードをチューナーにセットしないと視聴できず、またデジタル録画機器での放送番組のコピーに様々な制限が掛かるようになっている（詳細に関してはB-CASの項目を参照）。なおB-CASカードは、有料放送の限定受信制御にも利用されている。4K8K放送では内蔵型のACASチップが利用される。

### 放送局
放送波数（マルチ編成分は除く）の変遷は以下の通り（△は増加、▼は減少）。
| 種類              | テレビジョン放送 | テレビジョン放送 | ラジオ放送 | 単営データ放送 | 計         |
| 種類              | 4K・8K           | 2K               | 2K         | 2K             | 計         |
| ----------------- | ---------------- | ---------------- | ---------- | -------------- | ---------- |
| 開始当初          | N/A              | 10               | 11         | 7              | 28         |
| 2004年12月1日以降 | N/A              | 10               | 10▼        | 6▼             | 26▼        |
| 2005年10月1日以降 | N/A              | 10               | 5▼         | 4▼             | 19▼        |
| 2005年12月1日以降 | N/A              | 10               | 4▼         | 3▼             | 17▼        |
| 2006年4月1日以降  | N/A              | 10               | 1▼         | 2▼             | 13▼        |
| 2007年10月1日以降 | N/A              | 10               | 1          | 1▼             | 12▼        |
| 2007年12月1日以降 | N/A              | 12△              | 0▼         | 1              | 13△        |
| 2011年4月1日以降  | N/A              | 11▼              | 0          | 1              | 12▼        |
| 2011年10月1日以降 | N/A              | 22△              | 1△         | 1              | 24△        |
| 2012年3月1日以降  | N/A              | 29△              | 1          | 1              | 31△        |
| 2016年10月1日以降 | N/A              | 29               | 1          | 0▼             | 30▼        |
| 2018年12月1日以降 | 9△               | 29               | 1          | 0              | 39△（30）  |
| 2019年9月1日以降  | 10△              | 29               | 1          | 0              | 40△（30）  |
| 2020年4月1日以降  | 10               | 27▼              | 1          | 0              | 38▼（28▼） |
| 2021年3月1日以降  | 11△              | 27               | 1          | 0              | 39△（28）  |
| 2021年5月1日以降  | 10▼              | 27               | 1          | 0              | 38▼（28）  |
| 2022年4月1日以降  | 10               | 30△              | 1          | 0              | 41△（31△） |
| 2022年11月1日以降 | 10               | 29▼              | 1          | 0              | 40▼（30▼） |
| 2024年6月1日以降  | 10               | 27▼              | 1          | 0              | 38▼（28▼） |
| 2024年7月1日以降  | 10               | 26▼              | 1          | 0              | 37▼（27▼） |
| 2025年3月1日以降  | 9▼               | 26               | 1          | 0              | 36▼（27）  |

無料のチャンネルと、有料のチャンネルがある。アナログによるBS放送ではNHK（2チャンネル）とWOWOWそしてアナログハイビジョンだけであったが、デジタル放送の開始に伴って新たに民放系が加わることで最初期にはアナログ放送と比べて、25チャンネルものチャンネルが入った。
しかし、開始後数年で企業体力の虚弱な局（主に単営のBSラジオ放送・データ放送局）は次々と撤退、メジャー局（既存ラジオ局）の運営するBSラジオ放送局についても2005年8月に行われた放送法施行規則と放送普及基本計画の見直しによりBSデジタル放送をハイビジョンテレビ放送に特化する方針が示され、2006年3月までに全て閉局、WINJも2007年11月に委託放送業務の認定が取り消され、BSラジオ放送は一旦消滅したが2011年10月、放送大学がテレビ放送（開始後にスカパー!での放送を終了）と同時にBSラジオ放送を開始しBSラジオ放送が復活した。
その後はBSアナログ放送終了と新周波数割り当てに伴い再びテレビ放送チャンネルが増加したが、増加するチャンネルは有料チャンネル中心となる（詳細は別項を参照）。これに先立ちNHKは2011年3月31日にBShiを廃止、翌4月1日にはBS2で行われていた地上波とのサイマル放送を地デジ難視対策衛星放送（後述）に移行させた上でハイビジョン2チャンネル体制（BS1・BSプレミアム）に再編した。その後NHKは、2023年12月1日にBS1・BSプレミアムを統合し、NHK BSに再編した。

### 物理チャンネル（BSデジタル放送）
各物理チャンネルへの割り当ては以下の通り。BSデジタル放送における放送局等の詳細はBS放送事業者一覧も参照。また、今後の予定についてはチャンネルの追加割当の項も参照。
括弧内は割り当てスロット数。
| 物理ch                 | BS-1ch                                              | BS-1ch                                              | BS-3ch                                                                 | BS-3ch                                                                 | BS-5ch                                                                               | BS-5ch                                                                               | BS-7ch                                                                                           | BS-7ch                                                                                           | BS-8ch                                                                   | BS-8ch                                                                   | BS-9ch                                                               | BS-9ch                                                               | BS-11ch                                                                         | BS-11ch                                                                         | BS-12ch                                 | BS-12ch                                 | BS-13ch                                                    | BS-13ch                                                    | BS-14ch                     | BS-14ch                     | BS-15ch                                                                              | BS-15ch                                                                              | BS-17ch                                                              | BS-17ch                                                              | BS-19ch                                                             | BS-19ch                                                             | BS-21ch                                                                               | BS-21ch                                                                               | BS-23ch                                                                                | BS-23ch                                                                                | 物理ch                 |
| 電波旋回               |                                                     | 右                                                  |                                                                        | 右                                                                     |                                                                                      | 右                                                                                   |                                                                                                  | 右                                                                                               | 左                                                                       |                                                                          |                                                                      | 右                                                                   |                                                                                 | 右                                                                              | 左                                      |                                         |                                                            | 右                                                         | 左                          |                             |                                                                                      | 右                                                                                   |                                                                      | 右                                                                   |                                                                     | 右                                                                  |                                                                                       | 右                                                                                    |                                                                                        | 右                                                                                     | 電波旋回               |
| ---------------------- | --------------------------------------------------- | --------------------------------------------------- | ---------------------------------------------------------------------- | ---------------------------------------------------------------------- | ------------------------------------------------------------------------------------ | ------------------------------------------------------------------------------------ | ------------------------------------------------------------------------------------------------ | ------------------------------------------------------------------------------------------------ | ------------------------------------------------------------------------ | ------------------------------------------------------------------------ | -------------------------------------------------------------------- | -------------------------------------------------------------------- | ------------------------------------------------------------------------------- | ------------------------------------------------------------------------------- | --------------------------------------- | --------------------------------------- | ---------------------------------------------------------- | ---------------------------------------------------------- | --------------------------- | --------------------------- | ------------------------------------------------------------------------------------ | ------------------------------------------------------------------------------------ | -------------------------------------------------------------------- | -------------------------------------------------------------------- | ------------------------------------------------------------------- | ------------------------------------------------------------------- | ------------------------------------------------------------------------------------- | ------------------------------------------------------------------------------------- | -------------------------------------------------------------------------------------- | -------------------------------------------------------------------------------------- | ---------------------- |
| デジタル 放送 開始当時 | BS朝日（22.5） BS-i（22.5） ほか                    | BS朝日（22.5） BS-i（22.5） ほか                    | デジタルWOWOW（22.5） BSジャパン（22.5） BPA（0.5） ほか               | デジタルWOWOW（22.5） BSジャパン（22.5） BPA（0.5） ほか               | アナログ WOWOW （2011年7月24日終了） St.GIGA→クラブコスモ→WINJ （2005年3月31日終了） | アナログ WOWOW （2011年7月24日終了） St.GIGA→クラブコスモ→WINJ （2005年3月31日終了） | アナログ NHK BS1 （2011年7月24日終了）                                                           | アナログ NHK BS1 （2011年7月24日終了）                                                           | 割当なし                                                                 | 割当なし                                                                 | アナログ NHK BShi （2007年9月30日終了）                              | アナログ NHK BShi （2007年9月30日終了）                              | アナログ NHK BS2                                                                | アナログ NHK BS2                                                                | 割当なし                                | 割当なし                                | BS日テレ（22.5） BSフジ（22.5） ほか                       | BS日テレ（22.5） BSフジ（22.5） ほか                       | 割当なし                    | 割当なし                    | NHK BS1（6） NHK BS2（8） NHK BShi（22） スター・チャンネルBS（6） ほか              | NHK BS1（6） NHK BS2（8） NHK BShi（22） スター・チャンネルBS（6） ほか              | 割当なし                                                             | 割当なし                                                             | 割当なし                                                            | 割当なし                                                            | 割当なし                                                                              | 割当なし                                                                              | 割当なし                                                                               | 割当なし                                                                               | デジタル 放送 開始当時 |
| 2007年 11月26日 以降   | BS朝日（24） BS-i→BS-TBS（24）                      | BS朝日（24） BS-i→BS-TBS（24）                      | デジタルWOWOW（24） BSジャパン（24）                                   | デジタルWOWOW（24） BSジャパン（24）                                   | アナログ WOWOW （2011年7月24日終了） St.GIGA→クラブコスモ→WINJ （2005年3月31日終了） | アナログ WOWOW （2011年7月24日終了） St.GIGA→クラブコスモ→WINJ （2005年3月31日終了） | アナログ NHK BS1 （2011年7月24日終了）                                                           | アナログ NHK BS1 （2011年7月24日終了）                                                           | 割当なし                                                                 | 割当なし                                                                 | BS11（18） スターチャンネル・HV（15） TwellV（15）                   | BS11（18） スターチャンネル・HV（15） TwellV（15）                   | アナログ NHK BS2                                                                | アナログ NHK BS2                                                                | 割当なし                                | 割当なし                                | BS日テレ（24） BSフジ（24）                                | BS日テレ（24） BSフジ（24）                                | 割当なし                    | 割当なし                    | NHK BS1（9.5） NHK BS2（11） NHK BShi（24） WNI・910（1.5） Dpa（2）                 | NHK BS1（9.5） NHK BS2（11） NHK BShi（24） WNI・910（1.5） Dpa（2）                 | 割当なし                                                             | 割当なし                                                             | 割当なし                                                            | 割当なし                                                            | 割当なし                                                                              | 割当なし                                                                              | 割当なし                                                                               | 割当なし                                                                               | 2007年 11月26日 以降   |
| 2010年 2月22日 以降    | BS朝日（24） BS-i→BS-TBS（24）                      | BS朝日（24） BS-i→BS-TBS（24）                      | デジタルWOWOW（24） BSジャパン（24）                                   | デジタルWOWOW（24） BSジャパン（24）                                   | アナログ WOWOW （2011年7月24日終了） St.GIGA→クラブコスモ→WINJ （2005年3月31日終了） | アナログ WOWOW （2011年7月24日終了） St.GIGA→クラブコスモ→WINJ （2005年3月31日終了） | アナログ NHK BS1 （2011年7月24日終了）                                                           | アナログ NHK BS1 （2011年7月24日終了）                                                           | 割当なし                                                                 | 割当なし                                                                 | BS11（18） スターチャンネル・HV（15） TwellV（15）                   | BS11（18） スターチャンネル・HV（15） TwellV（15）                   | アナログ NHK BS2                                                                | アナログ NHK BS2                                                                | 割当なし                                | 割当なし                                | BS日テレ（24） BSフジ（24）                                | BS日テレ（24） BSフジ（24）                                | 割当なし                    | 割当なし                    | NHK BS1（9.5） NHK BS2（11） NHK BShi（24） WNI・910（1.5） Dpa（2）                 | NHK BS1（9.5） NHK BS2（11） NHK BShi（24） WNI・910（1.5） Dpa（2）                 | 地デジ難視対策衛星放送（48）                                         | 地デジ難視対策衛星放送（48）                                         | 割当なし                                                            | 割当なし                                                            | 割当なし                                                                              | 割当なし                                                                              | 割当なし                                                                               | 割当なし                                                                               | 2010年 2月22日 以降    |
| 2011年 4月1日 以降     | BS朝日（24） BS-i→BS-TBS（24）                      | BS朝日（24） BS-i→BS-TBS（24）                      | デジタルWOWOW（24） BSジャパン（24）                                   | デジタルWOWOW（24） BSジャパン（24）                                   | アナログ WOWOW （2011年7月24日終了） St.GIGA→クラブコスモ→WINJ （2005年3月31日終了） | アナログ WOWOW （2011年7月24日終了） St.GIGA→クラブコスモ→WINJ （2005年3月31日終了） | アナログ NHK BS1 （2011年7月24日終了）                                                           | アナログ NHK BS1 （2011年7月24日終了）                                                           | 割当なし                                                                 | 割当なし                                                                 | BS11（18） スターチャンネル・HV（15） TwellV（15）                   | BS11（18） スターチャンネル・HV（15） TwellV（15）                   | アナログ NHK BSプレミアム （2011年7月24日終了）                                 | アナログ NHK BSプレミアム （2011年7月24日終了）                                 | 割当なし                                | 割当なし                                | BS日テレ（24） BSフジ（24）                                | BS日テレ（24） BSフジ（24）                                | 割当なし                    | 割当なし                    | NHK BS1（23） NHK BSプレミアム（21.5） WNI・910（1.5） Dpa→A-PAB（2）                | NHK BS1（23） NHK BSプレミアム（21.5） WNI・910（1.5） Dpa→A-PAB（2）                | 地デジ難視対策衛星放送（48）                                         | 地デジ難視対策衛星放送（48）                                         | 割当なし                                                            | 割当なし                                                            | 割当なし                                                                              | 割当なし                                                                              | 割当なし                                                                               | 割当なし                                                                               | 2011年 4月1日 以降     |
| 2011年 10月1日 以降    | BS朝日（24） BS-i→BS-TBS（24）                      | BS朝日（24） BS-i→BS-TBS（24）                      | WOWOWプライム（24） BSジャパン（24）                                   | WOWOWプライム（24） BSジャパン（24）                                   | WOWOWライブ（24） WOWOWシネマ（24）                                                  | WOWOWライブ（24） WOWOWシネマ（24）                                                  | スターチャンネル2（13） スターチャンネル3（13） BSアニマックス（16） 未使用（6）                 | スターチャンネル2（13） スターチャンネル3（13） BSアニマックス（16） 未使用（6）                 | 割当なし                                                                 | 割当なし                                                                 | BS11（18） スターチャンネル1（15） TwellV→BS12 トゥエルビ（15）      | BS11（18） スターチャンネル1（15） TwellV→BS12 トゥエルビ（15）      | FOX bs238→FOXスポーツ&エンターテイメント（16） BSスカパー!（16） 放送大学（16） | FOX bs238→FOXスポーツ&エンターテイメント（16） BSスカパー!（16） 放送大学（16） | 割当なし                                | 割当なし                                | BS日テレ（24） BSフジ（24）                                | BS日テレ（24） BSフジ（24）                                | 割当なし                    | 割当なし                    | NHK BS1（23） NHK BSプレミアム（21.5） WNI・910（1.5） Dpa→A-PAB（2）                | NHK BS1（23） NHK BSプレミアム（21.5） WNI・910（1.5） Dpa→A-PAB（2）                | 地デジ難視対策衛星放送（48）                                         | 地デジ難視対策衛星放送（48）                                         | グリーンチャンネル（16） J SPORTS 1（16） J SPORTS 2（16）          | グリーンチャンネル（16） J SPORTS 1（16） J SPORTS 2（16）          | 割当なし                                                                              | 割当なし                                                                              | 割当なし                                                                               | 割当なし                                                                               | 2011年 10月1日 以降    |
| 2012年 3月1日 以降     | BS朝日（24） BS-i→BS-TBS（24）                      | BS朝日（24） BS-i→BS-TBS（24）                      | WOWOWプライム（24） BSジャパン（24）                                   | WOWOWプライム（24） BSジャパン（24）                                   | WOWOWライブ（24） WOWOWシネマ（24）                                                  | WOWOWライブ（24） WOWOWシネマ（24）                                                  | スターチャンネル2（13） スターチャンネル3（13） BSアニマックス（16） ディズニー・チャンネル（6） | スターチャンネル2（13） スターチャンネル3（13） BSアニマックス（16） ディズニー・チャンネル（6） | 割当なし                                                                 | 割当なし                                                                 | BS11（18） スターチャンネル1（15） TwellV→BS12 トゥエルビ（15）      | BS11（18） スターチャンネル1（15） TwellV→BS12 トゥエルビ（15）      | FOX bs238→FOXスポーツ&エンターテイメント（16） BSスカパー!（16） 放送大学（16） | FOX bs238→FOXスポーツ&エンターテイメント（16） BSスカパー!（16） 放送大学（16） | 割当なし                                | 割当なし                                | BS日テレ（24） BSフジ（24）                                | BS日テレ（24） BSフジ（24）                                | 割当なし                    | 割当なし                    | NHK BS1（23） NHK BSプレミアム（21.5） WNI・910（1.5） Dpa→A-PAB（2）                | NHK BS1（23） NHK BSプレミアム（21.5） WNI・910（1.5） Dpa→A-PAB（2）                | 地デジ難視対策衛星放送（48）                                         | 地デジ難視対策衛星放送（48）                                         | グリーンチャンネル（16） J SPORTS 1（16） J SPORTS 2（16）          | グリーンチャンネル（16） J SPORTS 1（16） J SPORTS 2（16）          | イマジカBS・映画→シネフィルWOWOW→ WOWOWプラス（16） J SPORTS 3（16） J SPORTS 4（16） | イマジカBS・映画→シネフィルWOWOW→ WOWOWプラス（16） J SPORTS 3（16） J SPORTS 4（16） | BS釣りビジョン（16） BS日本映画専門チャンネル→日本映画専門チャンネル（16） Dlife（16） | BS釣りビジョン（16） BS日本映画専門チャンネル→日本映画専門チャンネル（16） Dlife（16） | 2012年 3月1日 以降     |
| 2015年 4月1日 以降     | BS朝日（24） BS-i→BS-TBS（24）                      | BS朝日（24） BS-i→BS-TBS（24）                      | WOWOWプライム（24） BSジャパン（24）                                   | WOWOWプライム（24） BSジャパン（24）                                   | WOWOWライブ（24） WOWOWシネマ（24）                                                  | WOWOWライブ（24） WOWOWシネマ（24）                                                  | スターチャンネル2（13） スターチャンネル3（13） BSアニマックス（16） ディズニー・チャンネル（6） | スターチャンネル2（13） スターチャンネル3（13） BSアニマックス（16） ディズニー・チャンネル（6） | 割当なし                                                                 | 割当なし                                                                 | BS11（18） スターチャンネル1（15） TwellV→BS12 トゥエルビ（15）      | BS11（18） スターチャンネル1（15） TwellV→BS12 トゥエルビ（15）      | FOX bs238→FOXスポーツ&エンターテイメント（16） BSスカパー!（16） 放送大学（16） | FOX bs238→FOXスポーツ&エンターテイメント（16） BSスカパー!（16） 放送大学（16） | 割当なし                                | 割当なし                                | BS日テレ（24） BSフジ（24）                                | BS日テレ（24） BSフジ（24）                                | 割当なし                    | 割当なし                    | NHK BS1（23） NHK BSプレミアム（21.5） WNI・910（1.5） Dpa→A-PAB（2）                | NHK BS1（23） NHK BSプレミアム（21.5） WNI・910（1.5） Dpa→A-PAB（2）                | 未使用（48）                                                         | 未使用（48）                                                         | グリーンチャンネル（16） J SPORTS 1（16） J SPORTS 2（16）          | グリーンチャンネル（16） J SPORTS 1（16） J SPORTS 2（16）          | イマジカBS・映画→シネフィルWOWOW→ WOWOWプラス（16） J SPORTS 3（16） J SPORTS 4（16） | イマジカBS・映画→シネフィルWOWOW→ WOWOWプラス（16） J SPORTS 3（16） J SPORTS 4（16） | BS釣りビジョン（16） BS日本映画専門チャンネル→日本映画専門チャンネル（16） Dlife（16） | BS釣りビジョン（16） BS日本映画専門チャンネル→日本映画専門チャンネル（16） Dlife（16） | 2015年 4月1日 以降     |
| 2016年 8月1日 以降     | BS朝日（24） BS-i→BS-TBS（24）                      | BS朝日（24） BS-i→BS-TBS（24）                      | WOWOWプライム（24） BSジャパン（24）                                   | WOWOWプライム（24） BSジャパン（24）                                   | WOWOWライブ（24） WOWOWシネマ（24）                                                  | WOWOWライブ（24） WOWOWシネマ（24）                                                  | スターチャンネル2（13） スターチャンネル3（13） BSアニマックス（16） ディズニー・チャンネル（6） | スターチャンネル2（13） スターチャンネル3（13） BSアニマックス（16） ディズニー・チャンネル（6） | 割当なし                                                                 | 割当なし                                                                 | BS11（18） スターチャンネル1（15） TwellV→BS12 トゥエルビ（15）      | BS11（18） スターチャンネル1（15） TwellV→BS12 トゥエルビ（15）      | FOX bs238→FOXスポーツ&エンターテイメント（16） BSスカパー!（16） 放送大学（16） | FOX bs238→FOXスポーツ&エンターテイメント（16） BSスカパー!（16） 放送大学（16） | 割当なし                                | 割当なし                                | BS日テレ（24） BSフジ（24）                                | BS日テレ（24） BSフジ（24）                                | 割当なし                    | 割当なし                    | NHK BS1（23） NHK BSプレミアム（21.5） WNI・910（1.5） Dpa→A-PAB（2）                | NHK BS1（23） NHK BSプレミアム（21.5） WNI・910（1.5） Dpa→A-PAB（2）                | NHK/A-PAB 4K 8K試験放送（120） 【ISDB-S3】                           | NHK/A-PAB 4K 8K試験放送（120） 【ISDB-S3】                           | グリーンチャンネル（16） J SPORTS 1（16） J SPORTS 2（16）          | グリーンチャンネル（16） J SPORTS 1（16） J SPORTS 2（16）          | イマジカBS・映画→シネフィルWOWOW→ WOWOWプラス（16） J SPORTS 3（16） J SPORTS 4（16） | イマジカBS・映画→シネフィルWOWOW→ WOWOWプラス（16） J SPORTS 3（16） J SPORTS 4（16） | BS釣りビジョン（16） BS日本映画専門チャンネル→日本映画専門チャンネル（16） Dlife（16） | BS釣りビジョン（16） BS日本映画専門チャンネル→日本映画専門チャンネル（16） Dlife（16） | 2016年 8月1日 以降     |
| 2016年 10月1日 以降    | BS朝日（24） BS-i→BS-TBS（24）                      | BS朝日（24） BS-i→BS-TBS（24）                      | WOWOWプライム（24） BSジャパン（24）                                   | WOWOWプライム（24） BSジャパン（24）                                   | WOWOWライブ（24） WOWOWシネマ（24）                                                  | WOWOWライブ（24） WOWOWシネマ（24）                                                  | スターチャンネル2（13） スターチャンネル3（13） BSアニマックス（16） ディズニー・チャンネル（6） | スターチャンネル2（13） スターチャンネル3（13） BSアニマックス（16） ディズニー・チャンネル（6） | 割当なし                                                                 | 割当なし                                                                 | BS11（18） スターチャンネル1（15） TwellV→BS12 トゥエルビ（15）      | BS11（18） スターチャンネル1（15） TwellV→BS12 トゥエルビ（15）      | FOX bs238→FOXスポーツ&エンターテイメント（16） BSスカパー!（16） 放送大学（16） | FOX bs238→FOXスポーツ&エンターテイメント（16） BSスカパー!（16） 放送大学（16） | 割当なし                                | 割当なし                                | BS日テレ（24） BSフジ（24）                                | BS日テレ（24） BSフジ（24）                                | 割当なし                    | 割当なし                    | NHK BS1（23） NHK BSプレミアム（21.5） A-PAB（2） 未使用（1.5）                      | NHK BS1（23） NHK BSプレミアム（21.5） A-PAB（2） 未使用（1.5）                      | NHK/A-PAB 4K 8K試験放送（120） 【ISDB-S3】                           | NHK/A-PAB 4K 8K試験放送（120） 【ISDB-S3】                           | グリーンチャンネル（16） J SPORTS 1（16） J SPORTS 2（16）          | グリーンチャンネル（16） J SPORTS 1（16） J SPORTS 2（16）          | イマジカBS・映画→シネフィルWOWOW→ WOWOWプラス（16） J SPORTS 3（16） J SPORTS 4（16） | イマジカBS・映画→シネフィルWOWOW→ WOWOWプラス（16） J SPORTS 3（16） J SPORTS 4（16） | BS釣りビジョン（16） BS日本映画専門チャンネル→日本映画専門チャンネル（16） Dlife（16） | BS釣りビジョン（16） BS日本映画専門チャンネル→日本映画専門チャンネル（16） Dlife（16） | 2016年 10月1日 以降    |
| 2018年 5月28日 以降    | BS朝日（16） BS-TBS（16） BSジャパン→BSテレ東（16） | BS朝日（16） BS-TBS（16） BSジャパン→BSテレ東（16） | WOWOWプライム（24） NHK BSプレミアム（18） ディズニー・チャンネル（6） | WOWOWプライム（24） NHK BSプレミアム（18） ディズニー・チャンネル（6） | WOWOWライブ（24） WOWOWシネマ（24）                                                  | WOWOWライブ（24） WOWOWシネマ（24）                                                  | 未使用（120） 【ISDB-S3】                                                                        | 未使用（120） 【ISDB-S3】                                                                        | 未使用（120） 【ISDB-S3】                                                | 未使用（120） 【ISDB-S3】                                                | BS11（18） スターチャンネル1（15） TwellV→BS12 トゥエルビ（15）      | BS11（18） スターチャンネル1（15） TwellV→BS12 トゥエルビ（15）      | FOX bs238→FOXスポーツ&エンターテイメント（16） BSスカパー!（16） 放送大学（16） | FOX bs238→FOXスポーツ&エンターテイメント（16） BSスカパー!（16） 放送大学（16） | 割当なし                                | 割当なし                                | BS日テレ（16） BSフジ（16） アニマックス（16）             | BS日テレ（16） BSフジ（16） アニマックス（16）             | 未使用（120） 【ISDB-S3】   | 未使用（120） 【ISDB-S3】   | NHK BS1（20） スターチャンネル2（13） スターチャンネル3（13） A-PAB（2）             | NHK BS1（20） スターチャンネル2（13） スターチャンネル3（13） A-PAB（2）             | NHK/A-PAB 4K 8K試験放送（120） 【ISDB-S3】                           | NHK/A-PAB 4K 8K試験放送（120） 【ISDB-S3】                           | グリーンチャンネル（16） J SPORTS 1（16） J SPORTS 2（16）          | グリーンチャンネル（16） J SPORTS 1（16） J SPORTS 2（16）          | イマジカBS・映画→シネフィルWOWOW→ WOWOWプラス（16） J SPORTS 3（16） J SPORTS 4（16） | イマジカBS・映画→シネフィルWOWOW→ WOWOWプラス（16） J SPORTS 3（16） J SPORTS 4（16） | BS釣りビジョン（16） BS日本映画専門チャンネル→日本映画専門チャンネル（16） Dlife（16） | BS釣りビジョン（16） BS日本映画専門チャンネル→日本映画専門チャンネル（16） Dlife（16） | 2018年 5月28日 以降    |
| 2018年 7月24日 以降    | BS朝日（16） BS-TBS（16） BSジャパン→BSテレ東（16） | BS朝日（16） BS-TBS（16） BSジャパン→BSテレ東（16） | WOWOWプライム（24） NHK BSプレミアム（18） ディズニー・チャンネル（6） | WOWOWプライム（24） NHK BSプレミアム（18） ディズニー・チャンネル（6） | WOWOWライブ（24） WOWOWシネマ（24）                                                  | WOWOWライブ（24） WOWOWシネマ（24）                                                  | 未使用（120） 【ISDB-S3】                                                                        | 未使用（120） 【ISDB-S3】                                                                        | 未使用（120） 【ISDB-S3】                                                | 未使用（120） 【ISDB-S3】                                                | BS11（18） スターチャンネル1（15） TwellV→BS12 トゥエルビ（15）      | BS11（18） スターチャンネル1（15） TwellV→BS12 トゥエルビ（15）      | FOX bs238→FOXスポーツ&エンターテイメント（16） BSスカパー!（16） 放送大学（16） | FOX bs238→FOXスポーツ&エンターテイメント（16） BSスカパー!（16） 放送大学（16） | 割当なし                                | 割当なし                                | BS日テレ（16） BSフジ（16） アニマックス（16）             | BS日テレ（16） BSフジ（16） アニマックス（16）             | 未使用（120） 【ISDB-S3】   | 未使用（120） 【ISDB-S3】   | NHK BS1（20） スターチャンネル2（13） スターチャンネル3（13） A-PAB（2）             | NHK BS1（20） スターチャンネル2（13） スターチャンネル3（13） A-PAB（2）             | 未使用（120） 【ISDB-S3】                                            | 未使用（120） 【ISDB-S3】                                            | グリーンチャンネル（16） J SPORTS 1（16） J SPORTS 2（16）          | グリーンチャンネル（16） J SPORTS 1（16） J SPORTS 2（16）          | イマジカBS・映画→シネフィルWOWOW→ WOWOWプラス（16） J SPORTS 3（16） J SPORTS 4（16） | イマジカBS・映画→シネフィルWOWOW→ WOWOWプラス（16） J SPORTS 3（16） J SPORTS 4（16） | BS釣りビジョン（16） BS日本映画専門チャンネル→日本映画専門チャンネル（16） Dlife（16） | BS釣りビジョン（16） BS日本映画専門チャンネル→日本映画専門チャンネル（16） Dlife（16） | 2018年 7月24日 以降    |
| 2018年 12月1日 以降    | BS朝日（16） BS-TBS（16） BSジャパン→BSテレ東（16） | BS朝日（16） BS-TBS（16） BSジャパン→BSテレ東（16） | WOWOWプライム（24） NHK BSプレミアム（18） ディズニー・チャンネル（6） | WOWOWプライム（24） NHK BSプレミアム（18） ディズニー・チャンネル（6） | WOWOWライブ（24） WOWOWシネマ（24）                                                  | WOWOWライブ（24） WOWOWシネマ（24）                                                  | BS朝日 4K（40） BSテレ東 4K（40） 未使用（40） 【ISDB-S3】                                       | BS朝日 4K（40） BSテレ東 4K（40） 未使用（40） 【ISDB-S3】                                       | ショップチャンネル 4K（40） 4K QVC（40） ザ・シネマ 4K（40） 【ISDB-S3】 | ショップチャンネル 4K（40） 4K QVC（40） ザ・シネマ 4K（40） 【ISDB-S3】 | BS11（18） スターチャンネル1（15） TwellV→BS12 トゥエルビ（15）      | BS11（18） スターチャンネル1（15） TwellV→BS12 トゥエルビ（15）      | FOX bs238→FOXスポーツ&エンターテイメント（16） BSスカパー!（16） 放送大学（16） | FOX bs238→FOXスポーツ&エンターテイメント（16） BSスカパー!（16） 放送大学（16） | 割当なし                                | 割当なし                                | BS日テレ（16） BSフジ（16） アニマックス（16）             | BS日テレ（16） BSフジ（16） アニマックス（16）             | NHK BS8K（120） 【ISDB-S3】 | NHK BS8K（120） 【ISDB-S3】 | NHK BS1（20） スターチャンネル2（13） スターチャンネル3（13） A-PAB（2）             | NHK BS1（20） スターチャンネル2（13） スターチャンネル3（13） A-PAB（2）             | NHK BS4K（40） BS-TBS 4K（40） BSフジ 4K（40） 【ISDB-S3】           | NHK BS4K（40） BS-TBS 4K（40） BSフジ 4K（40） 【ISDB-S3】           | グリーンチャンネル（16） J SPORTS 1（16） J SPORTS 2（16）          | グリーンチャンネル（16） J SPORTS 1（16） J SPORTS 2（16）          | イマジカBS・映画→シネフィルWOWOW→ WOWOWプラス（16） J SPORTS 3（16） J SPORTS 4（16） | イマジカBS・映画→シネフィルWOWOW→ WOWOWプラス（16） J SPORTS 3（16） J SPORTS 4（16） | BS釣りビジョン（16） BS日本映画専門チャンネル→日本映画専門チャンネル（16） Dlife（16） | BS釣りビジョン（16） BS日本映画専門チャンネル→日本映画専門チャンネル（16） Dlife（16） | 2018年 12月1日 以降    |
| 2019年 9月1日 以降     | BS朝日（16） BS-TBS（16） BSジャパン→BSテレ東（16） | BS朝日（16） BS-TBS（16） BSジャパン→BSテレ東（16） | WOWOWプライム（24） NHK BSプレミアム（18） ディズニー・チャンネル（6） | WOWOWプライム（24） NHK BSプレミアム（18） ディズニー・チャンネル（6） | WOWOWライブ（24） WOWOWシネマ（24）                                                  | WOWOWライブ（24） WOWOWシネマ（24）                                                  | BS朝日 4K（40） BSテレ東 4K（40） BS日テレ 4K（40） 【ISDB-S3】                                  | BS朝日 4K（40） BSテレ東 4K（40） BS日テレ 4K（40） 【ISDB-S3】                                  | ショップチャンネル 4K（40） 4K QVC（40） ザ・シネマ 4K（40） 【ISDB-S3】 | ショップチャンネル 4K（40） 4K QVC（40） ザ・シネマ 4K（40） 【ISDB-S3】 | BS11（18） スターチャンネル1（15） TwellV→BS12 トゥエルビ（15）      | BS11（18） スターチャンネル1（15） TwellV→BS12 トゥエルビ（15）      | FOX bs238→FOXスポーツ&エンターテイメント（16） BSスカパー!（16） 放送大学（16） | FOX bs238→FOXスポーツ&エンターテイメント（16） BSスカパー!（16） 放送大学（16） | 割当なし                                | 割当なし                                | BS日テレ（16） BSフジ（16） アニマックス（16）             | BS日テレ（16） BSフジ（16） アニマックス（16）             | NHK BS8K（120） 【ISDB-S3】 | NHK BS8K（120） 【ISDB-S3】 | NHK BS1（20） スターチャンネル2（13） スターチャンネル3（13） A-PAB（2）             | NHK BS1（20） スターチャンネル2（13） スターチャンネル3（13） A-PAB（2）             | NHK BS4K（40） BS-TBS 4K（40） BSフジ 4K（40） 【ISDB-S3】           | NHK BS4K（40） BS-TBS 4K（40） BSフジ 4K（40） 【ISDB-S3】           | グリーンチャンネル（16） J SPORTS 1（16） J SPORTS 2（16）          | グリーンチャンネル（16） J SPORTS 1（16） J SPORTS 2（16）          | イマジカBS・映画→シネフィルWOWOW→ WOWOWプラス（16） J SPORTS 3（16） J SPORTS 4（16） | イマジカBS・映画→シネフィルWOWOW→ WOWOWプラス（16） J SPORTS 3（16） J SPORTS 4（16） | BS釣りビジョン（16） BS日本映画専門チャンネル→日本映画専門チャンネル（16） Dlife（16） | BS釣りビジョン（16） BS日本映画専門チャンネル→日本映画専門チャンネル（16） Dlife（16） | 2019年 9月1日 以降     |
| 2020年 4月1日 以降     | BS朝日（16） BS-TBS（16） BSジャパン→BSテレ東（16） | BS朝日（16） BS-TBS（16） BSジャパン→BSテレ東（16） | WOWOWプライム（24） NHK BSプレミアム（18） ディズニー・チャンネル（6） | WOWOWプライム（24） NHK BSプレミアム（18） ディズニー・チャンネル（6） | WOWOWライブ（24） WOWOWシネマ（24）                                                  | WOWOWライブ（24） WOWOWシネマ（24）                                                  | BS朝日 4K（40） BSテレ東 4K（40） BS日テレ 4K（40） 【ISDB-S3】                                  | BS朝日 4K（40） BSテレ東 4K（40） BS日テレ 4K（40） 【ISDB-S3】                                  | ショップチャンネル 4K（40） 4K QVC（40） ザ・シネマ 4K（40） 【ISDB-S3】 | ショップチャンネル 4K（40） 4K QVC（40） ザ・シネマ 4K（40） 【ISDB-S3】 | BS11（18） スターチャンネル1（15） TwellV→BS12 トゥエルビ（15）      | BS11（18） スターチャンネル1（15） TwellV→BS12 トゥエルビ（15）      | BSスカパー!（16） 放送大学（16） 未使用（16）                                   | BSスカパー!（16） 放送大学（16） 未使用（16）                                   | 割当なし                                | 割当なし                                | BS日テレ（16） BSフジ（16） アニマックス（16）             | BS日テレ（16） BSフジ（16） アニマックス（16）             | NHK BS8K（120） 【ISDB-S3】 | NHK BS8K（120） 【ISDB-S3】 | NHK BS1（20） スターチャンネル2（13） スターチャンネル3（13） A-PAB（2）             | NHK BS1（20） スターチャンネル2（13） スターチャンネル3（13） A-PAB（2）             | NHK BS4K（40） BS-TBS 4K（40） BSフジ 4K（40） 【ISDB-S3】           | NHK BS4K（40） BS-TBS 4K（40） BSフジ 4K（40） 【ISDB-S3】           | グリーンチャンネル（16） J SPORTS 1（16） J SPORTS 2（16）          | グリーンチャンネル（16） J SPORTS 1（16） J SPORTS 2（16）          | イマジカBS・映画→シネフィルWOWOW→ WOWOWプラス（16） J SPORTS 3（16） J SPORTS 4（16） | イマジカBS・映画→シネフィルWOWOW→ WOWOWプラス（16） J SPORTS 3（16） J SPORTS 4（16） | BS釣りビジョン（16） 日本映画専門チャンネル（16） 未使用（16）                         | BS釣りビジョン（16） 日本映画専門チャンネル（16） 未使用（16）                         | 2020年 4月1日 以降     |
| 2021年 2月2日 以降     | BS朝日（16） BS-TBS（16） BSジャパン→BSテレ東（16） | BS朝日（16） BS-TBS（16） BSジャパン→BSテレ東（16） | WOWOWプライム（24） NHK BSプレミアム（18） ディズニー・チャンネル（6） | WOWOWプライム（24） NHK BSプレミアム（18） ディズニー・チャンネル（6） | WOWOWライブ（24） WOWOWシネマ（24）                                                  | WOWOWライブ（24） WOWOWシネマ（24）                                                  | BS朝日 4K（40） BSテレ東 4K（40） BS日テレ 4K（40） 【ISDB-S3】                                  | BS朝日 4K（40） BSテレ東 4K（40） BS日テレ 4K（40） 【ISDB-S3】                                  | ショップチャンネル 4K（40） 4K QVC（40） ザ・シネマ 4K（40） 【ISDB-S3】 | ショップチャンネル 4K（40） 4K QVC（40） ザ・シネマ 4K（40） 【ISDB-S3】 | BS11（18） スターチャンネル1（12） BS12 トゥエルビ（14） 未使用（4） | BS11（18） スターチャンネル1（12） BS12 トゥエルビ（14） 未使用（4） | BSスカパー!（16） 放送大学（16） 未使用（16）                                   | BSスカパー!（16） 放送大学（16） 未使用（16）                                   | 割当なし                                | 割当なし                                | BS日テレ（16） BSフジ（16） アニマックス（12） 未使用（4） | BS日テレ（16） BSフジ（16） アニマックス（12） 未使用（4） | NHK BS8K（120） 【ISDB-S3】 | NHK BS8K（120） 【ISDB-S3】 | NHK BS1（20） スターチャンネル2（12） スターチャンネル3（12） A-PAB（2） 未使用（2） | NHK BS1（20） スターチャンネル2（12） スターチャンネル3（12） A-PAB（2） 未使用（2） | NHK BS4K（40） BS-TBS 4K（40） BSフジ 4K（40） 【ISDB-S3】           | NHK BS4K（40） BS-TBS 4K（40） BSフジ 4K（40） 【ISDB-S3】           | J SPORTS 1（16） J SPORTS 2（16） J SPORTS 4（16）                  | J SPORTS 1（16） J SPORTS 2（16） J SPORTS 4（16）                  | WOWOWプラス（16） J SPORTS 3（16） グリーンチャンネル（16）                           | WOWOWプラス（16） J SPORTS 3（16） グリーンチャンネル（16）                           | BS釣りビジョン（16） 日本映画専門チャンネル（16） 未使用（16）                         | BS釣りビジョン（16） 日本映画専門チャンネル（16） 未使用（16）                         | 2021年 2月2日 以降     |
| 2021年 2月9日 以降     | BS朝日（16） BS-TBS（16） BSジャパン→BSテレ東（16） | BS朝日（16） BS-TBS（16） BSジャパン→BSテレ東（16） | WOWOWプライム（24） NHK BSプレミアム（18） ディズニー・チャンネル（6） | WOWOWプライム（24） NHK BSプレミアム（18） ディズニー・チャンネル（6） | WOWOWライブ（24） WOWOWシネマ（24）                                                  | WOWOWライブ（24） WOWOWシネマ（24）                                                  | BS朝日 4K（40） BSテレ東 4K（40） BS日テレ 4K（40） 【ISDB-S3】                                  | BS朝日 4K（40） BSテレ東 4K（40） BS日テレ 4K（40） 【ISDB-S3】                                  | ショップチャンネル 4K（40） 4K QVC（40） ザ・シネマ 4K（40） 【ISDB-S3】 | ショップチャンネル 4K（40） 4K QVC（40） ザ・シネマ 4K（40） 【ISDB-S3】 | BS11（18） スターチャンネル1（12） BS12 トゥエルビ（14） 未使用（4） | BS11（18） スターチャンネル1（12） BS12 トゥエルビ（14） 未使用（4） | BSスカパー!（16） 放送大学（16） 未使用（16）                                   | BSスカパー!（16） 放送大学（16） 未使用（16）                                   | 割当なし                                | 割当なし                                | BS日テレ（16） BSフジ（16） アニマックス（12） 未使用（4） | BS日テレ（16） BSフジ（16） アニマックス（12） 未使用（4） | NHK BS8K（120） 【ISDB-S3】 | NHK BS8K（120） 【ISDB-S3】 | NHK BS1（20） スターチャンネル2（12） スターチャンネル3（12） A-PAB（2） 未使用（2） | NHK BS1（20） スターチャンネル2（12） スターチャンネル3（12） A-PAB（2） 未使用（2） | NHK BS4K（40） BS-TBS 4K（40） BSフジ 4K（40） 【ISDB-S3】           | NHK BS4K（40） BS-TBS 4K（40） BSフジ 4K（40） 【ISDB-S3】           | J SPORTS 1（12） J SPORTS 2（12） J SPORTS 3（12） J SPORTS 4（12） | J SPORTS 1（12） J SPORTS 2（12） J SPORTS 3（12） J SPORTS 4（12） | WOWOWプラス（16） グリーンチャンネル（16） 未使用（16）                               | WOWOWプラス（16） グリーンチャンネル（16） 未使用（16）                               | BS釣りビジョン（16） 日本映画専門チャンネル（16） 未使用（16）                         | BS釣りビジョン（16） 日本映画専門チャンネル（16） 未使用（16）                         | 2021年 2月9日 以降     |
| 2021年 3月1日 以降     | BS朝日（16） BS-TBS（16） BSジャパン→BSテレ東（16） | BS朝日（16） BS-TBS（16） BSジャパン→BSテレ東（16） | WOWOWプライム（24） NHK BSプレミアム（18） ディズニー・チャンネル（6） | WOWOWプライム（24） NHK BSプレミアム（18） ディズニー・チャンネル（6） | WOWOWライブ（24） WOWOWシネマ（24）                                                  | WOWOWライブ（24） WOWOWシネマ（24）                                                  | BS朝日 4K（40） BSテレ東 4K（40） BS日テレ 4K（40） 【ISDB-S3】                                  | BS朝日 4K（40） BSテレ東 4K（40） BS日テレ 4K（40） 【ISDB-S3】                                  | ショップチャンネル 4K（40） 4K QVC（40） ザ・シネマ 4K（40） 【ISDB-S3】 | ショップチャンネル 4K（40） 4K QVC（40） ザ・シネマ 4K（40） 【ISDB-S3】 | BS11（18） スターチャンネル1（12） BS12 トゥエルビ（14） 未使用（4） | BS11（18） スターチャンネル1（12） BS12 トゥエルビ（14） 未使用（4） | BSスカパー!（16） 放送大学（16） 未使用（16）                                   | BSスカパー!（16） 放送大学（16） 未使用（16）                                   | WOWOW 4K（40） 未使用（80） 【ISDB-S3】 | WOWOW 4K（40） 未使用（80） 【ISDB-S3】 | BS日テレ（16） BSフジ（16） アニマックス（12） 未使用（4） | BS日テレ（16） BSフジ（16） アニマックス（12） 未使用（4） | NHK BS8K（120） 【ISDB-S3】 | NHK BS8K（120） 【ISDB-S3】 | NHK BS1（20） スターチャンネル2（12） スターチャンネル3（12） A-PAB（2） 未使用（2） | NHK BS1（20） スターチャンネル2（12） スターチャンネル3（12） A-PAB（2） 未使用（2） | NHK BS4K（40） BS-TBS 4K（40） BSフジ 4K（40） 【ISDB-S3】           | NHK BS4K（40） BS-TBS 4K（40） BSフジ 4K（40） 【ISDB-S3】           | J SPORTS 1（12） J SPORTS 2（12） J SPORTS 3（12） J SPORTS 4（12） | J SPORTS 1（12） J SPORTS 2（12） J SPORTS 3（12） J SPORTS 4（12） | WOWOWプラス（16） グリーンチャンネル（16） 未使用（16）                               | WOWOWプラス（16） グリーンチャンネル（16） 未使用（16）                               | BS釣りビジョン（16） 日本映画専門チャンネル（16） 未使用（16）                         | BS釣りビジョン（16） 日本映画専門チャンネル（16） 未使用（16）                         | 2021年 3月1日 以降     |
| 2021年 4月13日 以降    | BS朝日（16） BS-TBS（16） BSジャパン→BSテレ東（16） | BS朝日（16） BS-TBS（16） BSジャパン→BSテレ東（16） | WOWOWプライム（24） NHK BSプレミアム（18） ディズニー・チャンネル（6） | WOWOWプライム（24） NHK BSプレミアム（18） ディズニー・チャンネル（6） | WOWOWライブ（24） WOWOWシネマ（24）                                                  | WOWOWライブ（24） WOWOWシネマ（24）                                                  | BS朝日 4K（40） BSテレ東 4K（40） BS日テレ 4K（40） 【ISDB-S3】                                  | BS朝日 4K（40） BSテレ東 4K（40） BS日テレ 4K（40） 【ISDB-S3】                                  | ショップチャンネル 4K（40） 4K QVC（40） ザ・シネマ 4K（40） 【ISDB-S3】 | ショップチャンネル 4K（40） 4K QVC（40） ザ・シネマ 4K（40） 【ISDB-S3】 | BS11（18） スターチャンネル1（12） BS12 トゥエルビ（14） 未使用（4） | BS11（18） スターチャンネル1（12） BS12 トゥエルビ（14） 未使用（4） | BSスカパー!（12） 放送大学（16） BS釣りビジョン（12） 未使用（8）               | BSスカパー!（12） 放送大学（16） BS釣りビジョン（12） 未使用（8）               | WOWOW 4K（40） 未使用（80） 【ISDB-S3】 | WOWOW 4K（40） 未使用（80） 【ISDB-S3】 | BS日テレ（16） BSフジ（16） アニマックス（12） 未使用（4） | BS日テレ（16） BSフジ（16） アニマックス（12） 未使用（4） | NHK BS8K（120） 【ISDB-S3】 | NHK BS8K（120） 【ISDB-S3】 | NHK BS1（20） スターチャンネル2（12） スターチャンネル3（12） A-PAB（2） 未使用（2） | NHK BS1（20） スターチャンネル2（12） スターチャンネル3（12） A-PAB（2） 未使用（2） | NHK BS4K（40） BS-TBS 4K（40） BSフジ 4K（40） 【ISDB-S3】           | NHK BS4K（40） BS-TBS 4K（40） BSフジ 4K（40） 【ISDB-S3】           | J SPORTS 1（12） J SPORTS 2（12） J SPORTS 3（12） J SPORTS 4（12） | J SPORTS 1（12） J SPORTS 2（12） J SPORTS 3（12） J SPORTS 4（12） | WOWOWプラス（14） 日本映画専門チャンネル（12） グリーンチャンネル（14） 未使用（8）   | WOWOWプラス（14） 日本映画専門チャンネル（12） グリーンチャンネル（14） 未使用（8）   | 未使用（48）                                                                           | 未使用（48）                                                                           | 2021年 4月13日 以降    |
| 2021年 6月1日 以降     | BS朝日（16） BS-TBS（16） BSジャパン→BSテレ東（16） | BS朝日（16） BS-TBS（16） BSジャパン→BSテレ東（16） | WOWOWプライム（24） NHK BSプレミアム（18） 未使用（6）                 | WOWOWプライム（24） NHK BSプレミアム（18） 未使用（6）                 | WOWOWライブ（24） WOWOWシネマ（24）                                                  | WOWOWライブ（24） WOWOWシネマ（24）                                                  | BS朝日 4K（40） BSテレ東 4K（40） BS日テレ 4K（40） 【ISDB-S3】                                  | BS朝日 4K（40） BSテレ東 4K（40） BS日テレ 4K（40） 【ISDB-S3】                                  | ショップチャンネル 4K（40） 4K QVC（40） 未使用（40） 【ISDB-S3】        | ショップチャンネル 4K（40） 4K QVC（40） 未使用（40） 【ISDB-S3】        | BS11（18） スターチャンネル1（12） BS12 トゥエルビ（14） 未使用（4） | BS11（18） スターチャンネル1（12） BS12 トゥエルビ（14） 未使用（4） | BSスカパー!（12） 放送大学（16） BS釣りビジョン（12） 未使用（8）               | BSスカパー!（12） 放送大学（16） BS釣りビジョン（12） 未使用（8）               | WOWOW 4K（40） 未使用（80） 【ISDB-S3】 | WOWOW 4K（40） 未使用（80） 【ISDB-S3】 | BS日テレ（16） BSフジ（16） アニマックス（12） 未使用（4） | BS日テレ（16） BSフジ（16） アニマックス（12） 未使用（4） | NHK BS8K（120） 【ISDB-S3】 | NHK BS8K（120） 【ISDB-S3】 | NHK BS1（20） スターチャンネル2（12） スターチャンネル3（12） A-PAB（2） 未使用（2） | NHK BS1（20） スターチャンネル2（12） スターチャンネル3（12） A-PAB（2） 未使用（2） | NHK BS4K（40） BS-TBS 4K（40） BSフジ 4K（40） 【ISDB-S3】           | NHK BS4K（40） BS-TBS 4K（40） BSフジ 4K（40） 【ISDB-S3】           | J SPORTS 1（12） J SPORTS 2（12） J SPORTS 3（12） J SPORTS 4（12） | J SPORTS 1（12） J SPORTS 2（12） J SPORTS 3（12） J SPORTS 4（12） | WOWOWプラス（14） 日本映画専門チャンネル（12） グリーンチャンネル（14） 未使用（8）   | WOWOWプラス（14） 日本映画専門チャンネル（12） グリーンチャンネル（14） 未使用（8）   | ディズニー・チャンネル（12） 未使用（36）                                              | ディズニー・チャンネル（12） 未使用（36）                                              | 2021年 6月1日 以降     |
| 2022年 3月9日 以降     | BS朝日（16） BS-TBS（16） BSジャパン→BSテレ東（16） | BS朝日（16） BS-TBS（16） BSジャパン→BSテレ東（16） | WOWOWプライム（24） NHK BSプレミアム（18） 未使用（6）                 | WOWOWプライム（24） NHK BSプレミアム（18） 未使用（6）                 | WOWOWライブ（24） WOWOWシネマ（24）                                                  | WOWOWライブ（24） WOWOWシネマ（24）                                                  | BS朝日 4K（40） BSテレ東 4K（40） BS日テレ 4K（40） 【ISDB-S3】                                  | BS朝日 4K（40） BSテレ東 4K（40） BS日テレ 4K（40） 【ISDB-S3】                                  | ショップチャンネル 4K（40） 4K QVC（40） 未使用（40） 【ISDB-S3】        | ショップチャンネル 4K（40） 4K QVC（40） 未使用（40） 【ISDB-S3】        | BS11（18） スターチャンネル1（12） BS12 トゥエルビ（14） 未使用（4） | BS11（18） スターチャンネル1（12） BS12 トゥエルビ（14） 未使用（4） | BSスカパー!（12） 放送大学（16） BS釣りビジョン（12） 未使用（8）               | BSスカパー!（12） 放送大学（16） BS釣りビジョン（12） 未使用（8）               | WOWOW 4K（40） 未使用（80） 【ISDB-S3】 | WOWOW 4K（40） 未使用（80） 【ISDB-S3】 | BS日テレ（16） BSフジ（16） アニマックス（12） 未使用（4） | BS日テレ（16） BSフジ（16） アニマックス（12） 未使用（4） | NHK BS8K（120） 【ISDB-S3】 | NHK BS8K（120） 【ISDB-S3】 | NHK BS1（20） スターチャンネル2（12） スターチャンネル3（12） A-PAB（2） 未使用（2） | NHK BS1（20） スターチャンネル2（12） スターチャンネル3（12） A-PAB（2） 未使用（2） | NHK BS4K（40） BS-TBS 4K（40） BSフジ 4K（40） 【ISDB-S3】           | NHK BS4K（40） BS-TBS 4K（40） BSフジ 4K（40） 【ISDB-S3】           | J SPORTS 1（12） J SPORTS 2（12） J SPORTS 3（12） J SPORTS 4（12） | J SPORTS 1（12） J SPORTS 2（12） J SPORTS 3（12） J SPORTS 4（12） | WOWOWプラス（14） 日本映画専門チャンネル（12） グリーンチャンネル（14） 未使用（8）   | WOWOWプラス（14） 日本映画専門チャンネル（12） グリーンチャンネル（14） 未使用（8）   | ディズニー・チャンネル（12） BSJapanext（12） BSよしもと（12） BS松竹東急（12）        | ディズニー・チャンネル（12） BSJapanext（12） BSよしもと（12） BS松竹東急（12）        | 2022年 3月9日 以降     |
| 2022年 11月1日 以降    | BS朝日（16） BS-TBS（16） BSジャパン→BSテレ東（16） | BS朝日（16） BS-TBS（16） BSジャパン→BSテレ東（16） | WOWOWプライム（24） NHK BSプレミアム（18） 未使用（6）                 | WOWOWプライム（24） NHK BSプレミアム（18） 未使用（6）                 | WOWOWライブ（24） WOWOWシネマ（24）                                                  | WOWOWライブ（24） WOWOWシネマ（24）                                                  | BS朝日 4K（40） BSテレ東 4K（40） BS日テレ 4K（40） 【ISDB-S3】                                  | BS朝日 4K（40） BSテレ東 4K（40） BS日テレ 4K（40） 【ISDB-S3】                                  | ショップチャンネル 4K（40） 4K QVC（40） 未使用（40） 【ISDB-S3】        | ショップチャンネル 4K（40） 4K QVC（40） 未使用（40） 【ISDB-S3】        | BS11（18） スターチャンネル1（12） BS12 トゥエルビ（14） 未使用（4） | BS11（18） スターチャンネル1（12） BS12 トゥエルビ（14） 未使用（4） | 放送大学（16） BS釣りビジョン（12） 未使用（20）                                | 放送大学（16） BS釣りビジョン（12） 未使用（20）                                | WOWOW 4K（40） 未使用（80） 【ISDB-S3】 | WOWOW 4K（40） 未使用（80） 【ISDB-S3】 | BS日テレ（16） BSフジ（16） アニマックス（12） 未使用（4） | BS日テレ（16） BSフジ（16） アニマックス（12） 未使用（4） | NHK BS8K（120） 【ISDB-S3】 | NHK BS8K（120） 【ISDB-S3】 | NHK BS1（20） スターチャンネル2（12） スターチャンネル3（12） A-PAB（2） 未使用（2） | NHK BS1（20） スターチャンネル2（12） スターチャンネル3（12） A-PAB（2） 未使用（2） | NHK BS4K（40） BS-TBS 4K（40） BSフジ 4K（40） 【ISDB-S3】           | NHK BS4K（40） BS-TBS 4K（40） BSフジ 4K（40） 【ISDB-S3】           | J SPORTS 1（12） J SPORTS 2（12） J SPORTS 3（12） J SPORTS 4（12） | J SPORTS 1（12） J SPORTS 2（12） J SPORTS 3（12） J SPORTS 4（12） | WOWOWプラス（14） 日本映画専門チャンネル（12） グリーンチャンネル（14） 未使用（8）   | WOWOWプラス（14） 日本映画専門チャンネル（12） グリーンチャンネル（14） 未使用（8）   | ディズニー・チャンネル（12） BSJapanext（12） BSよしもと（12） BS松竹東急（12）        | ディズニー・チャンネル（12） BSJapanext（12） BSよしもと（12） BS松竹東急（12）        | 2022年 11月1日 以降    |
| 2023年 12月1日 以降    | BS朝日（16） BS-TBS（16） BSジャパン→BSテレ東（16） | BS朝日（16） BS-TBS（16） BSジャパン→BSテレ東（16） | WOWOWプライム（24） NHK「BSプレミアム停波告知」（18） 未使用（6）      | WOWOWプライム（24） NHK「BSプレミアム停波告知」（18） 未使用（6）      | WOWOWライブ（24） WOWOWシネマ（24）                                                  | WOWOWライブ（24） WOWOWシネマ（24）                                                  | BS朝日 4K（40） BSテレ東 4K（40） BS日テレ 4K（40） 【ISDB-S3】                                  | BS朝日 4K（40） BSテレ東 4K（40） BS日テレ 4K（40） 【ISDB-S3】                                  | ショップチャンネル 4K（40） 4K QVC（40） 未使用（40） 【ISDB-S3】        | ショップチャンネル 4K（40） 4K QVC（40） 未使用（40） 【ISDB-S3】        | BS11（18） スターチャンネル1（12） BS12 トゥエルビ（14） 未使用（4） | BS11（18） スターチャンネル1（12） BS12 トゥエルビ（14） 未使用（4） | 放送大学（16） BS釣りビジョン（12） 未使用（20）                                | 放送大学（16） BS釣りビジョン（12） 未使用（20）                                | WOWOW 4K（40） 未使用（80） 【ISDB-S3】 | WOWOW 4K（40） 未使用（80） 【ISDB-S3】 | BS日テレ（16） BSフジ（16） アニマックス（12） 未使用（4） | BS日テレ（16） BSフジ（16） アニマックス（12） 未使用（4） | NHK BS8K（120） 【ISDB-S3】 | NHK BS8K（120） 【ISDB-S3】 | NHK BS（20） スターチャンネル2（12） スターチャンネル3（12） A-PAB（2） 未使用（2）  | NHK BS（20） スターチャンネル2（12） スターチャンネル3（12） A-PAB（2） 未使用（2）  | NHK BSプレミアム4K（40） BS-TBS 4K（40） BSフジ 4K（40） 【ISDB-S3】 | NHK BSプレミアム4K（40） BS-TBS 4K（40） BSフジ 4K（40） 【ISDB-S3】 | J SPORTS 1（12） J SPORTS 2（12） J SPORTS 3（12） J SPORTS 4（12） | J SPORTS 1（12） J SPORTS 2（12） J SPORTS 3（12） J SPORTS 4（12） | WOWOWプラス（14） 日本映画専門チャンネル（12） グリーンチャンネル（14） 未使用（8）   | WOWOWプラス（14） 日本映画専門チャンネル（12） グリーンチャンネル（14） 未使用（8）   | ディズニー・チャンネル（12） BSJapanext（12） BSよしもと（12） BS松竹東急（12）        | ディズニー・チャンネル（12） BSJapanext（12） BSよしもと（12） BS松竹東急（12）        | 2023年 12月1日 以降    |
| 2024年 4月1日 以降     | BS朝日（16） BS-TBS（16） BSジャパン→BSテレ東（16） | BS朝日（16） BS-TBS（16） BSジャパン→BSテレ東（16） | WOWOWプライム（24） NHK「臨時目的放送」（18） 未使用（6）              | WOWOWプライム（24） NHK「臨時目的放送」（18） 未使用（6）              | WOWOWライブ（24） WOWOWシネマ（24）                                                  | WOWOWライブ（24） WOWOWシネマ（24）                                                  | BS朝日 4K（40） BSテレ東 4K（40） BS日テレ 4K（40） 【ISDB-S3】                                  | BS朝日 4K（40） BSテレ東 4K（40） BS日テレ 4K（40） 【ISDB-S3】                                  | ショップチャンネル 4K（40） 4K QVC（40） 未使用（40） 【ISDB-S3】        | ショップチャンネル 4K（40） 4K QVC（40） 未使用（40） 【ISDB-S3】        | BS11（18） スターチャンネル1（12） BS12 トゥエルビ（14） 未使用（4） | BS11（18） スターチャンネル1（12） BS12 トゥエルビ（14） 未使用（4） | 放送大学（16） BS釣りビジョン（12） 未使用（20）                                | 放送大学（16） BS釣りビジョン（12） 未使用（20）                                | WOWOW 4K（40） 未使用（80） 【ISDB-S3】 | WOWOW 4K（40） 未使用（80） 【ISDB-S3】 | BS日テレ（16） BSフジ（16） アニマックス（12） 未使用（4） | BS日テレ（16） BSフジ（16） アニマックス（12） 未使用（4） | NHK BS8K（120） 【ISDB-S3】 | NHK BS8K（120） 【ISDB-S3】 | NHK BS（20） スターチャンネル2（12） スターチャンネル3（12） A-PAB（2） 未使用（2）  | NHK BS（20） スターチャンネル2（12） スターチャンネル3（12） A-PAB（2） 未使用（2）  | NHK BSプレミアム4K（40） BS-TBS 4K（40） BSフジ 4K（40） 【ISDB-S3】 | NHK BSプレミアム4K（40） BS-TBS 4K（40） BSフジ 4K（40） 【ISDB-S3】 | J SPORTS 1（12） J SPORTS 2（12） J SPORTS 3（12） J SPORTS 4（12） | J SPORTS 1（12） J SPORTS 2（12） J SPORTS 3（12） J SPORTS 4（12） | WOWOWプラス（14） 日本映画専門チャンネル（12） グリーンチャンネル（14） 未使用（8）   | WOWOWプラス（14） 日本映画専門チャンネル（12） グリーンチャンネル（14） 未使用（8）   | ディズニー・チャンネル（12） BSJapanext（12） BSよしもと（12） BS松竹東急（12）        | ディズニー・チャンネル（12） BSJapanext（12） BSよしもと（12） BS松竹東急（12）        | 2024年 4月1日 以降     |
| 2024年 6月1日 以降     | BS朝日（16） BS-TBS（16） BSジャパン→BSテレ東（16） | BS朝日（16） BS-TBS（16） BSジャパン→BSテレ東（16） | WOWOWプライム（24） NHK「臨時目的放送」（18） 未使用（6）              | WOWOWプライム（24） NHK「臨時目的放送」（18） 未使用（6）              | WOWOWライブ（24） WOWOWシネマ（24）                                                  | WOWOWライブ（24） WOWOWシネマ（24）                                                  | BS朝日 4K（40） BSテレ東 4K（40） BS日テレ 4K（40） 【ISDB-S3】                                  | BS朝日 4K（40） BSテレ東 4K（40） BS日テレ 4K（40） 【ISDB-S3】                                  | ショップチャンネル 4K（40） 4K QVC（40） 未使用（40） 【ISDB-S3】        | ショップチャンネル 4K（40） 4K QVC（40） 未使用（40） 【ISDB-S3】        | BS11（18） BS12 トゥエルビ（14） 未使用（16）                        | BS11（18） BS12 トゥエルビ（14） 未使用（16）                        | 放送大学（16） BS釣りビジョン（12） 未使用（20）                                | 放送大学（16） BS釣りビジョン（12） 未使用（20）                                | WOWOW 4K（40） 未使用（80） 【ISDB-S3】 | WOWOW 4K（40） 未使用（80） 【ISDB-S3】 | BS日テレ（16） BSフジ（16） アニマックス（12） 未使用（4） | BS日テレ（16） BSフジ（16） アニマックス（12） 未使用（4） | NHK BS8K（120） 【ISDB-S3】 | NHK BS8K（120） 【ISDB-S3】 | NHK BS（20） スターチャンネル（12） A-PAB（2） 未使用（14）                          | NHK BS（20） スターチャンネル（12） A-PAB（2） 未使用（14）                          | NHK BSプレミアム4K（40） BS-TBS 4K（40） BSフジ 4K（40） 【ISDB-S3】 | NHK BSプレミアム4K（40） BS-TBS 4K（40） BSフジ 4K（40） 【ISDB-S3】 | J SPORTS 1（12） J SPORTS 2（12） J SPORTS 3（12） J SPORTS 4（12） | J SPORTS 1（12） J SPORTS 2（12） J SPORTS 3（12） J SPORTS 4（12） | WOWOWプラス（14） 日本映画専門チャンネル（12） グリーンチャンネル（14） 未使用（8）   | WOWOWプラス（14） 日本映画専門チャンネル（12） グリーンチャンネル（14） 未使用（8）   | ディズニー・チャンネル（12） BSJapanext（12） BSよしもと（12） BS松竹東急（12）        | ディズニー・チャンネル（12） BSJapanext（12） BSよしもと（12） BS松竹東急（12）        | 2024年 6月1日 以降     |
| 2024年 7月1日 以降     | BS朝日（16） BS-TBS（16） BSジャパン→BSテレ東（16） | BS朝日（16） BS-TBS（16） BSジャパン→BSテレ東（16） | WOWOWプライム（24） 未使用（24）                                       | WOWOWプライム（24） 未使用（24）                                       | WOWOWライブ（24） WOWOWシネマ（24）                                                  | WOWOWライブ（24） WOWOWシネマ（24）                                                  | BS朝日 4K（40） BSテレ東 4K（40） BS日テレ 4K（40） 【ISDB-S3】                                  | BS朝日 4K（40） BSテレ東 4K（40） BS日テレ 4K（40） 【ISDB-S3】                                  | ショップチャンネル 4K（40） 4K QVC（40） 未使用（40） 【ISDB-S3】        | ショップチャンネル 4K（40） 4K QVC（40） 未使用（40） 【ISDB-S3】        | BS11（18） BS12 トゥエルビ（14） 未使用（16）                        | BS11（18） BS12 トゥエルビ（14） 未使用（16）                        | 放送大学（16） BS釣りビジョン（12） 未使用（20）                                | 放送大学（16） BS釣りビジョン（12） 未使用（20）                                | WOWOW 4K（40） 未使用（80） 【ISDB-S3】 | WOWOW 4K（40） 未使用（80） 【ISDB-S3】 | BS日テレ（16） BSフジ（16） アニマックス（12） 未使用（4） | BS日テレ（16） BSフジ（16） アニマックス（12） 未使用（4） | NHK BS8K（120） 【ISDB-S3】 | NHK BS8K（120） 【ISDB-S3】 | NHK BS（20） スターチャンネル（12） A-PAB（2） 未使用（14）                          | NHK BS（20） スターチャンネル（12） A-PAB（2） 未使用（14）                          | NHK BSプレミアム4K（40） BS-TBS 4K（40） BSフジ 4K（40） 【ISDB-S3】 | NHK BSプレミアム4K（40） BS-TBS 4K（40） BSフジ 4K（40） 【ISDB-S3】 | J SPORTS 1（12） J SPORTS 2（12） J SPORTS 3（12） J SPORTS 4（12） | J SPORTS 1（12） J SPORTS 2（12） J SPORTS 3（12） J SPORTS 4（12） | WOWOWプラス（14） 日本映画専門チャンネル（12） グリーンチャンネル（14） 未使用（8）   | WOWOWプラス（14） 日本映画専門チャンネル（12） グリーンチャンネル（14） 未使用（8）   | ディズニー・チャンネル（12） BSJapanext（12） BSよしもと（12） BS松竹東急（12）        | ディズニー・チャンネル（12） BSJapanext（12） BSよしもと（12） BS松竹東急（12）        | 2024年 7月1日 以降     |
| 2024年 10月9日 以降    | BS朝日（16） BS-TBS（16） BSジャパン→BSテレ東（16） | BS朝日（16） BS-TBS（16） BSジャパン→BSテレ東（16） | WOWOWプライム（24） アニマックス（12） BS釣りビジョン（12）            | WOWOWプライム（24） アニマックス（12） BS釣りビジョン（12）            | WOWOWライブ（24） WOWOWシネマ（24）                                                  | WOWOWライブ（24） WOWOWシネマ（24）                                                  | BS朝日 4K（40） BSテレ東 4K（40） BS日テレ 4K（40） 【ISDB-S3】                                  | BS朝日 4K（40） BSテレ東 4K（40） BS日テレ 4K（40） 【ISDB-S3】                                  | ショップチャンネル 4K（40） 4K QVC（40） 未使用（40） 【ISDB-S3】        | ショップチャンネル 4K（40） 4K QVC（40） 未使用（40） 【ISDB-S3】        | BS11（18） BS12 トゥエルビ（14） 未使用（16）                        | BS11（18） BS12 トゥエルビ（14） 未使用（16）                        | 放送大学（16） 未使用（32）                                                     | 放送大学（16） 未使用（32）                                                     | WOWOW 4K（40） 未使用（80） 【ISDB-S3】 | WOWOW 4K（40） 未使用（80） 【ISDB-S3】 | BS日テレ（16） BSフジ（16） 未使用（16）                   | BS日テレ（16） BSフジ（16） 未使用（16）                   | NHK BS8K（120） 【ISDB-S3】 | NHK BS8K（120） 【ISDB-S3】 | NHK BS（20） スターチャンネル（12） A-PAB（2） 未使用（14）                          | NHK BS（20） スターチャンネル（12） A-PAB（2） 未使用（14）                          | NHK BSプレミアム4K（40） BS-TBS 4K（40） BSフジ 4K（40） 【ISDB-S3】 | NHK BSプレミアム4K（40） BS-TBS 4K（40） BSフジ 4K（40） 【ISDB-S3】 | J SPORTS 1（12） J SPORTS 2（12） J SPORTS 3（12） J SPORTS 4（12） | J SPORTS 1（12） J SPORTS 2（12） J SPORTS 3（12） J SPORTS 4（12） | WOWOWプラス（14） 日本映画専門チャンネル（12） グリーンチャンネル（14） 未使用（8）   | WOWOWプラス（14） 日本映画専門チャンネル（12） グリーンチャンネル（14） 未使用（8）   | ディズニー・チャンネル（12） BSJapanext（12） BSよしもと（12） BS松竹東急（12）        | ディズニー・チャンネル（12） BSJapanext（12） BSよしもと（12） BS松竹東急（12）        | 2024年 10月9日 以降    |
| 2024年 10月22日 以降   | BS朝日（16） BS-TBS（16） BSジャパン→BSテレ東（16） | BS朝日（16） BS-TBS（16） BSジャパン→BSテレ東（16） | WOWOWプライム（24） アニマックス（12） BS釣りビジョン（12）            | WOWOWプライム（24） アニマックス（12） BS釣りビジョン（12）            | WOWOWライブ（24） WOWOWシネマ（24）                                                  | WOWOWライブ（24） WOWOWシネマ（24）                                                  | BS朝日 4K（40） BSテレ東 4K（40） BS日テレ 4K（40） 【ISDB-S3】                                  | BS朝日 4K（40） BSテレ東 4K（40） BS日テレ 4K（40） 【ISDB-S3】                                  | ショップチャンネル 4K（40） 4K QVC（40） WOWOW 4K（40） 【ISDB-S3】      | ショップチャンネル 4K（40） 4K QVC（40） WOWOW 4K（40） 【ISDB-S3】      | BS11（18） BS12 トゥエルビ（14） 未使用（16）                        | BS11（18） BS12 トゥエルビ（14） 未使用（16）                        | 放送大学（16） 未使用（32）                                                     | 放送大学（16） 未使用（32）                                                     | 未使用（120） 【ISDB-S3】               | 未使用（120） 【ISDB-S3】               | BS日テレ（16） BSフジ（16） 未使用（16）                   | BS日テレ（16） BSフジ（16） 未使用（16）                   | NHK BS8K（120） 【ISDB-S3】 | NHK BS8K（120） 【ISDB-S3】 | NHK BS（20） スターチャンネル（12） A-PAB（2） 未使用（14）                          | NHK BS（20） スターチャンネル（12） A-PAB（2） 未使用（14）                          | NHK BSプレミアム4K（40） BS-TBS 4K（40） BSフジ 4K（40） 【ISDB-S3】 | NHK BSプレミアム4K（40） BS-TBS 4K（40） BSフジ 4K（40） 【ISDB-S3】 | J SPORTS 1（12） J SPORTS 2（12） J SPORTS 3（12） J SPORTS 4（12） | J SPORTS 1（12） J SPORTS 2（12） J SPORTS 3（12） J SPORTS 4（12） | WOWOWプラス（14） 日本映画専門チャンネル（12） グリーンチャンネル（14） 未使用（8）   | WOWOWプラス（14） 日本映画専門チャンネル（12） グリーンチャンネル（14） 未使用（8）   | ディズニー・チャンネル（12） BSJapanext（12） BSよしもと（12） BS松竹東急（12）        | ディズニー・チャンネル（12） BSJapanext（12） BSよしもと（12） BS松竹東急（12）        | 2024年 10月22日 以降   |
| 2024年 11月11日 以降   | BS朝日（16） BS-TBS（16） BSジャパン→BSテレ東（16） | BS朝日（16） BS-TBS（16） BSジャパン→BSテレ東（16） | WOWOWプライム（24） アニマックス（12） BS釣りビジョン（12）            | WOWOWプライム（24） アニマックス（12） BS釣りビジョン（12）            | WOWOWライブ（24） WOWOWシネマ（24）                                                  | WOWOWライブ（24） WOWOWシネマ（24）                                                  | BS朝日 4K（40） BSテレ東 4K（40） BS日テレ 4K（40） 【ISDB-S3】                                  | BS朝日 4K（40） BSテレ東 4K（40） BS日テレ 4K（40） 【ISDB-S3】                                  | ショップチャンネル 4K（40） 4K QVC（40） WOWOW 4K（40） 【ISDB-S3】      | ショップチャンネル 4K（40） 4K QVC（40） WOWOW 4K（40） 【ISDB-S3】      | BS11（18） BS12 トゥエルビ（14） 未使用（16）                        | BS11（18） BS12 トゥエルビ（14） 未使用（16）                        | 未使用（120） 【ISDB-S3】                                                       | 未使用（120） 【ISDB-S3】                                                       | 未使用（120） 【ISDB-S3】               | 未使用（120） 【ISDB-S3】               | BS日テレ（16） BSフジ（16） 放送大学（16）                 | BS日テレ（16） BSフジ（16） 放送大学（16）                 | NHK BS8K（120） 【ISDB-S3】 | NHK BS8K（120） 【ISDB-S3】 | NHK BS（20） スターチャンネル（12） A-PAB（2） 未使用（14）                          | NHK BS（20） スターチャンネル（12） A-PAB（2） 未使用（14）                          | NHK BSプレミアム4K（40） BS-TBS 4K（40） BSフジ 4K（40） 【ISDB-S3】 | NHK BSプレミアム4K（40） BS-TBS 4K（40） BSフジ 4K（40） 【ISDB-S3】 | J SPORTS 1（12） J SPORTS 2（12） J SPORTS 3（12） J SPORTS 4（12） | J SPORTS 1（12） J SPORTS 2（12） J SPORTS 3（12） J SPORTS 4（12） | WOWOWプラス（14） 日本映画専門チャンネル（12） グリーンチャンネル（14） 未使用（8）   | WOWOWプラス（14） 日本映画専門チャンネル（12） グリーンチャンネル（14） 未使用（8）   | ディズニー・チャンネル（12） BSJapanext（12） BSよしもと（12） BS松竹東急（12）        | ディズニー・チャンネル（12） BSJapanext（12） BSよしもと（12） BS松竹東急（12）        | 2024年 11月11日 以降   |
| 2025年 1月10日 以降    | BS朝日（16） BS-TBS（16） BSジャパン→BSテレ東（16） | BS朝日（16） BS-TBS（16） BSジャパン→BSテレ東（16） | WOWOWプライム（24） アニマックス（12） BS釣りビジョン（12）            | WOWOWプライム（24） アニマックス（12） BS釣りビジョン（12）            | WOWOWライブ（24） WOWOWシネマ（24）                                                  | WOWOWライブ（24） WOWOWシネマ（24）                                                  | BS朝日 4K（40） BSテレ東 4K（40） BS日テレ 4K（40） 【ISDB-S3】                                  | BS朝日 4K（40） BSテレ東 4K（40） BS日テレ 4K（40） 【ISDB-S3】                                  | ショップチャンネル 4K（40） 4K QVC（40） WOWOW 4K（40） 【ISDB-S3】      | ショップチャンネル 4K（40） 4K QVC（40） WOWOW 4K（40） 【ISDB-S3】      | BS11（18） BS12 トゥエルビ（14） 未使用（16）                        | BS11（18） BS12 トゥエルビ（14） 未使用（16）                        | 未使用（120） 【ISDB-S3】                                                       | 未使用（120） 【ISDB-S3】                                                       | 未使用（120） 【ISDB-S3】               | 未使用（120） 【ISDB-S3】               | BS日テレ（16） BSフジ（16） 放送大学（16）                 | BS日テレ（16） BSフジ（16） 放送大学（16）                 | NHK BS8K（120） 【ISDB-S3】 | NHK BS8K（120） 【ISDB-S3】 | NHK BS（20） BS10（12） BS10スターチャンネル（12） A-PAB（2） 未使用（2）            | NHK BS（20） BS10（12） BS10スターチャンネル（12） A-PAB（2） 未使用（2）            | NHK BSプレミアム4K（40） BS-TBS 4K（40） BSフジ 4K（40） 【ISDB-S3】 | NHK BSプレミアム4K（40） BS-TBS 4K（40） BSフジ 4K（40） 【ISDB-S3】 | J SPORTS 1（12） J SPORTS 2（12） J SPORTS 3（12） J SPORTS 4（12） | J SPORTS 1（12） J SPORTS 2（12） J SPORTS 3（12） J SPORTS 4（12） | WOWOWプラス（14） 日本映画専門チャンネル（12） グリーンチャンネル（14） 未使用（8）   | WOWOWプラス（14） 日本映画専門チャンネル（12） グリーンチャンネル（14） 未使用（8）   | ディズニー・チャンネル（12） BSよしもと（12） BS松竹東急→J:COM BS（12） 未使用（12）   | ディズニー・チャンネル（12） BSよしもと（12） BS松竹東急→J:COM BS（12） 未使用（12）   | 2025年 1月10日 以降    |
| 2025年 3月1日 以降     | BS朝日（16） BS-TBS（16） BSジャパン→BSテレ東（16） | BS朝日（16） BS-TBS（16） BSジャパン→BSテレ東（16） | WOWOWプライム（24） アニマックス（12） BS釣りビジョン（12）            | WOWOWプライム（24） アニマックス（12） BS釣りビジョン（12）            | WOWOWライブ（24） WOWOWシネマ（24）                                                  | WOWOWライブ（24） WOWOWシネマ（24）                                                  | BS朝日 4K（40） BSテレ東 4K（40） BS日テレ 4K（40） 【ISDB-S3】                                  | BS朝日 4K（40） BSテレ東 4K（40） BS日テレ 4K（40） 【ISDB-S3】                                  | ショップチャンネル 4K（40） 4K QVC（40） 未使用（40） 【ISDB-S3】        | ショップチャンネル 4K（40） 4K QVC（40） 未使用（40） 【ISDB-S3】        | BS11（18） BS12 トゥエルビ（14） 未使用（16）                        | BS11（18） BS12 トゥエルビ（14） 未使用（16）                        | 未使用（120） 【ISDB-S3】                                                       | 未使用（120） 【ISDB-S3】                                                       | 未使用（120） 【ISDB-S3】               | 未使用（120） 【ISDB-S3】               | BS日テレ（16） BSフジ（16） 放送大学（16）                 | BS日テレ（16） BSフジ（16） 放送大学（16）                 | NHK BS8K（120） 【ISDB-S3】 | NHK BS8K（120） 【ISDB-S3】 | NHK BS（20） BS10（12） BS10スターチャンネル（12） A-PAB（2） 未使用（2）            | NHK BS（20） BS10（12） BS10スターチャンネル（12） A-PAB（2） 未使用（2）            | NHK BSプレミアム4K（40） BS-TBS 4K（40） BSフジ 4K（40） 【ISDB-S3】 | NHK BSプレミアム4K（40） BS-TBS 4K（40） BSフジ 4K（40） 【ISDB-S3】 | J SPORTS 1（12） J SPORTS 2（12） J SPORTS 3（12） J SPORTS 4（12） | J SPORTS 1（12） J SPORTS 2（12） J SPORTS 3（12） J SPORTS 4（12） | WOWOWプラス（14） 日本映画専門チャンネル（12） グリーンチャンネル（14） 未使用（8）   | WOWOWプラス（14） 日本映画専門チャンネル（12） グリーンチャンネル（14） 未使用（8）   | ディズニー・チャンネル（12） BSよしもと（12） BS松竹東急→J:COM BS（12） 未使用（12）   | ディズニー・チャンネル（12） BSよしもと（12） BS松竹東急→J:COM BS（12） 未使用（12）   | 2025年 3月1日 以降     |
| 2025年 4月1日 以降     | BS朝日（16） BS-TBS（16） BSジャパン→BSテレ東（16） | BS朝日（16） BS-TBS（16） BSジャパン→BSテレ東（16） | WOWOWプライム（24） アニマックス（12） BS釣りビジョン（12）            | WOWOWプライム（24） アニマックス（12） BS釣りビジョン（12）            | WOWOWライブ（24） WOWOWシネマ（24）                                                  | WOWOWライブ（24） WOWOWシネマ（24）                                                  | BS朝日 4K（40） BSテレ東 4K（40） BS日テレ 4K（40） 【ISDB-S3】                                  | BS朝日 4K（40） BSテレ東 4K（40） BS日テレ 4K（40） 【ISDB-S3】                                  | 未使用（120） 【ISDB-S3】                                                | 未使用（120） 【ISDB-S3】                                                | BS11（18） BS12 トゥエルビ（14） 未使用（16）                        | BS11（18） BS12 トゥエルビ（14） 未使用（16）                        | ショップチャンネル 4K（40） 4K QVC（40） 未使用（40） 【ISDB-S3】               | ショップチャンネル 4K（40） 4K QVC（40） 未使用（40） 【ISDB-S3】               | 未使用（120） 【ISDB-S3】               | 未使用（120） 【ISDB-S3】               | BS日テレ（16） BSフジ（16） 放送大学（16）                 | BS日テレ（16） BSフジ（16） 放送大学（16）                 | NHK BS8K（120） 【ISDB-S3】 | NHK BS8K（120） 【ISDB-S3】 | NHK BS（20） BS10（12） BS10スターチャンネル（12） A-PAB（2） 未使用（2）            | NHK BS（20） BS10（12） BS10スターチャンネル（12） A-PAB（2） 未使用（2）            | NHK BSプレミアム4K（40） BS-TBS 4K（40） BSフジ 4K（40） 【ISDB-S3】 | NHK BSプレミアム4K（40） BS-TBS 4K（40） BSフジ 4K（40） 【ISDB-S3】 | J SPORTS 1（12） J SPORTS 2（12） J SPORTS 3（12） J SPORTS 4（12） | J SPORTS 1（12） J SPORTS 2（12） J SPORTS 3（12） J SPORTS 4（12） | WOWOWプラス（14） 日本映画専門チャンネル（12） グリーンチャンネル（14） 未使用（8）   | WOWOWプラス（14） 日本映画専門チャンネル（12） グリーンチャンネル（14） 未使用（8）   | ディズニー・チャンネル（12） BSよしもと（12） BS松竹東急→J:COM BS（12） 未使用（12）   | ディズニー・チャンネル（12） BSよしもと（12） BS松竹東急→J:COM BS（12） 未使用（12）   | 2025年 4月1日 以降     |
| 電波旋回               |                                                     | 右                                                  |                                                                        | 右                                                                     |                                                                                      | 右                                                                                   |                                                                                                  | 右                                                                                               | 左                                                                       |                                                                          |                                                                      | 右                                                                   |                                                                                 | 右                                                                              | 左                                      |                                         |                                                            | 右                                                         | 左                          |                             |                                                                                      | 右                                                                                   |                                                                      | 右                                                                   |                                                                     | 右                                                                  |                                                                                       | 右                                                                                    |                                                                                        | 右                                                                                     | 電波旋回               |
| 物理ch                 | BS-1ch                                              | BS-1ch                                              | BS-3ch                                                                 | BS-3ch                                                                 | BS-5ch                                                                               | BS-5ch                                                                               | BS-7ch                                                                                           | BS-7ch                                                                                           | BS-8ch                                                                   | BS-8ch                                                                   | BS-9ch                                                               | BS-9ch                                                               | BS-11ch                                                                         | BS-11ch                                                                         | BS-12ch                                 | BS-12ch                                 | BS-13ch                                                    | BS-13ch                                                    | BS-14ch                     | BS-14ch                     | BS-15ch                                                                              | BS-15ch                                                                              | BS-17ch                                                              | BS-17ch                                                              | BS-19ch                                                             | BS-19ch                                                             | BS-21ch                                                                               | BS-21ch                                                                               | BS-23ch                                                                                | BS-23ch                                                                                | 物理ch                 |

#### 特記事項
1. ↑  BS-1chを使用したその他のチャンネル - デジキャス（1.5）、Tivi!（1.5）
2. ↑  BS-3chを使用したその他のチャンネル - St.GIGA→クラブコスモ→WINJ（0.5）、BSC→BSラジオNIKKEI（0.5）、メディアサーブ（1.5）
3. ↑  BS-13chを使用したその他のチャンネル - NDBデータ（1.5）、WNI・910（1.5）
4. ↑  BS-15chを使用したその他のチャンネル - JFN衛星放送（1）、BS BIRD（1）、メガポート放送（2）、日本BS放送（2）
5. 1 2  4K 8K放送開始に伴う帯域再編完了
6. 1 2  4K 8K本放送移行のため試験放送終了
7. ↑  能登半島地震被災地向け放送

#### 補足事項
- ラジオ放送・データ放送のほとんどは2007年までに終了し空きスロットに。
- 4K UHD（スーパーハイビジョン）放送へ向けた準備に伴うため、2018年1月以降従来のNHKと在京キー局系の民放ではスロットが最大3分の1削減され、通常の2K HD（ハイビジョン）放送の画質・解像度が落ちる[16]。場合によっては帯域不足によりデータ放送を取り止める可能性もある[注釈 19]。

### 論理チャンネル番号
3桁で表現される論理チャンネル番号は、地上波と同様に上2桁が「放送事業者と放送タイプ」、下1桁が「サービス番号」を表す。原則として、各事業者にチャンネル枠が放送タイプ別に1つずつ割り当てられる。番号と放送タイプの対応は次の通りである（4K・8Kはテレビジョン放送のみ）。
- 10x - 29x：テレビジョン放送
- 30x - 59x：ラジオ放送
- 60x - 89x：連動データ放送
- 90x - 99x・00x - 09x[詳 1]：独立データ放送

下1桁は「サービス番号」は、地上波と異なり「0」および「9」も使用可能であり、メインチャンネルに「1」以外が入ったり、臨時チャンネル以外で「4」から「8」が入ったりすることもある。また、前述の通り、1事業者が複数波の放送を行う場合、複数波で同一の枠を共有することになり、それぞれ異なるサービス番号を用いる必要がある。複数事業者で共通の上2桁を使用することもあり、その場合は事業者ごとに異なるサービス番号を用いる。4K8K放送の場合は「BS4K101」「BS8K102」のように、「BS」の後ろに画質を示すプリフィックスが入る。
以下、論理チャンネル枠の割り当て一覧を示す。括弧付きの番号は未割当で、放送を終了した事業者も含めて掲載している。実際に使用されているチャンネルや既に放送を終了したチャンネル、リモコンキーIDとの関係についてはBS放送事業者一覧及び日本のリモコンキーID#BSデジタル放送についてを参照。
| 論理ch  | 論理ch                                                 | 論理ch                                                             | 2K                                                               | 4K・8K                                         |
| テレビ  | ラジオ                                                 | データ                                                             | 2K                                                               | 4K・8K                                         |
| ------- | ------------------------------------------------------ | ------------------------------------------------------------------ | ---------------------------------------------------------------- | ---------------------------------------------- |
|         | 30x                                                    | （60x）                                                            | （終了）ビー・エス・コミュニケーションズ                         |                                                |
| 31x     | 61x                                                    | （終了）ミュージックバード                                         |                                                                  |                                                |
| 32x     | 62x                                                    | （終了）JFN衛星放送                                                |                                                                  |                                                |
| 33x     | 63x                                                    | （終了）セント・ギガ→クラブコスモ→World Independent Networks Japan |                                                                  |                                                |
| （34x） | （64x）                                                | （未割当）                                                         |                                                                  |                                                |
| （35x） | （65x）                                                | （未割当）                                                         |                                                                  |                                                |
| （36x） | （66x）                                                | （未割当）                                                         |                                                                  |                                                |
| （37x） | （67x）                                                | （未割当）                                                         |                                                                  |                                                |
| （38x） | （68x）                                                | （未割当）                                                         |                                                                  |                                                |
| （39x） | （69x）                                                | （未割当）                                                         |                                                                  |                                                |
| 10x     | （40x）                                                | 70x                                                                | 日本放送協会（NHK-BS）                                           | 日本放送協会（NHK-BS）                         |
| 11x     | （41x）                                                | （71x）                                                            | （終了）ハイビジョン推進協会（ハイビジョン実用化試験放送）       | （未割当）                                     |
| （12x） | （42x）                                                | （72x）                                                            | （未割当）                                                       | （未割当）                                     |
| （13x） | （43x）                                                | （73x）                                                            | （未割当）                                                       | （未割当）                                     |
| 14x     | 44x                                                    | 74x                                                                | BS日本（BS日テレ）                                               | BS日本（BS日テレ）                             |
| 15x     | 45x                                                    | 75x                                                                | BS朝日                                                           | BS朝日                                         |
| 16x     | 46x                                                    | 76x                                                                | BS-TBS                                                           | BS-TBS                                         |
| 17x     | 47x                                                    | 77x                                                                | BSテレビ東京（BSテレ東）                                         | BSテレビ東京（BSテレ東）                       |
| 18x     | 48x                                                    | 78x                                                                | BSフジ                                                           | BSフジ                                         |
| 19x     | 49x                                                    | 79x                                                                | WOWOW                                                            | WOWOW                                          |
| 20x     | （50x）                                                | 80x                                                                | ジャパネットブロードキャスティング（BS10・BS10スターチャンネル） | （終了）東北新社メディアサービス（ザ・シネマ） |
| 21x     | （51x）                                                | （81x）                                                            | 日本BS放送（BS11）                                               | SCサテライト放送（ショップチャンネル）         |
| 22x     | （52x）                                                | （82x）                                                            | ワールド・ハイビジョン・チャンネル（BS12 トゥエルビ）            | QVCサテライト                                  |
| 23x     | 53x                                                    | （83x）                                                            | 放送大学学園（放送大学BS）                                       | （予定）OCO TV                                 |
| 23x     | 53x                                                    | （83x）                                                            | グリーンチャンネル                                               | （未割当）                                     |
| 23x     | 53x                                                    | （83x）                                                            | アニマックス                                                     | （未割当）                                     |
| 23x     | 53x                                                    | （83x）                                                            | （終了）ビーエスFOX                                              | （未割当）                                     |
| 24x     | （54x）                                                | 84x                                                                | （終了）スカパー・エンターテイメント（BSスカパー!）              | （未割当）                                     |
| 24x     | （54x）                                                | 84x                                                                | J SPORTS                                                         | （未割当）                                     |
| 25x     | （55x）                                                | （85x）                                                            | 釣りビジョン                                                     | （未割当）                                     |
| 25x     | （55x）                                                | （85x）                                                            | WOWOWプラス                                                      | （未割当）                                     |
| 25x     | （55x）                                                | （85x）                                                            | 日本映画放送                                                     | （未割当）                                     |
| 25x     | （55x）                                                | （85x）                                                            | ブロードキャスト・サテライト・ディズニー                         | （未割当）                                     |
| 26x     | （56x）                                                | （86x）                                                            | JCOM BS                                                          | （未割当）                                     |
| 26x     | （56x）                                                | （86x）                                                            | （過去）ジャパネットブロードキャスティング（BSJapanext）         | （未割当）                                     |
| 26x     | （56x）                                                | （86x）                                                            | BSよしもと                                                       | （未割当）                                     |
| （27x） | （57x）                                                | （87x）                                                            | （未割当）                                                       | （未割当）                                     |
| （28x） | （58x）                                                | （88x）                                                            | （未割当）                                                       | （未割当）                                     |
| 29x     | （59x）                                                | 89x                                                                | （終了）デジタル放送推進協会（地デジ難視対策衛星放送）           | （未割当）                                     |
|         |                                                        | 90x                                                                | （使用しなくなった）メガポート放送→日本BS放送→BS-TBS             |                                                |
| 91x     | （終了）ウェザーニューズ（WNI）                        |                                                                    |                                                                  |                                                |
| 92x     | 放送サービス高度化推進協会（エンジニアリングサービス） |                                                                    |                                                                  |                                                |
| 93x     | （終了）Digicas                                        |                                                                    |                                                                  |                                                |
| 94x     | （終了）日本データ放送                                 |                                                                    |                                                                  |                                                |
| 95x     | （終了）メディアサーブ（BS955）                        |                                                                    |                                                                  |                                                |
| 96x     | （終了）日本メディアーク（Tivi!）                      |                                                                    |                                                                  |                                                |
| （97x） | （未割当）                                             |                                                                    |                                                                  |                                                |
| （98x） | （未割当）                                             |                                                                    |                                                                  |                                                |
| 99x     | （過去）日本BS放送（ch999）                            |                                                                    |                                                                  |                                                |
| （00x） | （未割当）                                             |                                                                    |                                                                  |                                                |
| （01x） | （未割当）                                             |                                                                    |                                                                  |                                                |
| （02x） | （未割当）                                             |                                                                    |                                                                  |                                                |
| （03x） | （未割当）                                             |                                                                    |                                                                  |                                                |
| （04x） | （未割当）                                             |                                                                    |                                                                  |                                                |
| （05x） | （未割当）                                             |                                                                    |                                                                  |                                                |
| （06x） | （未割当）                                             |                                                                    |                                                                  |                                                |
| （07x） | （未割当）                                             |                                                                    |                                                                  |                                                |
| （08x） | （未割当）                                             |                                                                    |                                                                  |                                                |
| （09x） | （未割当）                                             |                                                                    |                                                                  |                                                |

#### 特記事項
1. ↑  000chを除く。
2. ↑  旧：衛星デジタル音楽放送（セント・ギガ） → ワイヤービー（クラブコスモ）
3. 1 2  旧社名：BS-i
「90x」枠は、当初は独立データ放送局のメガポート放送に割り当てられていたが、メガポート放送の閉局後、Gガイド（908ch）の関係で日本BS放送に引き継がれ、さらに2006年8月1日にBS-i（現社名：BS-TBS）へ移管した。908chは2011年7月24日にGガイド768chへ完全移行するまで768chと同内容で放送されていた。
4. ↑  旧社名：BSジャパン
5. ↑  230 - 233・530 - 533ch
6. ↑  231ch
7. ↑  234・235ch
8. ↑  236・237ch
9. ↑  238・239ch
10. ↑  240・241・840・841ch
11. ↑  242 - 249・842 - 849ch
12. ↑  250・251ch
13. ↑  252・253ch
旧：IMAGICAティーヴィ
14. ↑  254・255ch
15. ↑  256 - 259ch
16. ↑  260・261ch
旧：BS松竹東急
17. ↑  262・263ch
18. ↑  264・265ch

### 普及状況
2011年6月末現在で約1億1349万件（NHK調べ、速報値）。
放送開始当初は「放送開始から1000日（2003年8月頃）で1000万世帯への普及を目指す」との目標を掲げていたが実際に視聴可能世帯が1000万世帯に達したのはその目標から2年遅れの2005年8月（BSデジタル放送放送開始から数えて1735日・約4年8ヶ月）であった。しかしその後は地上デジタル放送の全国展開も手伝って普及スピードが一気に進み1000万世帯達成から2000万世帯達成までには約1年4ヶ月の期間で済んでおり2006年12月に達成でできた。2007年10月末には3000万件を達成。2008年7月末には4000万件を達成。2009年3月末で5000万件、同年10月末で6000万件を達成。2010年3月末で7000万件、同年7月末で8000万件、同年11月末で9000万件を達成。そして2011年1月末でついに1億件を達成。2011年5月末で1億1000万件を達成。
ただし、この数値は受信可能なテレビ受像機の受信設備の数の合計であり、NHK衛星放送受信契約および受信が行われている受信設備の合計ではない。

### チャンネルの追加割当
2000年のWRC-2000（国際電気通信連合世界無線通信会議）でBS-17ch、19ch、21ch、23chがそれぞれ日本への追加割当に決定。BSAT-3aのほか、2011年に放送衛星システムがスカパーJSATと共同で打ち上げたハイブリッド衛星「BSAT-3c/JCSAT-110R」にトランスポンダが搭載された。
これに、2011年7月までに放送を終了したBSアナログ放送（BS-5ch、7ch、11ch）を加えた計7ch分を、2011年10月に新たなBSデジタル放送に使用を開始した。ただしBS-17chは「地デジ難視対策衛星放送」（後述）に使用しており、BS-21chと23chは一部の携帯電話基地局との電波干渉が発生することが判明していたため、2009年の申請では4ch分のみの割り当てとなった。
2009年6月、総務省により認定する事業者（総務省が既に認定する方針を固めている放送大学を含む）が発表された。
BS-21chと23chについては、携帯電話基地局との電波干渉が2010年4月19日に改善されたとの発表があり、これを受けて7月23日まで申請を受け付け10月13日に認定事業者が発表された。これをもってBSデジタルで放送される全30チャンネルが決定した。
しかし2012年2月のBS-21、23chの試験放送開始後より、未対策の衛星放送受信設備に起因する漏洩電波により、当初は対策済みとしていた1.5GHz帯を使用するソフトバンクモバイル（現：ソフトバンク）のULTRA SPEED用の携帯電話基地局との干渉が明らかになっておりソフトバンクモバイルでは、総務省と協力して対策に乗り出すとしているが、個人宅の設備に起因するため、対策完了まで時間がかかっている（詳細は別項を参照）。
日本国内でテレビ電波のデジタル化が終わった後、偶数チャンネル番号についてもWRCから追加割当され、大韓民国が保有している放送衛星の左旋回偏波を日本に譲ってもらい、電波旋回偏波も従前の「右旋回偏波」だけでなく「左旋回偏波」も追加となった。これらのうちBS-8ch、12ch及び14chを先行して利用することとなり、ISDB-S3方式による4K 8Kテレビ放送専用に割り当てられた。

#### 追加割当の経緯
- 2006年7月、総務省の「衛星放送の将来像に関する研究会」にて、2011年のBSアナログ放送終了にあわせてデジタル放送のチャンネル数を50チャンネル以上とする報告書がまとめられた。
  - 2007年時点でBSデジタル放送で採用されている技術・規格（MPEG-2の映像圧縮技術）では2011年のBSアナログ放送終了で空く3ch分の物理チャンネルと現状は使われていない4ch分の物理チャンネルを使用しても、BSで50チャンネル以上というのは明らかに不可能（1ch分の物理チャンネルではハイビジョン放送は3チャンネルが限度）になる。なお、2000年の国際会議で新規割り当てになった追加の4物理チャンネルを使用する場合はその周波数帯域の受信に対応した新しい受信機の購入が必須となることから、次世代技術規格の採用にも支障がないという判断も伴っていた。しかしその後の調査により、ごく一部の機種[注釈 25]を除き既存受信機でもBS-17ch以上の受信が可能であることがわかり、従来のBSデジタル放送と同じMPEG-2となった。
- 2007年9月、放送大学は2011年度に現在実施しているCS放送を終了しBSデジタル放送へ移行する事を検討すると報じられた[23]。総務省も2008年11月28日に認定する方針を打ち出しており、2009年3月24日までにBSデジタル放送に係る委託放送業務の認定を総務省に申請した。
- 2008年4月、WOWOWが既存のBSデジタル1チャンネルに加え、新たに2チャンネルを追加取得することを検討していることが報じられた[24]。
- 2007年7月、NHKが2011年をめどにデジタル衛星ハイビジョンを廃止、その代わりに衛星第1・第2を高精細化（ハイビジョンチャンネル化）する方向で検討に入ったと報じられている。同年9月にまとめられた2008-2012年度の次期5カ年経営計画に盛り込まれ、総務省と調整を行うとしている。
- 2008年5月、総務省は「平成23年以降の新たなBSデジタル放送に係る委託放送業務の認定に関する基本的方針（案）」を公表[25]、BSデジタルと後述する東経110度CSデジタル放送を、「東経110度衛星デジタル放送」（仮称。現在の「衛星基幹放送」）として統合する方針を示した。
  - 1事業者が支配できる中継器（トランスポンダ）数は東経110度衛星デジタル放送（仮称）全体で4中継器以内（従来BSデジタル1/2中継器、東経110度CS放送4中継器（BSデジタルとの兼営の場合3中継器）以内）とする。
    - ただし地上放送事業者については従来通りBSデジタルとの兼営は認めず、東経110度CS放送のみ2中継器までとする。

  - 110度CS放送についてもハイビジョン放送を中心とし、既存のチャンネルのハイビジョン化のための周波数割り当てを排除しない。
  - データ・ラジオ放送、無料放送のうち広告放送（テレビショッピングなど）が一定以上の割合を上回る申請、実験局（スーパーハイビジョンなど）は周波数に余裕がある場合に限り認める。
- 2008年6月、スカパーJSATも2011年にBS事業への参入を検討し始めたことが報じられた[26]。また、ニューズ・コープやディズニーなども参入を検討しているとの報道もあった[27]。
- 2009年3月24日、総務省が（東経110度CSデジタル放送のうち未使用の24スロット分を含む）新規参入申請を行った民間企業28社を公表。BBCワールドワイド（英国放送協会の海外部門）やブロードキャスト・サテライト・ディズニー（ウォルト・ディズニー・ジャパンの子会社）、ビーエスFOX（FOXインターナショナル・チャンネルズ（現：FOXネットワークス・グループ）の子会社）、アニマックスブロードキャスティング・ジャパン（アニマックス）、キッズステーション、ジェイ・スポーツ・ブロードキャスティング（J SPORTS）などが申請を行った。また、総務省がすでに認定する方針を出している放送大学も申請を行っている[28]。
- 2009年6月10日、総務省が新規参入申請の答申結果を公表。WOWOWの2チャンネル追加、スター・チャンネルSD2チャンネルのハイビジョン化のほか放送大学、ビーエスFOX、アニマックス、J SPORTSなど（同時に行われていた東経110度CSについてはキッズステーション）に放送の認可が認められた。その後、6月17日に総務省から正式に認可が出され2011年10月1日に放送を開始した（キッズステーションについては2010年4月放送開始）[29]。
- 2010年7月27日、総務省が（BS第21及び第23チャンネルなど）新規参入申請を行った民間企業15社を公表。IMAGICAティーヴィ、ソネットエンタテインメント、スペースシャワーネットワークなどが申請を行った。また先に2009年6月10日にBS委託放送事業者の認可が認められたビーエスFOX、アニマックス、J SPORTSが追加チャンネル取得のための申請を行なった[30]。
- 2010年10月13日、総務省が新規参入申請の答申結果を公表。J SPORTSの追加2チャンネル、IMAGICAティーヴィ、釣りビジョン、日本映画衛星放送（現：日本映画放送）、ブロードキャスト・サテライト・ディズニーに放送の認可が認められた[31]。

2011年10月1日以降
- BS-3ch - WOWOWプライム／BSジャパン（現：BSテレ東）（無料放送）
- BS-5ch - WOWOWライブ／WOWOWシネマ（事実上、アナログ放送終了後もデジタル放送用として引き続きWOWOWが使用することになった）
- BS-7ch - スターチャンネル2／スターチャンネル3／BSアニマックス（現：アニマックス）
- BS-11ch - FOXスポーツ&エンターテイメント／BSスカパー!／放送大学
- BS-19ch - グリーンチャンネル／J SPORTS 1／J SPORTS 2

2012年3月1日以降
- BS-7ch - スターチャンネル2／スターチャンネル3／BSアニマックス（現：アニマックス）／ディズニー・チャンネル（16:9SD放送）
- BS-21ch - イマジカBS・映画／J SPORTS 3／J SPORTS 4
- BS-23ch - BS釣りビジョン／BS日本映画専門チャンネル（現：日本映画専門チャンネル）／Dlife（無料放送）

### チャンネル再々編

#### 1次再編
衛星におけるハイビジョン放送に必要とされるスロット数がかつては16スロットとされていたが、技術の進展によって減少し、4スロット減の12スロットでもHD画質の放送が可能になった。これを受けて、放送業界を活性化させる目的でBS放送への新規参入を促進させたい総務省側と厳しい事業環境などを背景として出来るだけスロット（衛星使用料）を削減させたい放送事業者側の意向が一致。2018年11月22日、総務省は衛星放送協会から加盟事業者（NHKを含む）が奇数チャンネル（右旋円偏波）に設定されているスロットのうち、8事業者（13チャンネル）から合計42スロット分を自主返上したい旨の報告が上がったとし、この返上分と左旋円偏波のBS-12ch及びCS-ND21・23chにある未割当分について、新規の認定基幹放送事業者を募集し2020年度の開局を目指す方針を発表した。
その前に4Kと8Kの放送開始に際し、これらの放送に使用する帯域を確保するためとして、地上波民放系BS各社の2K放送が16スロットに削減されている。なお、後にディズニー系列のBSチャンネル2局が2020年3月で放送終了することを表明したことから（→「BS放送から撤退・整理」で後述）、急遽帯域再編プランが見直されることになり、前述の放送事業撤退により空いた帯域についても新チャンネル用の帯域として充当されることが2019年11月に決定した。
国は新規開局分について、右旋円偏波のチャンネルは従前システムの2K放送、元々未割当の左旋円偏波のチャンネルは4K8K放送を実施させる方針も併せて発表した。
2019年5月20日、総務省が新規参入申請を行った民間企業9社を公表。カワイイアン・ティービー（吉本興業、現：BSよしもと）、BS松竹東急（松竹ブロードキャスティングと東急の合弁会社）、プラットイーズ衛星放送などが申請を行った。また、先に2010年10月13日にBS委託放送事業者の認可が認められた日本映画放送が時代劇専門チャンネル（追加チャンネル）取得のために、ブロードキャスト・サテライト・ディズニー（ウォルト・ディズニー・ジャパン）がディズニー・チャンネルのハイビジョン化の申請を行なった。なお、BS放送の左旋と東経110度CS放送の左旋に対する申請は無かった。
2019年9月9日、総務省はBSよしもと、ジャパネットメディアクリエーション、BS松竹東急、ブロードキャスト・サテライト・ディズニーの4社に放送の認可並びに周波数を割り当てると発表した。
新規参入のチャンネルを確保する為、2020年11月30日からBSの帯域再編（スロット縮減およびトランスポンダ間の移動）が順次行われ、2021年6月10日に完了した。
ディズニー・チャンネル（ハイビジョン化）は2021年6月1日、BSよしもとは2022年3月21日、BS松竹東急は2022年3月26日、BSJapanextは2022年3月27日にそれぞれ放送を開始した。
新チャンネルのチャンネル名称及び開局日（ハイビジョン化）は、以下の通りである。
2021年6月1日以降
- BS-23ch - ディズニー・チャンネル（ハイビジョン化、有料、256）[43]

2022年
3月21日以降
- BS-23ch - BSよしもと（無料放送、265）

3月26日以降
- BS-23ch - BS松竹東急（無料放送、260）

3月27日以降
- BS-23ch - BSJapanext（無料放送、263）

#### 2次再編
2022年8月、総務省は同時点で未使用の帯域並びに今後予定されている2K放送の廃局（→「BS放送から撤退・整理」で後述）などにより生じたBS右旋の空き帯域については4K放送対応のテレビ・チューナーの普及促進を図る観点から、今後は4K放送を行う事業者に優先的に割り当てる方針であることを明らかにした。
2023年4月19日、NHKは国などから求められていたBS再編の具体的な姿を発表した。これにより、2024年度にBS-3chで18スロット分が新たに解放されることから、スロットの再配置が新たに行われ、新規チャンネルの開設に備える見込みである。なお、2K放送（ISDB-S、スロット数48）と4K8K放送（ISDB-S3、スロット数120）で規格が異なるため、総務省が目指す4Kチャンネル拡大のためには物理チャンネル1つ分を丸々空ける必要があり、2Kチャンネルのスロット移動・集約が不可欠である。
2023年6月5日、総務省はBS右旋帯域（3チャンネル相当分）で4K放送を行うことを希望している事業者を公表し、既にBS左旋帯域で4K放送を実施しているSCサテライト放送（ショップチャンネル4K）とQVCサテライト（4K QVC）、WOWOW（WOWOW 4K）並びに新規事業者として、OCO（OCO TV）と東京通信グループ（AMIZAチャンネル）の計5社が申請していることを発表した。
2023年11月15日、総務省は4K放送を行なう事業者について、電波監理審議会からSCサテライト放送とQVCサテライト、OCOの3社に認定することが適当とする答申を受けたことを発表。同月24日に前述の3社に対して、衛星基幹放送業務の認定を行ったことを発表した。これらの4K放送新チャンネルは「物理」チャンネルBS-11chに割り当てられる予定。この内、ショップチャンネル4Kと4K QVCは2025年4月1日の放送開始。なお、WOWOWと東京通信グループの2社は申請を取り下げたとしている。
「チャンネル（トランスポンダ）の移動」で後述するBS帯域再編の工事が完了する2025年1月10日以降、引き続き未使用となっているBSデジタル放送（右旋）の各物理チャンネルのスロット数は以下の通りとなる。
- BS-9ch 16スロット
- BS-15ch 2スロット
- BS-21ch 8スロット
- BS-23ch 12スロット
- 合計 38スロット

### 放送法の改正による衛星基幹放送の認定・更新要件の追加
2019年6月5日に公布された放送法の一部を改正する法律（令和元年法律第23号）により周波数の効率的な利用を行う為、周波数使用基準 への適合性を審査を行う要件が追加された。
BS/CS放送に係る基準
- 標準テレビジョン放送（SD） 6スロット
- 高精細度テレビジョン放送（HD） 12スロット
- 高精細度テレビジョン放送（フルHD） 20スロット（右旋CSはフルHD放送を行わない）
- 超高精細度テレビジョン放送（4K） 40スロット（左旋CSは60スロット）
- 超高精細度テレビジョン放送（8K） 120スロット（左旋BS以外は8K放送を行わない）

上記に追加スロットが認められる場合（右旋BS・CSのみ）
- SD又はHDにおいて、補完放送（データ放送、字幕・解説放送、EPG等）を行う場合 2スロット
- フルHDにおいて、補完放送を行う場合 4スロット
- HDにおいてマルチ編成を行う場合 4スロット
- 降雨減衰対策を行う場合 2スロット

2021年4月13日時点ではスターチャンネル1、2、3が12スロット、BS12 トゥエルビが14スロット他、残り4チャンネルの各スロットが12スロットに縮減。2021年4月13日にさらに1チャンネルが14スロットに縮減。これにより予定されていた全てのチャンネルのスロットが縮減した。

#### 帯域（スロット）の縮減
- 2020年
  - 11月30日
    - BS-9ch - スターチャンネル1／BS12 トゥエルビ
    - BS-15ch - スターチャンネル2／スターチャンネル3

  - 12月24日
    - BS-11ch[注釈 29] - BSスカパー!
    - BS-23ch - BS釣りビジョン／日本映画専門チャンネル
- 2021年
  - 1月11日　BS-13ch - アニマックス
  - 4月13日[42]　BS-21ch - グリーンチャンネル／WOWOWプラス 映画・ドラマ・スポーツ・音楽[注釈 30]

#### チャンネル（トランスポンダ）の移動
- 2021年
  - 2月2日[42]
    - グリーンチャンネル - BS-19ch→21ch
    - J SPORTS 4 - BS-21ch→19ch

  - 2月9日[42]　J SPORTS 3 - BS-21ch→19ch（スロット縮減同時）
  - 4月13日[42]
    - BS釣りビジョン - BS-23ch→11ch
    - 日本映画専門チャンネル - BS-23ch→21ch

  - 6月1日[42]　ディズニー・チャンネル - BS-3ch→23ch（ハイビジョン化）[43]
- 2024年
  - 6月1日　スターチャンネル[注釈 31] - BS-9ch→15ch
  - 10月9日[54][61]
    - BS釣りビジョン - BS-11ch→3ch[注釈 29]
    - アニマックス - BS-13ch→3ch

  - 10月22日[62]　WOWOW 4K - BS-12ch→8ch
  - 11月11日[54][61]　放送大学 - BS-11ch→13ch[注釈 29]
- 2025年
  - 1月10日　BS10[注釈 32] - BS-23ch→15ch
  - 4月1日[54][55]
    - ショップチャンネル4K - BS-8ch→11ch[注釈 29]
    - 4K QVC - BS-8ch→11ch[注釈 29]

### BS放送から撤退・整理
2019年11月14日、DlifeとFOXスポーツ&エンターテインメントの2局が2020年3月31日に放送を終了すると発表した。この2局は2019年3月にウォルト・ディズニー・カンパニーが21世紀フォックスの主要事業を買収したことに伴い、ディズニー傘下となっており、放送終了の理由について、Dlifeを運営しているブロードキャスト・サテライト・ディズニーは経営方針の変更、FOXスポーツ&エンターテインメントを運営しているビーエスFOXはディズニーとFOXの経営統合によるものとしている。なお、Dlifeの名称は、後にCS有料放送（FOXチャンネル）変更先の名称として使われ“復活”した。
2020年代に入ると、SNSや定額制動画配信サービスなどの急速な普及及び競争激化を理由として、BS放送事業から撤退または縮小する事業者が相次いだ。
2022年4月28日、スカパーJSATはBSスカパー!を同年10月31日で閉局することを発表した。このチャンネルはスカパー!の加入促進や解約防止のための番組を多数放送してきたが、ショーウィンドー的な役割を果たしたことを終了の理由としている。
NHKも、2019年12月に2020年度に開始を予定しているテレビ放送のインターネット常時同時配信サービス（NHKプラス）などによる業務肥大化を懸念している総務省からの要請で、NHKがその時点で運営していた衛星放送4波（BS1・BSプレミアム・BS4K・BS8K）のうち、1波を削減して3波に整理することを発表。その後、2023年12月1日にBS8K以外を統合・再編して、2K・4K・8Kの画質別3波に集約させる方針であることを明らかにした。2023年4月19日、BS2KとBS4Kの新チャンネル名称を発表し、BS2Kのチャンネル名称は「NHK BS」、BS4Kのチャンネル名称は「NHK BSプレミアム4K」とすることを発表した。なお、当初は2024年4月1日に旧：BSプレミアム（BS103ch）を停波することを予定していたが、同年元日に発生した能登半島地震で被災地の地上波放送施設が運用不能になったことを受けて金沢局で放送している総合テレビの同時放送を行い、4月以降も3か月間「臨時目的放送」として継続したため、停波日時が変更となり同年6月30日を以て通常放送を終了。同年7月16日24時に完全停波した。
2024年3月1日、スター・チャンネルも「スターチャンネル2」、「スターチャンネル3」の放送を同年5月31日で終了すると発表した。「スターチャンネル1」は「スターチャンネル」に改称した上で同年6月1日以降も放送を継続、同年8月には運営会社のスター・チャンネルがジャパネットブロードキャスティングに吸収合併され、2025年1月10日にBSJapanextと融合、「BS10」「BS10スターチャンネル」に改称した上で、これまでスターチャンネルが使っていたBS-15ch（BS200・201ch、リモコンキーID10）に移動し無料・有料のマルチチャンネルで展開、これまでBSJapanextが使用したBS-23chの帯域（BS262・263ch）は返上する。
2024年9月27日、WOWOWもBS左旋帯域にて4K放送を行っていた「WOWOW 4K」を2025年2月28日で終了する事を発表した。同社は他の動画配信サービスとの競争激化などによる、会員数の減少に伴い、経営資源の配分を見直したためと説明している。なお、前述の通り、これまでBS左旋帯域で4K放送を行っていたテレビショッピング系2放送局（ショップチャンネル4K・4K QVC）も2025年4月にBS右旋帯域に移行するため、左旋帯域を使用するBSチャンネルは8K放送の「NHK BS8K」のみとなる。
2025年3月31日、BS松竹東急も同年6月30日で同チャンネルの放送を終了することを発表した。同社を巡っては既に松竹がBS放送事業から撤退することを表明しており、その影響を受けたものと説明している。その後、同チャンネルはケーブルテレビを運営しているJCOMが買収した上で「J:COM BS」として、同年7月1日以降も放送を継続することを発表した。

### 放送事業認定の取り消しによる閉局
上述の自主的なBS放送の撤退・整理事例とは別に、総務省から放送事業者としての認定を取り消す処分が執行されたことで閉局となったケースが2例ある。
- World Independent Networks Japan（WINJ） - 2006年6月より放送が正常に行われておらず、同年11月より長期間の放送休止となったが、5回目の休止届が提出された2007年4月より総務省が調査を開始。資金不足により放送事業継続が困難であることが確認され、同年9月に委託放送事業者の認定取り消しを電波監理審議会に諮問し、同年11月14日付でそれを認める答申が出され即日取り消し処分が執行された[93]。
- ザ・シネマ 4K - 2017年1月に東北新社が総務省から基幹放送事業者としての認定を受けたが、当時の同社の外資からの出資比率が20%を超え、放送法に規定された外資規制に違反していたことが判明。これを受けて2021年5月1日付で事業者認定を取り消すと決定し、前日の4月30日に放送終了、予定通り取り消し処分が執行された[94]。

### 地デジ難視対策衛星放送
2011年の地上デジタル放送（地デジ）への移行に伴って、地上アナログ放送は受信（視聴）できていたにもかかわらず、山村などの地形的要因や混信により地上デジタル放送が受信できない世帯に対して、暫定的に放送衛星（BSデジタル放送）を利用した東京地上キー局の同時再送信を行ったもの。
情報通信審議会による中間答申を受け2007年12月、全国地上デジタル放送推進協議会は「2011年の地上アナログ放送終了後も、地上デジタル放送が受信できない世帯」に対する衛星を利用した再送信（衛星によるセーフティネット）に関する検討結果を公表した。その後、衛星によるセーフティネットは総務省の暫定的難視聴対策事業として2009年5月の情報通信審議会中間答申において運用の骨子が示され、社団法人デジタル放送推進協会により実施されている。放送は「地デジ難視対策衛星放送」の名称で行われ、対象世帯からの申し込みを2010年1月29日から受け付けている（申請期限は2011年7月24日）。2010年2月22日から試験放送を行い、同年3月11日正午から放送を開始し、2015年3月31日の正午を以って、地デジ難視対策衛星放送を打切り、建前上地上デジタルテレビ放送に移行した。
無制限に視聴可能にすれば地方民放局の死活問題になることから、後述のようにB-CASカードを利用した厳密な地域制限がなされており、地上デジタル放送が視聴できないごく一部の地域でしか利用できず、（ワンセグでの視聴ができなくても）ケーブルテレビでも視聴できるようになれば対象地域から除外される。
放送を行うチャンネルは、NHKと民放キー局（関東広域放送）。物理チャンネルはBS-17ch（放送が終了した現在は、これらのチャンネルは存在しない）。
| チャンネル番号 | 放送局名                                |
| -------------- | --------------------------------------- |
| BS291          | NHK総合・東京                           |
| BS292          | NHK Eテレ・東京                         |
| BS294          | 日本テレビ                              |
| BS295          | テレビ朝日                              |
| BS296          | TBSテレビ                               |
| BS297          | テレビ東京                              |
| BS298          | フジテレビ                              |
| BS890          | 地デジ難視対策放送 （案内用データ放送） |

市販のBSデジタル受信機で受信可能である。ただし、日本で販売されているデジタルテレビ、デジタルチューナー、BDレコーダー、DVDレコーダーは放送衛星で利用している物理チャンネルの使用範囲がBS-1からBS-15の奇数番号でありセーフティーネット使用の物理チャンネルであるBS-17が利用できない。このため、一部の機種では利用できない可能性がある（特に2000年12月のBSデジタル放送開始初期に生産されたBSデジタル放送のみの受信機で最も可能性があるが、ほとんどの機種では対応しているとみられる。ただBS・110度CS受信機ではアンテナ入力が1032 - 2071MHzと周波数が連続となっている機種もあるため対応の可否は不透明であるが、こちらもほとんどの機種では対応しているとみられる）。1世帯につき原則3台までスクランブル解除が可能。BSデジタル放送が受信できる環境がない世帯についてはBSデジタル放送が受信できるチューナー1台が貸与され、無償でアンテナ工事が行われる（設置されるアンテナは無償給付であり、将来返還する必要はない）。
費用は国（補助金）と放送事業者が負担する。視聴者の費用負担はないが、NHK受信料は必要となる。契約種別は、地上契約が適用される。

#### 対象地区・内容
放送には限定受信システム「B-CAS」によるスクランブルがかかり、総務省と全国地上デジタル放送推進協議会が指定した対象地区から申請することで対象の放送局の放送のスクランブルが解除され視聴できるようになる。放送を視聴できる地区はデジタル放送への移行に伴って地形的要因や混信により難視聴となる地区であり、視聴できる番組は難視聴となる放送に対応する東京地区（キー局）の地上デジタル放送の放送番組である（ただしNHKはアナログ・デジタルにかかわらず、難視聴対策を実施する義務があると明記されていることからすべての対象地区で視聴できる）。
対象地区と視聴できる局（番組）は「地デジ難視対策衛星放送対象リスト（ホワイトリスト）」に掲載。対象地域外ではBS291ch - 298chを選局しても「この放送は、地デジ難視対策衛星放送です。」という案内メッセージ、または「このチャンネルはありません」との旨のメッセージが表示され視聴できない（機種による。特に後者はケーブルテレビのセットトップボックスで視聴する場合に表示される。市販のBSデジタル受信機でも、「地デジ難視対策衛星放送」の受信に対応していない場合には表示される）。ただし、案内が表示されるBS890chは対象地域外でも視聴できた。テレビの機種によっては、難視対策衛星放送を利用するかの設定もあり、利用しない場合はチャンネルが選局できないようになる。この視聴制御管理業務、契約者管理業務、利用者電話対応はWOWOWに委託されている。2010年12月時点では、石川県と富山県は対象となる地区がない（ほとんどの地域で中継局の整備が行われたため）。
対応するキー局のない独立局は、地デジ難視対策衛星放送の対象とはならない。また、対応する民放キー局の系列局がある場合でもその放送局が放送対象地域内でありながら中継局未設置で地上アナログテレビ放送も難視聴・受信不可となっている地域は、基本的に地デジ難視対策衛星放送の対象とはならない。一例としては、アナログ中継局未設置の道東・道北地区におけるテレビ北海道のキー局のテレビ東京がある。一部の放送事業者については放送対象地域であってもアナログ中継局が整備されていない地区があるが、その地域では地デジ難視対策衛星放送によっては当該放送事業者に対応するキー局の番組は視聴できない場合がある。例えば、北海道を放送対象地域とするテレビ北海道では北東部の一部にアナログ中継局が整備されていない（他の5放送事業者の6チャンネルは整備されている）地区があるがそのような地区には地デジ難視対策衛星放送によってはテレビ東京の番組は視聴不可能なところもある。この場合、エリア内とエリア外の境目である上川総合振興局管内の上川町・和寒町・士別市、留萌振興局管内の初山別村では同一の市町村であってもテレビ東京の番組が視聴可能な地域と視聴不可能な地域が混在している。
マルチ編成の場合はメイン（BS 29*ch=地上D 0*1ch）の番組のみ送信（準キー局からの裏送りも）。標準画質放送で、データ放送・双方向サービスはなし。字幕放送は行われる。EPGについては当初各局ごとに送信するとされていたが、2008年5月の追加検討結果では番組内容の表示は行わないなど表示を簡素化した上で全局EPGに変更された。
番組編成・放送内容は関東ローカルと同じ内容となり、関東広域圏以外の地域では地元局のローカル番組（NHK総合は裏送り送出番組も）は視聴できない。放送形態としては地上波・BS・CSでサイマル放送されていた放送大学、かつておこなわれていたNHK-BSアナログ放送の試験放送、小笠原諸島（東京都）と大東諸島（沖縄県）向けに行われていたNHKと民放在京キー局の地上波再送信などに近い。
地方局によっては同時間帯で行う放送内容が異なるため、同じ地域内でも視聴可否で問題が起きる可能性がある（民放で多くなっているが、NHKは逆に少ない）。たとえば、キー局の関東がA番組の放送を行い地方局でB番組を放送していた場合、地デジ難視対策衛星放送の対象地域は地上アナログ放送の終了までA番組とB番組が視聴可能になる（P&Gやコカ・コーラなどがナショナルスポンサーの番組のCMも同じ）。したがって地デジ難視対策衛星放送の対象地区のうち、民放が3局以下の地域では系列局のフルネットが視聴可能であることから視聴可能番組数が増加する。但し、未系列の放送局は視聴できない。
福井県、大分県、宮崎県でクロスネット局が受信できない場合は、基本的にメインとしている系列のみ視聴可能となっている（福井県の福井放送は日本テレビ、宮崎県のテレビ宮崎はフジテレビのみを、大分県のテレビ大分では日本テレビとフジテレビの両方を視聴可能としている）。
民放事業者が1局の徳島県・佐賀県並びに瀬戸内海の島しょ部など、他府県の放送を視聴することが一般的となっている地域では地デジ難視対策衛星放送で視聴可能とする民放キー局をどの範囲まで可能とするかについて地元地方自治体と民放事業者と総務省とで調整を行い、その地域のケーブルテレビの再送信状況等を踏まえた上で区域外波についても視聴可能とすることとされている。

#### 災害特例
東北地方太平洋沖地震（東日本大震災）発生にともない2011年4月7日、総務省とDpaは岩手・宮城・福島3県を中心に被災地への地デジ難視対策衛星放送の特例実施を決定。アナログ放送終了まで残り3か月となったことから、震災により地デジ放送を視聴できなくなった世帯にも半年を目安としてスクランブル解除の対象を広げるとした。但し地デジ中継局の設備が復旧するなど、地上波が視聴できるようになった段階で一定の猶予期間を経た後に再びスクランブルがかけられる。対象局は以下の通り。
| 視聴可能局 | 対象局             | 対象局         | 対象局         |
| 視聴可能局 | 岩手県             | 宮城県         | 福島県         |
| ---------- | ------------------ | -------------- | -------------- |
| NHK東京    | NHK盛岡            | NHK仙台        | NHK福島        |
| 日本テレビ | テレビ岩手         | 宮城テレビ放送 | 福島中央テレビ |
| テレビ朝日 | 岩手朝日テレビ     | 東日本放送     | 福島放送       |
| TBSテレビ  | IBC岩手放送        | 東北放送       | テレビユー福島 |
| フジテレビ | 岩手めんこいテレビ | 仙台放送       | 福島テレビ     |

テレビ東京は東北地方に系列局が無いため対象外。

#### 地デジアンテナ工事遅れの救済特例
前記岩手・宮城・福島3県に対する特例措置とは別に地上アナログ放送停波時に地デジアンテナ工事が間に合わず、地デジ放送が受信できない世帯等に対しても地デジ難視対策衛星放送を約半年間視聴できるようにする対応が総務省とDpaから発表された。ただし、BSデジタル放送の受信セットは視聴者側で用意する必要がある。2011年6月1日から7月31日（岩手・宮城・福島は当地のアナログ放送停波時）まで受付を行った。

#### 打ち切り
四国総合通信局は、全国で初めて地方単位で地デジ難視対策衛星放送を早期に打ち切る方針を固め2011年11月15日、「地上放送のデジタル化と電波利用の新たな展開」というまとめの形で発表した。
四国総合通信局は、2013年3月31日までに四国の地デジ難視エリア解消を目指す方針を示し、難視対策放送視聴可能エリアについては高性能アンテナ設置、ケーブルテレビ導入などの対策を進め対策が終わった地域から再びスクランブルをかけて、期限までに全四国で視聴不可能にするとしている。
四国以外でも、対策が終わった地域では一定の猶予期間を経て順次再スクランブル化されており、早期の放送打ち切りを目指した。ただその後、終了は当初予定通り2015年3月とすることとなった。難視対策衛星放送打ち切り後の空き帯域は再割当を行う予定で、2015年4月8日の総務省広報によると、2016年の開始を目指すBSにおける4K 8Kテレビ放送で難視対策衛星放送打ち切り後の空き帯域を利用することが検討されている。

## CSデジタル放送
通信衛星を用いたデジタル伝送方式の放送である。現在主力となっている有料の専門チャンネルによる放送形式であり、衛星の位置・種類ごとにいくつかのプラットフォームに分かれている。
基本的に、規格上はBSデジタルなどに近い仕組みなので、信号切り替えによるステレオ二ヶ国語（デュアルステレオ）放送などアナログ放送では不可能なものも提供可能になっている。
なお一部のBSデジタル有料放送のチャンネル（特に従来からCSで配信し、2011年以後にBS新局として開局したもの）は、ケーブルテレビ向けでは、同一周波数パススルー方式を採用している場合を除き、周波数領域の関係により、従来のCS波の領域で提供する場合もある。

### 東経110度CSデジタル放送
使用衛星：東経110度（JCSAT-110A）
東経110度CSデジタル放送に用いられる通信衛星は放送衛星と同じ方角に打ち上げられており、BSデジタル放送との共用アンテナが市販されている。BS専用アンテナでも一部または全てのCSが受信できる場合もある。2002年に初代の衛星（N-SAT-110：SUPERBIRD D, JCSAT-110）より放送を開始、伝送方式は日本方式（ISDB-S）を採用している。
当初はスカイパーフェクTV!2（CS2ネットワーク）、プラット・ワン（CS1ネットワーク）、epという3つのプラットフォームがあり受像機のリモコンなどもCS1とCS2の切り替えがあった。2004年3月に合併によりスカイパーフェクTV!2とプラット・ワンが集約されてスカイパーフェクTV!110（現：スカパー!）となり、epは2004年9月に休止した。2004年11月からWOWOWデジタルプラスが放送を開始しそのWOWOWデジタルプラスをプラットフォームにepが無料チャンネルとして再開したがWOWOWデジタルプラスは2006年に終了、ep（現：SCサテライト放送）は独立チャンネルとして放送を開始した。
基幹放送局提供事業者は、統合再編を繰り返したスカパーJSAT。衛星の所有者でもある。

#### 物理チャンネル（東経110度CSデジタル放送）
各物理チャンネルへの割り当ては以下の通り。東経110度CSデジタル放送における放送局等の詳細は各プラットフォーム（スカパー!、プラット・ワン、ep、WOWOWデジタルプラス）も参照。
括弧内は割り当てスロット数。なお、CSでの4K・8K放送は全て左旋での放送となる。
| ネットワーク 物理ch | CS1 ND2                                                      | CS1 ND2                                                      | CS2 ND4 | CS2 ND4 | CS2 ND6 | CS2 ND6 | CS1 ND8 | CS1 ND8 | CS ND9                                                    | CS ND9                                                    | CS1 ND10                                    | CS1 ND10                                    | CS ND11                                                   | CS ND11                                                   | CS2 ND12 | CS2 ND12 | CS2 ND14                                                                            | CS2 ND14                                                                            | CS2 ND16 | CS2 ND16 | CS2 ND18                   | CS2 ND18                   | CS ND19                                                   | CS ND19                                                   | CS2 ND20                               | CS2 ND20                               | CS ND21                                       | CS ND21                                       | CS2 ND22                  | CS2 ND22                  | CS ND23                                            | CS ND23                                            | CS2 ND24     | CS2 ND24     | 物理ch              |
| 電波旋回            |                                                              | 右                                                           | | 右 | | 右 | | 右 | 左                                                        |                                                           |                                             | 右                                          | 左                                                        |                                                           | | 右 |                                                                                     | 右                                                                                  | | 右 |                            | 右                         | 左                                                        |                                                           |                                        | 右                                     | 左                                            |                                               |                           | 右                        | 左                                                 |                                                    |              | 右           | 電波旋回            |
| ------------------- | ------------------------------------------------------------ | ------------------------------------------------------------ | --- | --- | --- | --- | --- | --- | --------------------------------------------------------- | --------------------------------------------------------- | ------------------------------------------- | ------------------------------------------- | --------------------------------------------------------- | --------------------------------------------------------- | --- | --- | ----------------------------------------------------------------------------------- | ----------------------------------------------------------------------------------- | --- | --- | -------------------------- | -------------------------- | --------------------------------------------------------- | --------------------------------------------------------- | -------------------------------------- | -------------------------------------- | --------------------------------------------- | --------------------------------------------- | ------------------------- | ------------------------- | -------------------------------------------------- | -------------------------------------------------- | ------------ | ------------ | ------------------- |
| 放送開始時          | スペーステリア（24） 日本BS放送（12） 日本メディアーク（12） | スペーステリア（24） 日本BS放送（12） 日本メディアーク（12） | MCE→SPET（36） シーエス九州→インターローカルメディア（12）                                                       | MCE→SPET（36） シーエス九州→インターローカルメディア（12）                                                       | シーエス映画放送（24） ハリウッドムービーズ（24）                                                                    | シーエス映画放送（24） ハリウッドムービーズ（24）                                                                    | イーピー放送（36） メガポート放送（12） | イーピー放送（36） メガポート放送（12） | 割当なし                                                  | 割当なし                                                  | CS-WOWOW（48）                              | CS-WOWOW（48）                              | 割当なし                                                  | 割当なし                                                  | シーエス・ワンテン（48）                                                                                                 | シーエス・ワンテン（48）                                                                                                 | アクティブ・スポーツ・ブロードキャスティング（48）                                  | アクティブ・スポーツ・ブロードキャスティング（48）                                  | 阪急電鉄（旧）→阪急電鉄（新）（12） シーエス・ナウ（12） インタラクティーヴィ（24）                                                                | 阪急電鉄（旧）→阪急電鉄（新）（12） シーエス・ナウ（12） インタラクティーヴィ（24）                                                                | インタラクティーヴィ（48） | インタラクティーヴィ（48） | 割当なし                                                  | 割当なし                                                  | サテライト・サービス（48）             | サテライト・サービス（48）             | 割当なし                                      | 割当なし                                      | CS-TBS（48）              | CS-TBS（48）              | 割当なし                                           | 割当なし                                           | CS日本（48） | CS日本（48） | 放送開始時          |
| 2004年 5月14日 以降 | MCE（24） 日本BS放送（12） 日本メディアーク（12）            | MCE（24） 日本BS放送（12） 日本メディアーク（12）            | MCE→SPET（36） シーエス九州→インターローカルメディア（12）                                                       | MCE→SPET（36） シーエス九州→インターローカルメディア（12）                                                       | シーエス映画放送（24） ハリウッドムービーズ（24）                                                                    | シーエス映画放送（24） ハリウッドムービーズ（24）                                                                    | イーピー放送（24） CS-WOWOW（12） メガポート放送（12） | イーピー放送（24） CS-WOWOW（12） メガポート放送（12） | 割当なし                                                  | 割当なし                                                  | MCE→SPET（48）                              | MCE→SPET（48）                              | 割当なし                                                  | 割当なし                                                  | シーエス・ワンテン（48）                                                                                                 | シーエス・ワンテン（48）                                                                                                 | アクティブ・スポーツ・ブロードキャスティング（48）                                  | アクティブ・スポーツ・ブロードキャスティング（48）                                  | 阪急電鉄（旧）→阪急電鉄（新）（12） シーエス・ナウ（12） インタラクティーヴィ（24）                                                                | 阪急電鉄（旧）→阪急電鉄（新）（12） シーエス・ナウ（12） インタラクティーヴィ（24）                                                                | インタラクティーヴィ（48） | インタラクティーヴィ（48） | 割当なし                                                  | 割当なし                                                  | サテライト・サービス（48）             | サテライト・サービス（48）             | 割当なし                                      | 割当なし                                      | CS-TBS（48）              | CS-TBS（48）              | 割当なし                                           | 割当なし                                           | CS日本（48） | CS日本（48） | 2004年 5月14日 以降 |
| 2005年 10月1日 以降 | MCE（24） 日本BS放送（12） 日本メディアーク（12）            | MCE（24） 日本BS放送（12） 日本メディアーク（12）            | MCE→SPET（36） シーエス九州→インターローカルメディア（12）                                                       | MCE→SPET（36） シーエス九州→インターローカルメディア（12）                                                       | シーエス映画放送（24） ハリウッドムービーズ（24）                                                                    | シーエス映画放送（24） ハリウッドムービーズ（24）                                                                    | イーピー放送（24） CS-WOWOW（12） 未使用（12） | イーピー放送（24） CS-WOWOW（12） 未使用（12） | 割当なし                                                  | 割当なし                                                  | MCE→SPET（48）                              | MCE→SPET（48）                              | 割当なし                                                  | 割当なし                                                  | シーエス・ワンテン（48）                                                                                                 | シーエス・ワンテン（48）                                                                                                 | アクティブ・スポーツ・ブロードキャスティング（48）                                  | アクティブ・スポーツ・ブロードキャスティング（48）                                  | 阪急電鉄（旧）→阪急電鉄（新）（12） シーエス・ナウ（12） インタラクティーヴィ（24）                                                                | 阪急電鉄（旧）→阪急電鉄（新）（12） シーエス・ナウ（12） インタラクティーヴィ（24）                                                                | インタラクティーヴィ（48） | インタラクティーヴィ（48） | 割当なし                                                  | 割当なし                                                  | サテライト・サービス（48）             | サテライト・サービス（48）             | 割当なし                                      | 割当なし                                      | CS-TBS（48）              | CS-TBS（48）              | 割当なし                                           | 割当なし                                           | CS日本（48） | CS日本（48） | 2005年 10月1日 以降 |
| 2007年 1月1日 以降  | MCE（24） 日本BS放送（12） 日本メディアーク（12）            | MCE（24） 日本BS放送（12） 日本メディアーク（12）            | MCE→SPET（36） シーエス九州→インターローカルメディア（12）                                                       | MCE→SPET（36） シーエス九州→インターローカルメディア（12）                                                       | シーエス映画放送（24） ハリウッドムービーズ（24）                                                                    | シーエス映画放送（24） ハリウッドムービーズ（24）                                                                    | イーピー放送→SCサテライト放送（24） 未使用（24） | イーピー放送→SCサテライト放送（24） 未使用（24） | 割当なし                                                  | 割当なし                                                  | MCE→SPET（48）                              | MCE→SPET（48）                              | 割当なし                                                  | 割当なし                                                  | シーエス・ワンテン（48）                                                                                                 | シーエス・ワンテン（48）                                                                                                 | アクティブ・スポーツ・ブロードキャスティング（48）                                  | アクティブ・スポーツ・ブロードキャスティング（48）                                  | 阪急電鉄（旧）→阪急電鉄（新）（12） シーエス・ナウ（12） インタラクティーヴィ（24）                                                                | 阪急電鉄（旧）→阪急電鉄（新）（12） シーエス・ナウ（12） インタラクティーヴィ（24）                                                                | インタラクティーヴィ（48） | インタラクティーヴィ（48） | 割当なし                                                  | 割当なし                                                  | サテライト・サービス（48）             | サテライト・サービス（48）             | 割当なし                                      | 割当なし                                      | CS-TBS（48）              | CS-TBS（48）              | 割当なし                                           | 割当なし                                           | CS日本（48） | CS日本（48） | 2007年 1月1日 以降  |
| 2007年 4月1日 以降  | MCE→SPET（48）                                               | MCE→SPET（48）                                               | MCE→SPET（36） シーエス九州→インターローカルメディア（12）                                                       | MCE→SPET（36） シーエス九州→インターローカルメディア（12）                                                       | シーエス映画放送（24） ハリウッドムービーズ（24）                                                                    | シーエス映画放送（24） ハリウッドムービーズ（24）                                                                    | イーピー放送→SCサテライト放送（24） 未使用（24） | イーピー放送→SCサテライト放送（24） 未使用（24） | 割当なし                                                  | 割当なし                                                  | MCE→SPET（48）                              | MCE→SPET（48）                              | 割当なし                                                  | 割当なし                                                  | シーエス・ワンテン（48）                                                                                                 | シーエス・ワンテン（48）                                                                                                 | アクティブ・スポーツ・ブロードキャスティング（48）                                  | アクティブ・スポーツ・ブロードキャスティング（48）                                  | 阪急電鉄→宝塚クリエイティブアーツ（12） MCE→SPET（12） インタラクティーヴィ（24）                                                                  | 阪急電鉄→宝塚クリエイティブアーツ（12） MCE→SPET（12） インタラクティーヴィ（24）                                                                  | インタラクティーヴィ（48） | インタラクティーヴィ（48） | 割当なし                                                  | 割当なし                                                  | サテライト・サービス（48）             | サテライト・サービス（48）             | 割当なし                                      | 割当なし                                      | CS-TBS（48）              | CS-TBS（48）              | 割当なし                                           | 割当なし                                           | CS日本（48） | CS日本（48） | 2007年 4月1日 以降  |
| 2010年 4月1日 以降  | MCE→SPET（48）                                               | MCE→SPET（48）                                               | MCE→SPET（36） シーエス九州→インターローカルメディア（12）                                                       | MCE→SPET（36） シーエス九州→インターローカルメディア（12）                                                       | シーエス映画放送（24） ハリウッドムービーズ（24）                                                                    | シーエス映画放送（24） ハリウッドムービーズ（24）                                                                    | SCサテライト放送（24） キッズステーション（24） | SCサテライト放送（24） キッズステーション（24） | 割当なし                                                  | 割当なし                                                  | MCE→SPET（48）                              | MCE→SPET（48）                              | 割当なし                                                  | 割当なし                                                  | シーエス・ワンテン（48）                                                                                                 | シーエス・ワンテン（48）                                                                                                 | アクティブ・スポーツ・ブロードキャスティング（48）                                  | アクティブ・スポーツ・ブロードキャスティング（48）                                  | 阪急電鉄→宝塚クリエイティブアーツ（12） MCE→SPET（12） インタラクティーヴィ（24）                                                                  | 阪急電鉄→宝塚クリエイティブアーツ（12） MCE→SPET（12） インタラクティーヴィ（24）                                                                  | インタラクティーヴィ（48） | インタラクティーヴィ（48） | 割当なし                                                  | 割当なし                                                  | サテライト・サービス（48）             | サテライト・サービス（48）             | 割当なし                                      | 割当なし                                      | CS-TBS（42） 未使用（6）  | CS-TBS（42） 未使用（6）  | 割当なし                                           | 割当なし                                           | CS日本（48） | CS日本（48） | 2010年 4月1日 以降  |
| 2011年 10月1日 以降 | SPET（42） 未使用（6）                                       | SPET（42） 未使用（6）                                       | MCE→SPET（36） シーエス九州→インターローカルメディア（12）                                                       | MCE→SPET（36） シーエス九州→インターローカルメディア（12）                                                       | シーエス映画放送（24） ハリウッドムービーズ（18） 未使用（6）                                                        | シーエス映画放送（24） ハリウッドムービーズ（18） 未使用（6）                                                        | SCサテライト放送（24） キッズステーション（24） | SCサテライト放送（24） キッズステーション（24） | 割当なし                                                  | 割当なし                                                  | MCE→SPET（48）                              | MCE→SPET（48）                              | 割当なし                                                  | 割当なし                                                  | シーエス・ワンテン（48）                                                                                                 | シーエス・ワンテン（48）                                                                                                 | アクティブ・スポーツ・ブロードキャスティング（34） 未使用（14）                     | アクティブ・スポーツ・ブロードキャスティング（34） 未使用（14）                     | 宝塚クリエイティブアーツ（12） SPET（6） インタラクティーヴィ（24） 未使用（6）                                                                    | 宝塚クリエイティブアーツ（12） SPET（6） インタラクティーヴィ（24） 未使用（6）                                                                    | インタラクティーヴィ（48） | インタラクティーヴィ（48） | 割当なし                                                  | 割当なし                                                  | サテライト・サービス（42） 未使用（6） | サテライト・サービス（42） 未使用（6） | 割当なし                                      | 割当なし                                      | CS-TBS（42） 未使用（6）  | CS-TBS（42） 未使用（6）  | 割当なし                                           | 割当なし                                           | CS日本（48） | CS日本（48） | 2011年 10月1日 以降 |
| 2012年 3月1日 以降  | SPET（24） 未使用（24）                                      | SPET（24） 未使用（24）                                      | SPET（30） インターローカルメディア（12） 未使用（6）                                                            | SPET（30） インターローカルメディア（12） 未使用（6）                                                            | シーエス映画放送（19.2） ハリウッドムービーズ（18） 未使用（10.8）                                                   | シーエス映画放送（19.2） ハリウッドムービーズ（18） 未使用（10.8）                                                   | SCサテライト放送（24） キッズステーション（24） | SCサテライト放送（24） キッズステーション（24） | 割当なし                                                  | 割当なし                                                  | MCE→SPET（48）                              | MCE→SPET（48）                              | 割当なし                                                  | 割当なし                                                  | シーエス・ワンテン（48）                                                                                                 | シーエス・ワンテン（48）                                                                                                 | アクティブ・スポーツ・ブロードキャスティング（14） 未使用（34）                     | アクティブ・スポーツ・ブロードキャスティング（14） 未使用（34）                     | 宝塚クリエイティブアーツ（12） SPET（6） インタラクティーヴィ（24） 未使用（6）                                                                    | 宝塚クリエイティブアーツ（12） SPET（6） インタラクティーヴィ（24） 未使用（6）                                                                    | インタラクティーヴィ（48） | インタラクティーヴィ（48） | 割当なし                                                  | 割当なし                                                  | サテライト・サービス（42） 未使用（6） | サテライト・サービス（42） 未使用（6） | 割当なし                                      | 割当なし                                      | CS-TBS（36） 未使用（12） | CS-TBS（36） 未使用（12） | 割当なし                                           | 割当なし                                           | CS日本（48） | CS日本（48） | 2012年 3月1日 以降  |
| 2012年 12月1日 以降 | シーエス・ワンテン（32） CS-TBS（16）                        | シーエス・ワンテン（32） CS-TBS（16）                        | SPET（18） シーエス映画放送→CS日本（4.8） インタラクティーヴィ（6） 囲碁将棋チャンネル（3.2） スカイ・エー（16） | SPET（18） シーエス映画放送→CS日本（4.8） インタラクティーヴィ（6） 囲碁将棋チャンネル（3.2） スカイ・エー（16） | サテライト・サービス（14） インターローカルメディア（12） シーエス・ワンテン（22）                                   | サテライト・サービス（14） インターローカルメディア（12） シーエス・ワンテン（22）                                   | SCサテライト放送（24） （シーエス・ワンテン（6） ブロードキャスト・サテライト・ディズニー（6）） →シーエス・ワンテン（12） 東映衛星放送（6） 衛星劇場（6） | SCサテライト放送（24） （シーエス・ワンテン（6） ブロードキャスト・サテライト・ディズニー（6）） →シーエス・ワンテン（12） 東映衛星放送（6） 衛星劇場（6） | 割当なし                                                  | 割当なし                                                  | MCE→SPET（48）                              | MCE→SPET（48）                              | 割当なし                                                  | 割当なし                                                  | キッズステーション（16） GAORA（16） エムオン・エンタテインメント（16）                                                  | キッズステーション（16） GAORA（16） エムオン・エンタテインメント（16）                                                  | 日本映画衛星放送→日本映画放送（16） スーパーネットワーク（16） ファミリー劇場（16） | 日本映画衛星放送→日本映画放送（16） スーパーネットワーク（16） ファミリー劇場（16） | 宝塚クリエイティブアーツ（12） ハリウッドムービーズ（12） インタラクティーヴィ（18） シーエス・ワンテン（6）                                       | 宝塚クリエイティブアーツ（12） ハリウッドムービーズ（12） インタラクティーヴィ（18） シーエス・ワンテン（6）                                       | インタラクティーヴィ（48） | インタラクティーヴィ（48） | 割当なし                                                  | 割当なし                                                  | サテライト・サービス（48）             | サテライト・サービス（48）             | 割当なし                                      | 割当なし                                      | SPET（18） CS-TBS（30）   | SPET（18） CS-TBS（30）   | 割当なし                                           | 割当なし                                           | CS日本（48） | CS日本（48） | 2012年 12月1日 以降 |
| 2013年 4月1日 以降  | シーエス・ワンテン（32） CS-TBS（16）                        | シーエス・ワンテン（32） CS-TBS（16）                        | SPET（18） シーエス映画放送→CS日本（4.8） インタラクティーヴィ（6） 囲碁将棋チャンネル（3.2） スカイ・エー（16） | SPET（18） シーエス映画放送→CS日本（4.8） インタラクティーヴィ（6） 囲碁将棋チャンネル（3.2） スカイ・エー（16） | サテライト・サービス（14） インターローカルメディア（12） シーエス・ワンテン（22）                                   | サテライト・サービス（14） インターローカルメディア（12） シーエス・ワンテン（22）                                   | SCサテライト放送（24） （シーエス・ワンテン（6） ブロードキャスト・サテライト・ディズニー（6）） →シーエス・ワンテン（12） 東映衛星放送（6） 衛星劇場（6） | SCサテライト放送（24） （シーエス・ワンテン（6） ブロードキャスト・サテライト・ディズニー（6）） →シーエス・ワンテン（12） 東映衛星放送（6） 衛星劇場（6） | 割当なし                                                  | 割当なし                                                  | MCE→SPET（48）                              | MCE→SPET（48）                              | 割当なし                                                  | 割当なし                                                  | キッズステーション（16） GAORA（16） エムオン・エンタテインメント（16）                                                  | キッズステーション（16） GAORA（16） エムオン・エンタテインメント（16）                                                  | 日本映画衛星放送→日本映画放送（16） スーパーネットワーク（16） ファミリー劇場（16） | 日本映画衛星放送→日本映画放送（16） スーパーネットワーク（16） ファミリー劇場（16） | 宝塚クリエイティブアーツ（12） ハリウッドムービーズ→AXNエンタテインメント（6） ビーエスFOX（6） インタラクティーヴィ（18） シーエス・ワンテン（6） | 宝塚クリエイティブアーツ（12） ハリウッドムービーズ→AXNエンタテインメント（6） ビーエスFOX（6） インタラクティーヴィ（18） シーエス・ワンテン（6） | インタラクティーヴィ（48） | インタラクティーヴィ（48） | 割当なし                                                  | 割当なし                                                  | サテライト・サービス（48）             | サテライト・サービス（48）             | 割当なし                                      | 割当なし                                      | SPET（18） CS-TBS（30）   | SPET（18） CS-TBS（30）   | 割当なし                                           | 割当なし                                           | CS日本（48） | CS日本（48） | 2013年 4月1日 以降  |
| 2017年 4月1日 以降  | シーエス・ワンテン（32） CS-TBS（16）                        | シーエス・ワンテン（32） CS-TBS（16）                        | SPET（18） シーエス映画放送→CS日本（4.8） インタラクティーヴィ（6） 囲碁将棋チャンネル（3.2） スカイ・エー（16） | SPET（18） シーエス映画放送→CS日本（4.8） インタラクティーヴィ（6） 囲碁将棋チャンネル（3.2） スカイ・エー（16） | サテライト・サービス（14） インターローカルメディア（12） シーエス・ワンテン（22）                                   | サテライト・サービス（14） インターローカルメディア（12） シーエス・ワンテン（22）                                   | SCサテライト放送（24） （シーエス・ワンテン（6） ブロードキャスト・サテライト・ディズニー（6）） →シーエス・ワンテン（12） 東映衛星放送（6） 衛星劇場（6） | SCサテライト放送（24） （シーエス・ワンテン（6） ブロードキャスト・サテライト・ディズニー（6）） →シーエス・ワンテン（12） 東映衛星放送（6） 衛星劇場（6） | 割当なし                                                  | 割当なし                                                  | MCE→SPET（48）                              | MCE→SPET（48）                              | 割当なし                                                  | 割当なし                                                  | キッズステーション（16） GAORA（16） エムオン・エンタテインメント（16）                                                  | キッズステーション（16） GAORA（16） エムオン・エンタテインメント（16）                                                  | 日本映画衛星放送→日本映画放送（16） スーパーネットワーク（16） ファミリー劇場（16） | 日本映画衛星放送→日本映画放送（16） スーパーネットワーク（16） ファミリー劇場（16） | 宝塚クリエイティブアーツ（12） ハリウッドムービーズ→AXNエンタテインメント（6） ビーエスFOX（6） インタラクティーヴィ（18） シーエス・ワンテン（6） | 宝塚クリエイティブアーツ（12） ハリウッドムービーズ→AXNエンタテインメント（6） ビーエスFOX（6） インタラクティーヴィ（18） シーエス・ワンテン（6） | インタラクティーヴィ（48） | インタラクティーヴィ（48） | 割当なし                                                  | 割当なし                                                  | サテライト・サービス（48）             | サテライト・サービス（48）             | 割当なし                                      | 割当なし                                      | SPET（18） CS-TBS（30）   | SPET（18） CS-TBS（30）   | A-PAB試験放送（4K）（60） 未使用（60） 【ISDB-S3】 | A-PAB試験放送（4K）（60） 未使用（60） 【ISDB-S3】 | CS日本（48） | CS日本（48） | 2017年 4月1日 以降  |
| 2018年 8月28日 以降 | シーエス・ワンテン（36） CS-TBS（12）                        | シーエス・ワンテン（36） CS-TBS（12）                        | シーエス・ワンテン（12） 名古屋テレビネクスト（12） 日本映画放送（12） スカイ・エー（12）                        | シーエス・ワンテン（12） 名古屋テレビネクスト（12） 日本映画放送（12） スカイ・エー（12）                        | 囲碁将棋チャンネル（6） インターローカルメディア（12） シーエス・ワンテン（12） サテライト・サービス（12） SPET（6） | 囲碁将棋チャンネル（6） インターローカルメディア（12） シーエス・ワンテン（12） サテライト・サービス（12） SPET（6） | SCサテライト放送（24） サテライト・サービス（12） 東映衛星放送（12）                                                                                       | SCサテライト放送（24） サテライト・サービス（12） 東映衛星放送（12）                                                                                       | 割当なし                                                  | 割当なし                                                  | SPET（36） 松竹ブロードキャスティング（12） | SPET（36） 松竹ブロードキャスティング（12） | 割当なし                                                  | 割当なし                                                  | エムオン・エンタテインメント →ソニー・ミュージックソリューションズ（12） GAORA（12） SPET（12） キッズステーション（12） | エムオン・エンタテインメント →ソニー・ミュージックソリューションズ（12） GAORA（12） SPET（12） キッズステーション（12） | インタラクティーヴィ（12） 東北新社メディアサービス（36）                           | インタラクティーヴィ（12） 東北新社メディアサービス（36）                           | 宝塚クリエイティブアーツ（12） インタラクティーヴィ（12） CS日本（12） AXNエンタテインメント（6） シーエス・ワンテン（6）                          | 宝塚クリエイティブアーツ（12） インタラクティーヴィ（12） CS日本（12） AXNエンタテインメント（6） シーエス・ワンテン（6）                          | インタラクティーヴィ（48） | インタラクティーヴィ（48） | 割当なし                                                  | 割当なし                                                  | サテライト・サービス（48）             | サテライト・サービス（48）             | 割当なし                                      | 割当なし                                      | CS-TBS（36） SPET（12）   | CS-TBS（36） SPET（12）   | A-PAB試験放送（4K）（60） 未使用（60） 【ISDB-S3】 | A-PAB試験放送（4K）（60） 未使用（60） 【ISDB-S3】 | CS日本（48） | CS日本（48） | 2018年 8月28日 以降 |
| 2018年 11月1日 以降 | シーエス・ワンテン（36） CS-TBS（12）                        | シーエス・ワンテン（36） CS-TBS（12）                        | シーエス・ワンテン（12） 名古屋テレビネクスト（12） 日本映画放送（12） スカイ・エー（12）                        | シーエス・ワンテン（12） 名古屋テレビネクスト（12） 日本映画放送（12） スカイ・エー（12）                        | 囲碁将棋チャンネル（6） インターローカルメディア（12） シーエス・ワンテン（12） サテライト・サービス（12） SPET（6） | 囲碁将棋チャンネル（6） インターローカルメディア（12） シーエス・ワンテン（12） サテライト・サービス（12） SPET（6） | SCサテライト放送（24） サテライト・サービス（12） 東映衛星放送（12）                                                                                       | SCサテライト放送（24） サテライト・サービス（12） 東映衛星放送（12）                                                                                       | 未使用（120） 【ISDB-S3】                                 | 未使用（120） 【ISDB-S3】                                 | SPET（36） 松竹ブロードキャスティング（12） | SPET（36） 松竹ブロードキャスティング（12） | 未使用（120） 【ISDB-S3】                                 | 未使用（120） 【ISDB-S3】                                 | エムオン・エンタテインメント →ソニー・ミュージックソリューションズ（12） GAORA（12） SPET（12） キッズステーション（12） | エムオン・エンタテインメント →ソニー・ミュージックソリューションズ（12） GAORA（12） SPET（12） キッズステーション（12） | インタラクティーヴィ（12） 東北新社メディアサービス（36）                           | インタラクティーヴィ（12） 東北新社メディアサービス（36）                           | 宝塚クリエイティブアーツ（12） インタラクティーヴィ（12） CS日本（12） AXNエンタテインメント（6） シーエス・ワンテン（6）                          | 宝塚クリエイティブアーツ（12） インタラクティーヴィ（12） CS日本（12） AXNエンタテインメント（6） シーエス・ワンテン（6）                          | インタラクティーヴィ（48） | インタラクティーヴィ（48） | 未使用（120） 【ISDB-S3】                                 | 未使用（120） 【ISDB-S3】                                 | サテライト・サービス（48）             | サテライト・サービス（48）             | 未使用（120） 【ISDB-S3】                     | 未使用（120） 【ISDB-S3】                     | CS-TBS（36） SPET（12）   | CS-TBS（36） SPET（12）   | 未使用（120） 【ISDB-S3】                          | 未使用（120） 【ISDB-S3】                          | CS日本（48） | CS日本（48） | 2018年 11月1日 以降 |
| 2018年 12月1日 以降 | シーエス・ワンテン（36） CS-TBS（12）                        | シーエス・ワンテン（36） CS-TBS（12）                        | シーエス・ワンテン（12） 名古屋テレビネクスト（12） 日本映画放送（12） スカイ・エー（12）                        | シーエス・ワンテン（12） 名古屋テレビネクスト（12） 日本映画放送（12） スカイ・エー（12）                        | 囲碁将棋チャンネル（6） インターローカルメディア（12） シーエス・ワンテン（12） サテライト・サービス（12） SPET（6） | 囲碁将棋チャンネル（6） インターローカルメディア（12） シーエス・ワンテン（12） サテライト・サービス（12） SPET（6） | SCサテライト放送（24） サテライト・サービス（12） 東映衛星放送（12）                                                                                       | SCサテライト放送（24） サテライト・サービス（12） 東映衛星放送（12）                                                                                       | J SPORTS 1（4K）（60） J SPORTS 2（4K）（60） 【ISDB-S3】 | J SPORTS 1（4K）（60） J SPORTS 2（4K）（60） 【ISDB-S3】 | SPET（36） 松竹ブロードキャスティング（12） | SPET（36） 松竹ブロードキャスティング（12） | J SPORTS 3（4K）（60） J SPORTS 4（4K）（60） 【ISDB-S3】 | J SPORTS 3（4K）（60） J SPORTS 4（4K）（60） 【ISDB-S3】 | エムオン・エンタテインメント →ソニー・ミュージックソリューションズ（12） GAORA（12） SPET（12） キッズステーション（12） | エムオン・エンタテインメント →ソニー・ミュージックソリューションズ（12） GAORA（12） SPET（12） キッズステーション（12） | インタラクティーヴィ（12） 東北新社メディアサービス（36）                           | インタラクティーヴィ（12） 東北新社メディアサービス（36）                           | 宝塚クリエイティブアーツ（12） インタラクティーヴィ（12） CS日本（12） AXNエンタテインメント（6） シーエス・ワンテン（6）                          | 宝塚クリエイティブアーツ（12） インタラクティーヴィ（12） CS日本（12） AXNエンタテインメント（6） シーエス・ワンテン（6）                          | インタラクティーヴィ（48） | インタラクティーヴィ（48） | スターチャンネル4K（60） スカチャン1 4K（60） 【ISDB-S3】 | スターチャンネル4K（60） スカチャン1 4K（60） 【ISDB-S3】 | サテライト・サービス（48）             | サテライト・サービス（48）             | スカチャン2 4K（60） 未使用（60） 【ISDB-S3】 | スカチャン2 4K（60） 未使用（60） 【ISDB-S3】 | CS-TBS（36） SPET（12）   | CS-TBS（36） SPET（12）   | 日本映画+時代劇 4K（60） 未使用（60） 【ISDB-S3】  | 日本映画+時代劇 4K（60） 未使用（60） 【ISDB-S3】  | CS日本（48） | CS日本（48） | 2018年 12月1日 以降 |
| 2024年 4月1日 以降  | シーエス・ワンテン（36） CS-TBS（12）                        | シーエス・ワンテン（36） CS-TBS（12）                        | シーエス・ワンテン（12） 名古屋テレビネクスト（12） 日本映画放送（12） スカイ・エー（12）                        | シーエス・ワンテン（12） 名古屋テレビネクスト（12） 日本映画放送（12） スカイ・エー（12）                        | 囲碁将棋チャンネル（6） インターローカルメディア（12） シーエス・ワンテン（12） サテライト・サービス（12） SPET（6） | 囲碁将棋チャンネル（6） インターローカルメディア（12） シーエス・ワンテン（12） サテライト・サービス（12） SPET（6） | SCサテライト放送（24） サテライト・サービス（12） 東映衛星放送（12）                                                                                       | SCサテライト放送（24） サテライト・サービス（12） 東映衛星放送（12）                                                                                       | 未使用（120） 【ISDB-S3】                                 | 未使用（120） 【ISDB-S3】                                 | SPET（36） 松竹ブロードキャスティング（12） | SPET（36） 松竹ブロードキャスティング（12） | 未使用（120） 【ISDB-S3】                                 | 未使用（120） 【ISDB-S3】                                 | エムオン・エンタテインメント →ソニー・ミュージックソリューションズ（12） GAORA（12） SPET（12） キッズステーション（12） | エムオン・エンタテインメント →ソニー・ミュージックソリューションズ（12） GAORA（12） SPET（12） キッズステーション（12） | インタラクティーヴィ（12） 東北新社メディアサービス（36）                           | インタラクティーヴィ（12） 東北新社メディアサービス（36）                           | 宝塚クリエイティブアーツ（12） インタラクティーヴィ（12） CS日本（12） AXNエンタテインメント（6） シーエス・ワンテン（6）                          | 宝塚クリエイティブアーツ（12） インタラクティーヴィ（12） CS日本（12） AXNエンタテインメント（6） シーエス・ワンテン（6）                          | インタラクティーヴィ（48） | インタラクティーヴィ（48） | 未使用（120） 【ISDB-S3】                                 | 未使用（120） 【ISDB-S3】                                 | サテライト・サービス（48）             | サテライト・サービス（48）             | 未使用（120） 【ISDB-S3】                     | 未使用（120） 【ISDB-S3】                     | CS-TBS（36） SPET（12）   | CS-TBS（36） SPET（12）   | 未使用（120） 【ISDB-S3】                          | 未使用（120） 【ISDB-S3】                          | CS日本（48） | CS日本（48） | 2024年 4月1日 以降  |
| 電波旋回            |                                                              | 右                                                           | | 右 | | 右 | | 右 | 左                                                        |                                                           |                                             | 右                                          | 左                                                        |                                                           | | 右 |                                                                                     | 右                                                                                  | | 右 |                            | 右                         | 左                                                        |                                                           |                                        | 右                                     | 左                                            |                                               |                           | 右                        | 左                                                 |                                                    |              | 右           | 電波旋回            |
| ネットワーク 物理ch | CS1 ND2                                                      | CS1 ND2                                                      | CS2 ND4 | CS2 ND4 | CS2 ND6 | CS2 ND6 | CS1 ND8 | CS1 ND8 | CS ND9                                                    | CS ND9                                                    | CS1 ND10                                    | CS1 ND10                                    | CS ND11                                                   | CS ND11                                                   | CS2 ND12 | CS2 ND12 | CS2 ND14                                                                            | CS2 ND14                                                                            | CS2 ND16 | CS2 ND16 | CS2 ND18                   | CS2 ND18                   | CS ND19                                                   | CS ND19                                                   | CS2 ND20                               | CS2 ND20                               | CS ND21                                       | CS ND21                                       | CS2 ND22                  | CS2 ND22                  | CS ND23                                            | CS ND23                                            | CS2 ND24     | CS2 ND24     | 物理ch              |

※MCE=マルチチャンネルエンターテイメント、SPET=スカパー・エンターテイメント
- 2004年5月14日 - スカパー!2とプラット・ワンの統合、ep蓄積型サービス・BAZ（インタラクティーヴィ）の終了等による空き帯域を再割り当て。
- 2005年9月30日、2006年12月31日 - WOWOWデジタルプラスの委託放送事業者（メガポート放送、CS-WOWOW）の放送終了。
- 2007年4月1日 - MCEが日本メディアーク、シーエス・ナウと合併。これに先立ち、MCEは日本BS放送のCS放送事業を吸収分割により承継している。
- 2010年4月1日 - キッズステーションがC-TBSから旧メガポート放送・CS-WOWOWが使用していた空き帯域に移行。
- 2011年
  - 8月19日 - BSデジタル放送移行に伴う再割当の認定申請受付を実施（9月30日まで）。
  - 10月1日 - 4社6チャンネルがBSデジタル放送に移行。
- 2012年
  - 3月1日 - 4社5チャンネルがBSデジタル放送に移行。
  - 7月以降 - 同年1月から6月にかけて、BSデジタル放送およびキッズステーション移行に伴い返上した空き帯域（2中継器分）を順次整理。同年2月に再割当が行われた[108]12社14チャンネルの放送を開始する。2012年12月1日、スカイ・A、GAORA、MTVのハイビジョン化を以って再割当完了。
- 2018年
  - 8月28日 - スロット数の削減・再整理を実施。この日と9月26日、10月1日の3回に分けて新規チャンネル3チャンネルを含む15チャンネルのHD放送を開始[109]。
  - 10月31日 - 4K 8K放送移行に向けA-PABによる試験放送をこの日17時を以って終了[110]。
  - 12月1日 - 4K放送8チャンネル分が放送開始。
- 2024年3月31日 - 4K放送8チャンネル分が放送終了[111]。
- 2025年1月20日 - 左旋帯域での地上波再放送の実証実験を開始[112]。

### 東経124度・128度CSデジタル放送
使用衛星：東経124度（JCSAT-4B）・東経128度（JCSAT-3A）
1996年、JCSAT-3を使用してパーフェクTV!が放送を開始。JCSAT-4A（後述の配信事業者向け通信も参照）はJスカイBが使用する予定だったがJスカイBは開局前にパーフェクTV!に合流し、スカパー!としてサービスを提供している。伝送方式は欧州方式（DVB-S）準規を用いる。なおJCSAT-3は寿命が到来し、2007年にJCSAT-3Aへと世代交代している。
2008年、DVB-S2を用いたハイビジョン放送を開始した。ハイビジョン放送を含むサービスを「スカパー!HD」、従来からある（ハイビジョン放送を含まない）サービスを「スカパー!SD」と称する。
2012年、サービス名称を「スカパー!HD」から「スカパー!プレミアムサービス」へ変更。

### ディレクTV（放送終了）
使用衛星：東経144度（SUPERBIRD C）
1997年、SUPERBIRD Cを使用してディレクTVが放送を開始したが2000年に放送終了し、この衛星は現在デジタル音楽放送SOUND PLANET（USEN）が使用している（後述のケーブルテレビデジタル配信事業通信も参照）。

### モバHO!（放送終了）
使用衛星：東経144度（MBSat）
携帯電話など移動体向け衛星放送「モバHO!」が2004年10月20日に放送を開始したが、2009年3月31日をもってサービスを終了した。

### SPACE DiVA（放送終了）
使用衛星：東経154度（JCSAT-2A）
SPACE DiVAは2005年、MUSIC BIRDとCANシステムがJCSAT-2Aを利用して始めた多チャンネル衛星ラジオ。オーディオ圧縮 MPEG1 Audio Layer2（MP2）でサンプリング周波数48kHz、復調方式QPSKで256kbpsから64kbpsまでチャンネルによって情報量（音質）が異なる。2024年2月29日をもってサービスを終了した。

### ケーブルテレビデジタル配信事業通信
厳密に言えば「放送」ではないが、便宜上ここで扱う。
- 使用衛星：東経144度（SUPERBIRD C） ※ディレクTVも参照・東経110度（N-SAT-110）

CS放送用番組のケーブルテレビデジタル配信事業者である日本デジタル配信（JDS）が、ケーブルテレビ局および他のケーブルテレビデジタル配信事業者への送信（i-HITS）に使用している。
- 使用衛星：東経124度（JCSAT-4A） ※スカパー!も参照。

CS放送用番組のケーブルテレビデジタル配信事業者であるジャパンケーブルキャストが、ケーブルテレビ局および他のケーブルテレビデジタル配信事業者への送信（JC-HITS）に使用していた。2011年4月1日に光回線に移行。

## 各放送の仕様一覧
「日本のデジタルテレビ放送」の仕様一覧を参照のこと。

## BS-IF/CS-IF（周波数変換）

地上波放送と中間周波数の分布

衛星放送では、人工衛星からパラボラアンテナで受信した周波数を、そのまま同軸ケーブルに流すと非常に減衰が大きいため、パラボラアンテナ受信部にある変換部で、周波数を下げるダウンコンバートで変換する。この変換部をコンバーターまたは局部発振器と呼ぶ。
通常はパラボラアンテナの先端に取り付けられており、チューナーに接続した同軸ケーブルから15ボルト直流電源の供給を受けている。またコンバーターは局部発振周波数（局発周波数）と呼ばれる変換周波数を持っていて、BS放送を例にとると、パラボラアンテナで受信したBS衛星周波数は、局部発振周波数（10.678GHz）を減算したBS-IF周波数に変換し、同軸ケーブルに送り流す。
従ってチューナーの受信周波数は、BS-IF周波数になる（BS衛星周波数-局部発振周波数=BS-IF周波数）。スカイパーフェクTV!におけるCS-IFについては、スカパー!の放送波受信の仕組みと配線を参照。

## 受信設備
- CS放送（右旋回偏波）に用いる伝送帯域が従来のBS放送より広いため、（特に共聴受信設備では）パラボラアンテナ・アンテナケーブル・分岐器・ブースター・アンテナコネクター・壁面直列ユニット（アンテナコンセント）などの全てがこの伝送帯域に対応していることが必要である。従来のBS放送用パラボラアンテナでは、全てのチャンネルを受信出来ない場合がある。
- 特に2002年以前の110度CSチューナー非搭載のビデオデッキやDVDレコーダーと接続する場合、内蔵の分配器が110度CS伝送帯域非対応であることがありアンテナケーブルはそれらの機器を経由せず、伝送帯域に対応した分配器を用いて110度CS受信機器に接続しないと受信できないことがある。これに対し110度CSチューナーを内蔵したBDレコーダーは110度CS伝送帯域対応の分配器を内蔵しているので、外部分配器を別に用意する必要はない。
- 各対応機器の標準的な対応伝送帯域は「2150MHz対応」である。このほか2600MHzや2655MHz対応の物も存在する。これは当初、4K 8Kテレビ放送に使用される左旋回偏波を共同受信設備で受信するための仕様とされた[114]。しかしその後技術仕様が見直され、4K・8K受信用としてSHFの3224MHz（3.224GHz）を対応上限とする製品が売り出されている。パラボラアンテナも新たに左旋回偏波に対応した4K・8K受信用の物を設置しないと、従来のアンテナでは受信出来ない。

4K 8Kテレビ放送の開始に伴い、総務省は受信設備に関する技術基準を見直した。左旋円偏波のIF周波数が、2450MHzの電子レンジや2.4GHz帯無線LANと相互に干渉し、機器の動作に悪影響を及ぼすことがわかったためで、具体的には以下のように見直された。
- 電波の漏洩を防ぐため、各種機器や配線は“裸配線”を禁止。接続には遮蔽性能を高めたF型接栓を用いる。
- 各種機器についても、金属シールドなどで漏洩電波を抑える措置を講じなければならない。
- 相互干渉を起こしやすい電子レンジや無線LAN機器とは、十分な離隔距離を設ける。
- 新たな技術基準を満たした製品には、業界団体がマークを付して普及を推進する[注釈 40]。

## 歴史
以下、日本国外及び宇宙空間での事象（衛星打ち上げ日等）を含め日本標準時（JST）で記述している。

### BS衛星放送関係年表
- 1978年（昭和53年）4月8日 実験用放送衛星（BSE）「ゆり（1号）」打上げ。
- 1984年（昭和59年）
  - 1月23日 放送衛星2号a「ゆり2号a」打上げ。
  - 5月12日 NHKがゆり2号aによる衛星試験放送開始（当初はBS1（BS-11ch）とBS2（BS-15ch）で放送予定も衛星のトラブルでBS-15chのBS1のみで放送開始。1986年（昭和61年）12月25日にBS-11chでBS2の試験放送も始まった）。
- 1987年（昭和62年）7月4日 NHKがゆり2号bによる24時間放送を開始（BS1）。
- 1989年（平成元年）
  - 6月1日 NHKがBS1、BS2の本放送を開始。
  - 6月3日 NHKがハイビジョン実験放送（1時間/日）開始。
- 1991年（平成3年）
  - 3月30日 世界初の衛星デジタルラジオSt.GIGAによる衛星放送開始。
  - 4月1日 初の民間衛星放送局WOWOWによる衛星放送開始。
  - 11月25日 ハイビジョン推進協会がハイビジョン試験放送（8時間/日）開始。
- 1994年（平成6年）11月25日 NHKと民放6社がハイビジョン実用化試験放送（8時間/日）開始。
- 1995年（平成7年）4月23日 St.GIGAがスーパーファミコン・サテラビュー向けデータ放送（14時間/日）開始。
- 1997年（平成9年）4月17日 BSAT-1a（BS-4a）打ち上げ（この打ち上げ以降の放送衛星は、大容量のバッテリーを搭載している）。翌年、BSAT-1b（BS-4b）打ち上げ。
- 2000年（平成12年）
  - 6月30日 St.GIGA、スーパーファミコン向けデータ放送終了。
  - 12月1日 BSデジタル放送開始。
- 2004年（平成16年）11月30日 BS955（メディアサーブ）・BS BIRD（ミュージックバード）が放送を終了。BSデジタル初の放送終了局となった。
- 2005年（平成17年）3月31日 St.GIGAの事業を引き継いだWorld Independent Networks Japan（WINJ）がBSアナログ放送を終了。BSアナログ初の放送終了局となった。
- 2007年（平成19年）
  - 9月30日（正確には10月1日 1:00） BSアナログハイビジョン番組放送終了。
  - 10月31日 BSアナログハイビジョン放送停波、同時にBSアナログ放送におけるハード・ソフト分離政策によりNHK及びWOWOWは衛星放送局を廃止し翌日よりBSデジタル放送と同様の委託放送局となった。
  - 11月14日 国の電波監理審議会、WINJの委託放送事業者認定を取り消すべしとの答申。これによりBSラジオ放送は2011年に再開するまで、放送はされなかった。
  - 12月1日 BSアナログハイビジョン放送終了に伴って空いた帯域を使ったBSデジタル放送のハイビジョンテレビ放送をBS11、スター・チャンネル、TwellVの3社が開始。さらに民放5局の放送配信枠が1つから3つに拡大（マルチ編成が運用・許認可上でも可能になった）。
- 2011年（平成23年）
  - 4月1日 NHKのBS1・BS2・BSデジタルハイビジョンが0:03で放送終了（完全停波は1:37）。スロット数の再編を行い6:00から新BS1とBSプレミアムの放送を開始、NHKの送出チャンネルが1つ減る。同時に衛星第2が担ってきた難視聴対策をセーフティネット放送（地デジ難視対策衛星放送による東京総合・教育テレビの再送信）に完全移行した。
  - 7月24日 - BSアナログ放送終了[注釈 41]。
  - 8月7日 東経110度BS・CSハイブリッド衛星BSAT-3c/JCSAT-110R打ち上げ。BSは本サービス用、CSはバックアップ用になる[116]。
  - 10月1日 放送大学のラジオチャンネルを含むBSデジタルでの放送開始。スカパー!SDでの放送は2012年3月末をもって終了した。
- 2016年（平成28年）8月1日 NHKがISDB-S3方式による4K・8Kの試験放送を開始。対応チューナー・ディスプレイ・音響設備が市販されていないため全国の放送局などで公開。
- 2018年（平成30年）12月1日 ISDB-S3方式による4K・8Kの本放送を開始。但し開始時点でNHKによる8K放送を受信できるテレビはシャープのみ発売した。
- 2021年（令和3年）3月26日 東北新社系のザ・シネマ 4Kが基幹放送事業者の認定を受けた際に、当時申請した東北新社の外資比率が20%を超え外資規制違反に該当していたことを受け、総務省は同年5月1日付で認定を取り消すと決定。事業者認定取り消しは2007年（平成19年）のWINJ以来2例目となる[94]。
- 2022年（令和4年）
  - 3月21日 BSよしもと 開局。
  - 3月26日 BS松竹東急  (現:JCOM BS)  開局。
  - 3月27日 BSJapanext（現:BS10） 開局。
- 2023年（令和5年）12月1日 NHKの新BS1・BSプレミアムが0:00で放送終了。5:00から新BSとBSプレミアム4Kの放送を開始。旧：BSプレミアムは番組の移設や停波時期を説明・周知するチャンネルとしての運用を開始[117]。
- 2024年（令和6年）
  - 1月9日 当初は4月1日をもって旧：BSプレミアムを停波することを予定していたが[117]、1月1日に発生した能登半島地震への臨時対応として被災者向けにNHK金沢放送局の総合テレビ同時放送をに開始[118]、3月29日に総務省から臨時目的放送としての認定を受けたことから、同年4月以降も同チャンネルの放送を期間限定で継続することを発表した[79][80][81]。
  - 6月30日 同日付で旧：BSプレミアムでの被災地向け放送終了に伴い、同チャンネルを停波[82]。
- 2025年（令和7年）1月10日 BSJapanextおよびスターチャンネルが改組され、BS10およびBS10スターチャンネルとなった[119]。

### CS衛星放送関係年表
- 1989年（平成元年）
  - 10月1日 放送法改正施行。通信衛星による直接放送を許可。
  - JCSAT 1, 2打ち上げ。
- 1992年（平成4年）
  - SUPERBIRD-A、B打ち上げ。
  - 2月4日 CSアナログ放送事業者6社認定。4月から順次サービス開始（CSバーン、スカイポートTV）。
  - 6月 CS-PCM音声放送開始。
- 1996年（平成8年）10月1日 CSデジタル放送「パーフェクTV!」放送開始。
- 1997年（平成9年）12月1日 CSデジタル放送「ディレクTV」放送開始。
- 1998年（平成10年）
  - 3月31日 CSバーンが放送をパーフェクTV!に移行し放送終了。
  - 4月25日 スカイパーフェクTV!・スカイサービス（JスカイB）放送開始。パーフェクTV!はスカイパーフェクTV!・パーフェクTV!サービスに改称。
  - 5月1日 パーフェクTVとJスカイBが合併。
  - 9月30日 スカイポートTVが放送をディレクTVに移行し放送終了。
- 2000年（平成12年）
  - 9月30日 ディレクTVが放送の一部をスカイパーフェクTV!に移行し放送終了。
  - 10月7日 N-SAT-110打ち上げ成功。
- 2001年（平成13年）
  - 5月 デジタル音楽放送「SOUND PLANET」開始。
- 2002年（平成14年）
  - 3月1日 110度CSデジタル放送「プラット・ワン」開始。
  - 7月1日
    - 110度CSデジタル放送「スカイパーフェクTV!2」開始。
    - 110度CSデジタル放送 蓄積型双方向サービス（ep）開始。
- 2003年（平成15年）1月17日 2.6GHz帯衛星デジタル音声放送が放送方式として制度化された（モバイル向け放送）。
- 2004年（平成16年）
  - 3月1日 スカイパーフェクTV!2とプラット・ワンが合併、スカイパーフェクTV!110に改称。
  - 3月13日 モバイル放送用衛星MBSat打上成功。
  - 3月31日 蓄積型双方向サービス（ep）終了。
  - 9月1日 スター・チャンネルがスカイパーフェクTV!110でハイビジョン放送を開始（110度CS放送では初のハイビジョン放送）。
  - 10月20日 モバHO!サービスを開始。
  - 11月12日 110度CSデジタル放送「WOWOWデジタルプラス」開始。
- 2006年（平成18年）
  - 12月1日 WOWOWがスカイパーフェクTV!で放送開始（番組編成はBSアナログ放送と同一）。
  - 12月31日 WOWOWデジタルプラスが放送終了。
- 2007年（平成19年）2月1日 スカイパーフェクTV!110がe2 by スカパー!に改称。
- 2008年（平成20年）10月1日 スカイパーフェクTV!がスカパー!に、e2 by スカパー!がスカパー!e2にそれぞれ改称。スカパー!が伝送方式にDVB-S2、符号化（エンコード）方式にH.264を用いたハイビジョン放送（スカパー!HD）を開始。
- 2009年（平成21年）3月31日 モバHO!サービス終了。
- 2011年（平成23年）
  - 7月31日 - ミュージックバードがCS-PCM音声放送を終了。
  - 8月7日 東経110度BS・CSハイブリッド衛星 BSAT-3c/JCSAT-110R打ち上げ。BSは本サービス用、CSはバックアップ用になる[116]。
- 2012年（平成24年）
  - 5月16日 JCSAT-4B打ち上げ。
  - 10月1日 スカパー!e2がスカパー!に、スカパー!がスカパー!プレミアムサービスにそれぞれ改称。
- 2018年（平成30年）12月1日 110度CS（左旋）にてISDB-S3方式による4K放送を開始。
- 2024年（令和6年）
  - 2月29日 SPACE DiVAがサービス終了。
  - 3月31日 110度CS（左旋）でのISDB-S3方式による4K放送を終了。
- 2025年（令和7年）1月20日 110度CS（左旋）にて地上波再放送の実証実験を開始（同年2月20日まで実施）[112]。

## 衛星放送全般の問題点
日本では世界でも非常に早くから衛星放送が開始したが、衛星放送が地上波放送を駆逐する方向には向かわず、依然として地上波局が強い勢力を持ち、当初の見込みほど普及していない。

### 電波特性の問題
指向性が地上波テレビ以上に強く、衛星波の受信に必要なアンテナを設置する方角が限定されている。日本の場合は南西寄りの方角に向ける形で設置する必要があるが、集合住宅の場合、ベランダが東から南南東寄りの方角を向いているとパラボラアンテナを設置できないか、大がかりな工事（屋上への設置など）を行う必要がある。
建前上、国内の全市・町・村を対象としているが、一部の地域では衛星波が山や高層建築物に遮られ、受信できない場合もある（起伏のある山村や、都市部など）。
またこの特性により、携帯機器での受信は非常に困難である。日本では2000年代にモバHO!として実用化されたが短期間で終了した。

### 荒天時の脆弱性
使用電波帯域がSHF波であるがために、受信世帯周辺もしくは送信施設周辺において大雪や雷などの荒天で電波が遮られやすい（特にkuバンドで起きやすい。一方、Cバンドは荒天による影響はほとんど受けない）ため受信障害のリスクが大きくなる点である。
ただし、BSデジタル放送では降雨荒天用のノイズに強い送信を行い、地上デジタル放送のワンセグとほぼ同じ画質まで低下しながらも内容を確認できる降雨対応放送を実施できるようになっているので、ある程度克服していると言える（とはいえ、民放系の衛星放送局は全て未実施）。たとえば1年のうち完全に衛星放送が受信不能になることは合計しても1日以下であり、関東平野での実験にて地上波よりは劣るものの安定した放送を実現している。

### 設備投資面での問題
地上波テレビ放送用アンテナとは別に各種衛星放送用パラボラアンテナ（放送サービスによってはアンテナを2基以上）やチューナーあるいはチューナー内蔵対応テレビを設置する必要があるが、かつて110度BS/CSチューナーを搭載したハイビジョンテレビは高価な大型モデルに集中し、小型で安価なモデルのラインナップが貧弱であった。テレビに別途接続するチューナーに関しては、124/128度CS系の旧スカパー!SDチューナー（現在市販されておらず）や旧スカパー!HDチューナー（現：スカパー!プレミアムサービス）が多くを占め、110度BSデジタルチューナーや110度BS/CSデジタル対応チューナーは少なかった。
地デジ移行の開始に伴って、地デジ・110度BS/CSデジタル両方のチューナーを搭載したテレビや録画機器が大半を占めるようになり、さらにテレビ自体の低価格化が進んだことでようやく大衆的に普及した。

### 制度面での問題
NHKは衛星放送が受信可能な機器があればたとえ視聴していなくても受信料を徴収するとしており、地上契約だけに対して年間1万円程度の追加費用を要求される。このため、衛星放送対応テレビを保有するにも関わらず衛星放送を契約しない、パラボラを立てない人が多く存在する。
2007年3月15日、衆議院総務委員会NHK予算審議で民主党の寺田学は、集合住宅に共同BSアンテナが設置されている場合、2011年に地上アナログ放送が終了するために、地上デジタル放送対応の機器を家庭に設置するとアナログと異なり機器のBS対応率が100%に近いため、衛星放送はモアチャンネルで特に視聴意図がない場合も、必然的に「NHKの衛星受信契約義務が発生する」との問題を指摘した。2007年5月以降、総務省の受信料体系に関する研究会でも、こういった場合「NHK受信料を免除できるようにすべき」、との意見が相次いでいる。
集合住宅（賃貸住宅）では衛星放送用のパラボラアンテナ（共用アンテナ）まで設置する義務がなく、任意とされていることなどがある（この場合、居住者が自己負担で設置する必要がある）。衛星放送の普及前に建造された集合住宅ではアンテナの設置が想定されていないことや、衛星放送用の共用アンテナすら設置されていない場合もある。

## BSデジタル放送の問題点

### 脆弱な広告収入

#### テレビショッピングの乱発
視聴率を計測しているビデオリサーチは、2020年までBS・CSデジタルの視聴率を（少なくとも定期的には）計測していなかったためスポンサーが付きにくく、さらにCMを全国一律でしか流せない特性から、地方の有力スポンサーもBS・CS番組のスポンサーになりにくい。
特に視聴率が広告料金の指標となり、放送局の収入源となるスポットCMに至っては壊滅的状況となっていた。資金投資がしにくいことは、質の高い番組を作るのが困難ということにもなる。
鳴り物入りで始まったBSデジタル放送だが、当初は予測よりも視聴者の増加が伸び悩んだ。かくしてBSデジタル放送局では広告収入の大半をテレビショッピング番組に依存することとなり、多いところでは1週間に放送される全番組の4割を占めている。時間帯によっては、複数局が同時放送あるいは同一内容で放送することもあった。これに根強い不満を持つ視聴者もいることから、2008年には総務省も今後新規参入する局に対して、テレビショッピングの規制に乗り出したほどである。既存の民放BSデジタル各局でも、この視聴者からの不満をきっかけに改正放送法で2011年7月分以降の放送時間の公表が義務付けられたことに合わせる形で、テレビショッピング番組の放送数を削減する動きが出てくるようになった（詳しくは教養番組を参照）。
テレビショッピングだらけのチャンネルが野放しになっている背景として、日本で電波オークションが行われていないという点が指摘される。

#### 衛星放送向けの番組作りによる改善
長らく不振が続いていた衛星放送であるが、21世紀の地上波では放送がやりにくい番組（海外ドラマ・民放系子供向けバラエティ・深夜ドラマ・深夜アニメ・映画・時代劇・再放送など）や、高視聴率を重視しない番組製作（特定趣味系バラエティ・旅番組・経済番組・日本史バラエティなど）が可能となっている側面もある。また巨人戦を中心としたプロ野球中継は年を追うごとに中継本数を増やしており、BSデジタル放送の普及や認知度向上の面で貴重なコンテンツになりつつある。また、オリジナルのテレビドラマを制作する局も現れ、特にキー局系の地上波ではほとんど放送されなくなった時代劇の新作製作や、地上波で放送されていた時代劇の過去作を積極的に放送する動きが見られるようになった。また、アジアドラマ（韓国・中国・台湾・タイなど）は2012年以降、2時間ドラマ（ほぼミステリー・サスペンスものの作品）はBSでの放送を主軸に移していった。
キー局系のBSデジタル事業者5社では、2005年に定期的にアンケート調査によりBSデジタル放送への接触率を調べる「BSパワー調査」を開始した（2012年現在はBS11を加えた6社が対象）。2010年8月現在では、ゴールデンタイムにおける5社合計の接触率が平均15.3%にまで上昇するなど、視聴者が徐々に定着しつつあることが数字にも現れた。2015年4月からは機械式調査に移行しており、地上波とは若干計測条件が異なるものの視聴率調査が実現している。
一方で、2007年より同様に始まったCSデジタルの独自調査である「機械式ペイテレビ接触率調査」（衛星テレビ広告協議会が関東・関西を対象に実施）の「プラットフォーム別世帯到達率」ではCSデジタルがBSデジタルを大きく上回っている状況であった。
とはいえ2008年3月期には民放キー局系列5局すべてが黒字化するなどの明るい材料もあり、少しずつではあるが魅力あるコンテンツを生み出せる状況が生まれつつあった。
スポンサーの一部からは「地上波は毎分視聴率に捕らわれ過ぎ。BSデジタルの方が全体として満足感のある番組作りができる」との声もあり、地上波とは異なる「（65歳以上のシニア層を中核とした）ゆとりのある番組」を提供しようとする企業が増え、ニュース・ワイドショー・バラエティ・生放送音楽番組・ドラマが主体となったコア世代（13歳〜49歳）向けの地上波番組に対して、かつて地上波で放送されていた日本の2時間ドラマの再放送のほか、前述の時代劇・プロ野球中継・アジアドラマや、演歌・昭和歌謡系の音楽番組などの高齢者（主に65歳以上）をターゲットとした番組を主軸とする編成戦略に落ち着いた。実際NHKの大河ドラマ、および連続テレビ小説（別称朝ドラ）は2010年代以降、NHK総合（地上波）の視聴率下落に反比例してNHK BSの視聴率は上昇傾向にある。
また、『噂の!東京マガジン』（TBSテレビ→BS-TBS）、『カーグラフィックTV』（テレビ朝日→BS朝日）、全米オープンゴルフ・全米女子オープンゴルフ中継（テレビ朝日→BS松竹東急）、『朝まで生テレビ!』（テレビ朝日→BS朝日）のように製作局を地上波局からBS放送局に直接移行した番組や、『演歌の花道』（テレビ東京→BSテレ東）、『サウンド・イン"S"』（TBSテレビ→BS-TBS）、『ベストヒットUSA』（テレビ朝日→BS朝日）、『パネルクイズ アタック25』（朝日放送テレビ（ABCテレビ）制作・テレビ朝日系列局→BSJapanext共同製作）のような地上波終了後に移行して復活したもの、『笑点 特大号』、『それいけ!アンパンマンくらぶ』、『日曜ロードショー』のようなBS日テレのみで行われている地上波のスピンオフ番組も存在する。逆のパターンでは、BS民放では珍しかった若年層向けバラエティ番組である『スイモクちゃんねる』（BS-TBS）は放送終了に伴い、一部コーナーを『よるのブランチ』（TBS）に移行して継続している。初期の頃はテレビ受像機のデータ放送機能を活用した双方向番組も多かったが、数年のうちにほとんどが打ち切られ、地上波が完全デジタル化した2012年頃からワイドショー、一部のクイズ番組、生放送番組を中心とした全国ネットの地上波番組で多くみられるようになっている。
報道番組では『BSフジLIVE プライムニュース』（2009年4月開始）を嚆矢として、BS各局では政治家や経営者等のロングインタビューを売りとする番組が相次いでスタートしているが、制作者サイドからは「分単位の視聴率に追われる地上波では、バトルと呼ばれる過激な討論がみられるが、BSでならバトルをあおらず、（じっくり）落ち着いた議論をする報道番組を作れる」との意見もある。
特に地上波局のネットワークを持たないBS11は、2010年度決算での黒字化以降は独自番組や地上波キー局以外の独立系テレビ局との共同制作番組の増強や2012年春季にアニメ放送本数を倍以上に増強する等強気の経営方針を打ち出し、売上高・営業利益ともに衛星放送局ではほかに類を見ない躍進を続けている。
こうした取り組みもあり、2000年代後半以降、衛星放送は広告収入の増加傾向を示し、BS放送はデジタル放送開始当初の赤字状況から好転しつつある。かつては単独一社提供番組や特定スポンサーによるスポットの大量出稿が多かったが、地上波の様な複数社による広告出稿へと変化している。
直接テレビを視聴する時間は低下しているがHDDレコーダ等の録画機器で録画した番組を視聴する時間は増加していることもあり、特にタイムシフト視聴率においてランキング上位を占める海外ドラマ・アニメ・映画がよく放送され、これらが録画・再生される確率が著しく高い衛星放送の利用も増加し、視聴者数と視聴時間の伸びが衛星放送関連市場成長の原動力となっている。
編成面では地上波に比べてスポンサーが少なめかつ短期提供が多めであるが故にスポンサーからの制約が緩くなっている為、改編期毎の放送時間を移動する番組や改題番組がそれよりも多い。BSフジの場合、芸人がメインで出演する30分冠番組を毎週日曜日の22時から24時までの時間帯にまとめる形で移動して、『BSフジ 爆笑サンデー』を2020年から2022年まで持っていた。

#### 視聴率調査の開始
2020年3月30日からビデオリサーチがBS放送局別の視聴率測定を開始すると発表した。
NHKのBS2波（BS1・BSプレミアム）とBS民放7社（BS日テレ・BS朝日・BS-TBS・BSテレ東・BSフジ・BS11・BS12 トゥエルビ）のリアルタイム視聴率が測定の対象となる。
衛星放送は国内全域での放送である為、関東・関西といった地域でなく「全国」区分で公表される。
同時に測定対象世帯数の大幅増とタイムシフト視聴率調査の全国実施でこれまでより視聴率の誤差が小さく、近年多様化した視聴形態に対応した視聴率測定が行われる。
2021年3月29日からはBSやCSの有料放送チャンネルの視聴率調査も開始。同年4月12日から接触率の提供を開始した。

### 番組制作の著作権・番組出演者の肖像権の問題
地上波キー局系5局は子会社のBSデジタル放送を利用して、系列局のない地域も含む全域をカバーすることで、「地上波では不可能であった、アニメや娯楽番組の全国放送もできる」と期待されていたが、BSデジタル放送サービス開始直後の2000年12月に日本音楽事業者協会が日本民間放送連盟に対して、地上波とのサイマル放送に強く反対した結果、テレビ東京が計画していたBSジャパン（現：BSテレ東）との同時放送を一部の特別番組を除いて、断念する事態に追い込まれた。
このため、「地上波で放送されている番組」をBSデジタル放送で自由に放送することは認められていない（当初は地上波の同時・時差放送とごく一部の独自制作番組の編成を主体に行う計画だった）。
上記の事情から、民放キー局系BSデジタル局では、著作権や肖像権が複雑に絡む自社制作の番組（特にアニメ、ドラマ、音楽番組など）は少なく、過去に地上波で放送されたミステリー・サスペンスを中核とした2時間ドラマや時代劇の再放送のほか、購入した海外ドラマやテレビショッピングの放送割合が高かった。
各放送局の収益は芳しくない所が多く、このため民放キー局各社は赤字体質が続くBSデジタル放送の兼営ができるよう総務省に対してマスメディア集中排除原則の弾力的運用を希望しており、総務省側でも民放地上波キー局がBSデジタル放送の兼営ができるよう法改正が検討された。その後、持株会社の形式で複数の放送局を支配下に置くことができる認定放送持株会社制度が規定され、地上波キー局系列のBSデジタル5局は2014年4月までにすべて認定放送持株会社の支配下に移行した。
NHK（および2018年9月30日までの放送大学）は「地上波・衛星波共に同一法人」であるため、あまり問題視されないが、「地上波・衛星波が異なる法人」（親会社・子会社の関係）である民放でこの問題が浮上している。

### 地上波同時放送・先行放送の事情
前述の理由により、地上波とBSのサイマル（同時）放送はほとんど行われていない。

#### NHK
NHKでは、2010年度まで地上波で放送されている番組を、BS2・BShiを中心に放送することが多く、同時放送や普及促進のためのBSでの先行放送も少なくはなかった。
2024年現在は、画質別に3チャンネル（BS・BSプレミアム4K・BS8K）体制で、BSとBSプレミアム4Kでは数本の地上波番組が放送され、『連続テレビ小説』『大河ドラマ』のように、総合テレビより先行放送、または同時放送される番組がある。また、『大相撲中継』は後半のみ総合テレビとBSプレミアム4Kで同時放送される。
2023年12月にBSプレミアムは番組内容をBS及びBSプレミアム4Kに移し、2024年1月9日からは令和6年能登半島地震の臨時対応として旧：BSプレミアムのBS103chにて金沢放送局の総合テレビのサイマル放送を開始した。当初は一部のニュースや情報番組のみを放送していたが、同年1月12日から同年6月30日まで、ほぼ全ての番組が同時放送された。

#### 放送大学
BSデジタル放送・スカパー!SDおよびケーブルテレビ局向け配信では地上波で放送開始・終了時に流されるコールサイン（JOUD-DTVおよびJOUD-FM）のアナウンスを除いて地上デジタル放送およびFMラジオ放送の完全同時放送となった。2018年9月30日をもって地上波放送の番組を終了してBS専門に移行した。

#### 民放
民放では「地上波で放送される番組の場合、衛星放送先行放送の番組はほぼ皆無」で、著作権・肖像権などの権利問題などから、無料衛星放送チャンネルでの放送が行われないケースも見られ、有料チャンネルでも権利問題をクリア出来なかったものを未放送扱いするケースも見られる。
当初は地上波より先行放送される番組が数番組程度あり、テレビ東京・BSジャパン（現：BSテレビ東京、以下・BSテレ東）共同制作の『水曜ミステリー9（BSミステリー）』（第1期）のほか、関西テレビ制作でBSフジで全国放送されていた『ほんじゃに!』（2006年10月以降は先行放送から遅れ放送に変更、2007年終了）や開始当初はBS先行だったが途中からディレイ放送に変更された『MUSIX』（テレビ東京とBSジャパンの共同製作番組。既に放送は終了）などもあった。
一方、2010年代半ばから、一部の深夜アニメ（UHFアニメ）がTOKYO MX（+サンテレビ・KBS京都が加わるケースもある）にBS11またはBSフジの各局で同時最速放送されるケースが徐々に増加傾向にある。
BSテレ東は他の事業者とは異なり、テレビ東京地上波番組は編成の約半数を放送しているが（2008年までは約6 - 7割、2010年代は4割強程度）、ニュース番組（一部を除く）、スポーツ中継、年越し番組の『東急ジルベスターコンサート』が同時放送される以外は1日から1年以上遅れの放送となっている（主に一部のニュース番組とアニメ、紀行番組が中心）。バラエティ番組や音楽番組などはほぼ放送されず、2024年7月現在ではハロー!プロジェクト関連番組（本放送から6日遅れ。2024年7月現在の時点では『ハロドリ。-MUSIC-』がこれに該当する）、及び『開運!なんでも鑑定団』（本放送から5か月遅れ）、『モヤモヤさまぁ〜ず2』（本放送から約1年遅れ）が数少ない例外となっている。
2024年4月現在のレギュラー編成ではBSテレ東の『ニュースモーニングサテライト』『なないろ日和!』『ワールドビジネスサテライト』（金曜日のみ）『ウイニング競馬』（いずれもテレビ東京製作）とBSフジの『BSスーパーKEIBA』（フジテレビ〈地上波〉製作『みんなのKEIBA』）の計5本が地上波とBS（4K放送を含む）のサイマル放送となっている。
2024年7月現在、民放平日のニュース番組の同時放送もBSテレ東で『ニュースモーニングサテライト』と『ワールドビジネスサテライト』（金曜日のみ）がテレビ東京と同時放送されるにとどまり、報道特別番組を行わない限りそれ以外では放送されていない。

### ケーブルテレビ導入時について
ケーブルテレビ（CATV）が住居棟に導入されている場合、局から有料で貸与・販売されるセットトップボックス（以下STB）で視聴するトランスモジュレーション方式で伝送している局では「直接受信する場合は無料で見られる」放送も、無料では視聴できなくなっている。そのため、各種資料では「ケーブルテレビでは無料放送を行わない局がある」旨の注意書きがされる場合もある。またSTBの機種によっては録画信号をハイビジョンで伝送できないケースがあり、BDレコーダーなどのハイビジョン録画機器でも、ハイビジョンで録画できないことがある。
BSデジタルのパススルー伝送は行われていないケースが多く、行われている局でも、周波数変換パススルー方式で実施している場合がある。衛星放送で使われている衛星からアンテナまでの周波数およびアンテナ部からチューナー部までの周波数（電波の周波数による分類上はSHF、VHF、UHF。中間周波数を参照）がケーブルテレビの伝送用に使用している周波数とは帯域幅が異なるためにそのままでは伝送できないことから、伝送可能な周波数に変換しているためである。局から有料で貸与・販売される元の周波数に戻すコンバーター（変換器）を用いて、市販の当該チューナーでもそのまま視聴する。2007年現在、コンバーターが不要な同一周波数パススルー方式での伝送ができるように業界は動いている（FTTH方式のケーブルテレビであれば、コンバーターなしでBS放送が視聴可能な場合もある）。
地上アナログ放送と同じ変調方式に変換して再送信している局は徐々に減っているが、いくつか存在する。この場合、再送信されているチャンネルが受信できる地上アナログチューナーを内蔵した機器（以下、地上アナログ機器。アナログSTB（ターミナル）や市販テレビや市販ビデオレコーダなど）があれば視聴できる（VHF1 - 12ch、UHF13 - 62chで再送信されていれば、ほとんど全ての地上アナログ機器で視聴できる。CATV帯域で再送信されている場合は、機器の説明書に「C13 - C63ch」などの記載がされていれば視聴できる）。ただし再送信にスクランブルが施されている場合、視聴は局から貸与されるアナログホームターミナルに限られ、非加入者が視聴できる局は少ない。
現在はセットトップボックスやホームターミナル無しで視聴できることは少ないが1990年代以前に住所移転などでケーブルテレビ局に新規加入した場合、NHK訪問契約員と視聴者の認識不足から12年間視聴不可能な状況であっても衛星受信契約を締結してしまっているケースもあり、領収書に記載されている契約内容の確認も必要である。また、NHK衛星受信契約は申告制であることと、ケーブルテレビ側からの契約解除申請をしない実態からセットトップボックスやホームターミナルを返却（レンタル）・利用中止（買取）した場合、視聴者サイドでの契約解除の申告が必要であることも注意しなければならない。

## CSデジタル放送の問題点

### 集合住宅の共聴システム問題
東経110度CSデジタル放送特有。マンション・アパート等の共用部分（共聴システム）に設置の共用BSアンテナ、ブースターや配線同軸ケーブルの規格が古いために、BSチャンネル周波数帯までは性能を満たすがCSチャンネル周波数帯では満たしていないことがある。また、BS/CS共聴システムにケーブルテレビ局の信号を重畳している場合、BS/CS放送周波数帯の信号レベルが正しく調整されていないこともある。
結果として、特定のトランスポンダ配下のチャンネルだけ映りにくくなったり、ブロックノイズが乗って視聴に適さないことがある。

### ND16問題（ND18問題）

BS・110°CSの中間周波数と、同帯域を使う無線システム。

家庭用PHSまたはDECTコードレス電話の電波と干渉し、特定のチャンネルが映りにくくなったり、ブロックノイズが乗ったりする問題が散見される。家庭用PHSは日本では2021年にサービスを終了したが、DECT機器については依然として問題が残る。
ND16トランスポンダー収容下のCSチャンネル（前述の表参照）の一部に現象が生じる。ND16は12.5710GHzであり、同軸ケーブルに流すためにダウンコンバートするが、その先の周波数が1.893GHzと、ちょうど日本国内でPHS/DECTが発する1.9GHz帯の電波とが漏洩電波で混信してしまう（BS-IF/CS-IF（周波数変換）参照）。漏洩環境によっては、ND16/ND18トランスポンダー配下の、一方または両方に混信する場合もある（なおND18は、12.611GHzから1.933GHzにダウンコンバートされ、これは携帯電話（IMT-2000、KDDI・auの帯域であった）。
対策としては、同軸ケーブル、端子、分配器など配線をすべて高シールド、F型接栓（場合によっては壁コンセント内まで含む）化したり、コードレス親機を同軸ケーブル系から数m - 10m以上離す、コードレス親機からの電波を弱めるためにアルミ箔などを親機のアンテナ近傍に置いて遮蔽する、などがあるが、無線従事者以外の一般消費者が調整するには、やや困難がある。
BSデジタル放送では、BS-21・23chが変換先の1.5GHz帯で同じ帯域を使用するソフトバンクモバイル（当時）のULTRA SPEED（2018年1月31日サービス終了）との混信が発生しているが、こちらは逆に、ULTRA SPEEDの方に無線通信障害が発生していた（詳細は1.5GHz帯を参照のこと）。